# Bunuri mobile din domeniul istorie clasate în patrimoniul cultural național al României aflate în județul Brașov
Acestă listă conține bunurile mobile din domeniul istorie clasate în Patrimoniul cultural național al României aflate la momentul clasării în județul Brașov.

## Tezaur
| Foto | Informații generale                                    | Detalii tehnice | Descriere | Deținător                          | Legături |
| ---- | ------------------------------------------------------ | --- | --- | ---------------------------------- | -------- |
|      | Principesa Mărioara a României                         | Datare: 1920 Școală: Atelier românesc Dimensiuni: L ramă: 33,5 cm, LA ramă: 31 cm Material: hârtie fotografică; fotografiere sepia | În ramă de lemn dreptunghiulară, decorată cu motive vegetale, fotografia este decupată în medalion oval și o reprezintă pe Principesa Mărioara. Principesa are părul ondulat, strâns, iar pe frunte poartă o bentiță, accesoriu foarte popular în anii '20. Fotografia provine din dormitorul Reginei Maria din castelul Bran. | Muzeul Național Bran, Brașov       | Cimec    |
|      | Alfonso al Spaniei-Prinț de Asturia                    | Datare: 1929 Școală: necunoscut Dimensiuni: L ramă: 35,5cm, l ramă: 26,5 cm; Material: carton; hârtie fotografică; fotografiere sepia; | În imagine, Infantele Spaniei apare într-o vestimentație de ceremonie, cu robă și tocă (pe care o ține în mâna stângă). Fotografia este realizată în interior, fiind încadrată într-un medalion oval și este înrămată. Pe paspartu, sub fotografie, este atașată o bucată de hârtie, pe care se află o dedicație, în limba engleză: For Ileana from Alfonso / semnătura /1929. Rama este realizată din lemn, cu nuanțe de negru și maro. | Muzeul Național Bran, Brașov       | Cimec    |
|      | Principesa Ileana și Principele Mihai I                | Datare: deceniul III al sec. XX Școală: românesc Dimensiuni: L:13,9 cm; l:8,9 cm Material: carton; tipărire; reproducere după fotografie sepia; | V: Principesa Ileana, în uniformă de călărie, stă în picioare lângă principele Mihai, care este călare pe un cal alb. Principesa poartă mănuși și ține în mână o cravașă. Calul este ținut de căpăstru de un îngrijitor. R: text scris de Principesa Ileana care reflectă starea de sănătate a tatălui său, Regele Ferdinand: „Radule dragă, Mec pentru scrisoare.-Nu am vreme să-ți scriu mult pentru că momentele libere le petrec cu Tata săracu. Vai ce spaimă am avut. Pentru moment e mult mai bine ca morală, altfel natural tot mare pericol-Mignon a avenit alaltăieri și e un înger, ține pe toți la locul lor; îl liniștete pe tata, îi dă de mâncare; și în fine tot Lisabeta sărac e disperată ca noi toți dar sărmana nu știe ce să fac și cum să se poarte cu Tata - Mama natural e o minune dar și ea și-a pierdut răceala”. | Muzeul Național Bran, Brașov       | Cimec    |
|      | Principesa Ileana și Regina Maria a României la Balcic | Datare: 1929 Școală: Julietta Dimensiuni: L:13,4 cm; l:8,4cm Material: carton; tipărire; reproducere după fotografie sepia; | Principesa Ileana și Regina Maria ținându-se de mână pe un ponton de la Balcic, în costume de zbor. Lângă ponton, într-o barcă se află doi marinari. Pe revers se află un text scris de Principesa Ileana a României, care explică contextul în care a fost realizată acestă fotografie: „Mama și eu sosind la Balcic după hidroavion. -Alături cei mai credincioși marinari din echipajul Ispravei Asan și Enculescu (acela care se uită în sus), doi oameni de nădejde pe care pot conta-”. | Muzeul Național Bran, Brașov       | Cimec    |
|      | Ruinele templului din Palmira                          | Datare: 2 aprilie 1930 Școală: Sarrafian Bros. Descoperit: București, Str. Iuliu Maniu nr. 54 Dimensiuni: L:14 cm; l:9 cm Material: carton; tipărire; reproducere după fotografie sepia; | V: Ruinele tempului din Palmira. R: text scris de Principesa Ileana, adresat mamei sale, Regina Maria: „Damasc, 2.4.1930 Maică dragă, acest oraș e exact contrariul de ce te aștepți, e o mare deziluzie și îmi displace. Dar am fost la Palmiria unde era adevărat minunat mai cu seamă că nu e înconjurat de alte clădiri rămânând singura stăpână glorioasă deși dărâmată. Am fost și la Nazaret, Cana Galileii și Capernaum care era ceva delicios. Acolo a rămas numai Tempul în care a predicat Isus, e pe malul lacului și înconjurat de mii de flori sălbatice nespus de frumoase.-Acuma plecăm la Balbec. Pe urmă Alep și mă întorc la Cairo, dealungul costelor, vizitând resturile cruciaților. Te sărut cu drag, Ileana”. | Muzeul Național Bran, Brașov       | Cimec    |
|      | Andrei Mureșanu Autor: Mureșianu, Traian               | Datare: 3/4 XIX Dimensiuni: H: 800 mm Material: gips | Bust de gips vopsit arămiu reprezentându-l pe Andrei Mureșanu, autorul imnului național "Deșteaptă-te române". Autorul este Traian Mureșianu, nepotul lui Andrei Mureșanu. Bustul reprezintă un bărbat cu barbă șI mustață îmbrăcat cu haină, vestă, cămașă șI papillon. La baza sculpturii se găsește inscripția "A. MUREȘIANU". Gâtul prezintă semnele unei lipituri circulare datorată probabil unei spărturi. Bustul este ușor ciobit la frunte și nas. Din bază lipsesc mici fragmente. | Muzeul „Casa Mureșenilor”, Brașov  | Cimec    |
|      | Mapă de birou omagială                                 | Datare: 3/4 XIX Școală: atelier din Sibiu Dimensiuni: L: 420 mm, l: 310 mm Material: carton, metal emailat, catifea, mătase; | Mapă omagială oferită compozitorului Dima George de către "Membrii activi ai Reuniunei române de musică din Sibiiu" la 15/27 Septembre, 1899. Coperțile sunt îmbrăcate în catifea mov cu aplicații de metal emailat în colțuri si central. Pe ornamentul central este aplicată o liră metalică. În partea centrală a primei coperți se păstrează urme de mătase. A doua copertă are aplicate în cele patru colțuri ornamente metalice aurii. Mapa cuprinde opt pagini. Pe prima pagină se face dedicația "Iubite Domnule Dima!" urmată de mulțumiri adresate compozitorului pentru activitatea muzicală de 19 ani desfășurată în cadrul Reuniunii Române de muzică din Sibiu. Cea de-a treia pagină are ștampila Reuniunii încadrată de semnătura președintelui și secretarului. A cincea și a șaptea pagină cuprind semnăturile membrilor Reuniunii. Coperțile interioare au mătasea parțial dezlipită.                                           | Muzeul „Casa Mureșenilor”, Brașov  | Cimec    |
|      | Felicitare                                             | Datare: 1/4 sec. XX Dimensiuni: L: 750 mm, l: 540 mm Material: cromolitografie | Felicitare - plachetă comemorativă, trimisă de Sindicatul ziariștilor din București la jubileul de 70 de ani de la apariția "Gazetei Transilvaniei". În textul plachetei apare un scurt istoric a Gazetei. Totodată este menționată importanța Gazetei în lupta națională și felicitările adresate de reprezentanții ziariștilor români de la București. Textul plachetei este scris în românește, cu majuscule imitând scrierea veche românească și este încadrat de un brâu cu motive florale și geometrice. Placheta este realizată pe un suport de pânză având un fundal de culoare aurie, iar textul și chenarul sunt realizate în policromie. Dintre cei mai importanți semnatari amintim ziariștii: președinte I. Procopiu, vicepreședinte Grigore Ventura, secretar G. Gongopol, casier Al. I. Hodoș; membrii - I. Popescu, Ion C. Bacalbașa, George Ranetti. Semnată jos: N. Bran. La sfârșitul textului apare un tricolor românesc.      | Muzeul „Casa Mureșenilor”, Brașov  | Cimec    |
|      | Cană cu capac                                          | Datare: Secolul al XVIII- lea Școală: Atelier central-european Descoperit: jud. Brașov Dimensiuni: I=52 cm;Db=21cm;Dg=15 cm Material: Cositor turnat, gravat;bronz turnat finisat prin pilire | Cană de breaslă, corp masiv, ușor tronconic, sprijinit pe trei picioare în formă de capete de îngeri cu butoni sferici la bază. La partea inferioară piesa are o canea cu robinet din bronz de secțiune octogonală. Capac surmontat de un buton central în formă de leu rampant, turnat în ronde bosse. Șarnieră turnată cu mască - Bachus - care este prezentă și la baza toartei semicirculare. La interior, fundul cănii este decorat de o plachetă turnată în relief, de formă circulară, cu trandafir în cerc perlat. Inscripție pe corp cu numele meșterilor. Prezența canelei cu robinet indică faptul că obiectul ere folosit în cadrul festivităților breslei. | Muzeul Județean de Istorie, Brașov | Cimec    |
|      | Pușcă cu fitil                                         | Datare: Secolul al XVIII- lea Școală: Atelier extrem oriental Descoperit: Japonia Dimensiuni: L totală =102, 5 cm; L țeavă = 70 cm;Calibru = 1,7 cm (17mm) Material: Țeavă din oțel forjat, decor damaschinat cu metal alb și galben; pat și uluc din lemn cu garnituri metalice de culoare galbenă; mecanism de dare a focului din oțel acoperit cu metal galben | Țeavă tronconică lisă, cu sectiune exterioară hexagonală în partea inferioară și inel semicircular cu rol de întărire la gura tevii, prevăzută cu catare și înălțător. Mecanism de dare a focului cu fitil. Decorată pe țeavă de două pictograme cu metal alb și metal galben situate la extremitățile țevii și de un medalion central de formă ovală reprezentând o grădină japoneza, cu pești și un curs de apă. Pat și uluc din lemn cu aplicații decorative fitomorf silizate și cu aplicații funcționale. | Muzeul Județean de Istorie, Brașov | Cimec    |
|      | Cană cu capac Autor: Meldt al II-lea, Michael          | Datare: Mijlocul secolului al XVIII- lea Școală: Atelier brașovean Descoperit: jud. Brașov Dimensiuni: I = 28 cm; Db =15,5 cm ; Dg = 10 cm. Material: Cositor turnat, gravat | Cană cu bază circulară în retrageri succesive, corp cilindric, capac bombat în trepte, buton balustru, șarniera sferică, toartă arcuită,ornamentată în relief în trei registre: o mască de înger, o floare cu pelican și o a doua floare. Corpul este marcat de două brâuri dantelate, iar câmpul central este gravat cu o cunună surmontată de o coroană în câmpul căreia apare o orgă cu inscripția J.GOTTLIEB CZETSCH.1754. Marca M.M.K.20 și stema Brașovului ștanțată pe interiorul capacului. Cunoscută sub numele de "cana organistului". | Muzeul Județean de Istorie, Brașov | Cimec    |
|      | Pistol cu cremene                                      | Datare: Secolul al XVI- lea Școală: Occidental Descoperit: jud. Brașov, Brașov Dimensiuni: L totală: 50 cm; L țeavă: 23 cm; Calibru: 11,5 mm Material: Oțel, forjare | Pistol cu mecanism cu rotită și cremene, lucrat în totalitate din oțel. Țeava lisă, în formă de trunchi de piramidă, cu baza octogonală și vârf pătrat. Patul, drept, lucrat din tablă de oțel, se termină în formă de evantai. Pe interiorul mecanismului și pe partea superioară a țevii este ștanțat numărul 1609, care pare fi realizat ulterior. | Muzeul Județean de Istorie, Brașov | Cimec    |
|      | Scut                                                   | Datare: A doua jumătate a secolului al XVI-lea Școală: Occidental Descoperit: Brașov Dimensiuni: Diametru = 63 cm; Grosime = 0,3 cm Material: Scut lucrat din tablă de oțel, laminare, batere la cald, gravare | Scut de paradă de tip rondașă, lucrat prin din tablă de fier. Este încadrat de un brâu torsadat în formă de funie. Urmează un registru alcătuit din motive vegetale. Este dispus cu un umbo spin de forma unei piramide hexagonale, încadrat de o cunună de lauri. Din umbo pornesc 16 registre radiale, dintre care opt nu sunt decorate, iar opt au gravate personaje mitologice. | Muzeul Județean de Istorie, Brașov | Cimec    |
|      | Scripete                                               | Datare: 1581 Școală: Transilvănean Descoperit: jud. Brașov, Brașov Material: Corp din bronz; inel de prindere și axe pentru role din oțel forjat | Scripete cu patru role, cu corpul din bronz, axele și inelul de prindere din fier. Pe ambele fețe este prezentă, în relief stema familiei Bathori ( trei colți de mistreț suprapuși de inițialele CBDS, iar la partea inferioară inițialele W T ). Tot în relief este trecută data de 1581, precum și inițialele G L. | Muzeul Județean de Istorie, Brașov | Cimec    |
|      | Spadă de două mâini                                    | Datare: Secolul al XIII-lea Școală: Transilvănean Descoperit: jud. Brașov, Măgura Codlei Dimensiuni: Lungime: 56 cm; lățime: 5 cm Material: Oțel; forjare | Spadă de două mâini păstrată fragmentar, cu o lungime de 58 cm și o lățime de 5 cm. Se păstrează garda și butonul mânerului de formă lenticulară. Lama, dreaptă, este ascuțită pe ambele părți și are o șănțuire mediană. Pe lamă este poansonată o marcă de meșter. | Muzeul Județean de Istorie, Brașov | Cimec    |
|      | Fotoliu                                                | Datare: 1/2 XIX Școală: Atelier central-european Dimensiuni: H: 1100 mm, L: 710 mm, l: 650 mm Material: lemn tapițat | Fotoliu care a aparținut familiei Mureșianu (a doua jumătate a secolului al XIX-lea). Are spătarul plin, curbat. Lemnul este furniruit și profilat. În partea centrală superioară are un decupaj cu volute. Brațele sunt sculptate și are cotiere tapisate. Picioarele sunt sculptate și curbate. Tapiseria este de culoare galbenă. Face parte dintr-un set de șase piese Biedermeier fabricat la jumătatea secolului XIX. | Muzeul „Casa Mureșenilor”, Brașov  | Cimec    |
|      | Fotoliu                                                | Datare: 1/2 XIX Școală: Atelier central-european Dimensiuni: H: 1100 mm, L: 710 mm, l: 650 mm Material: lemn tapițat | Fotoliu care a aparținut familiei Mureșianu (a doua jumătate a secolului al XIX-lea). Are spătarul plin, curbat. Lemnul este furniruit și profilat. În partea centrală superioară are un decupaj cu volute. Brațele sunt sculptate și are cotiere tapisate. Picioarele sunt sculptate șI curbate. Tapiseria este de culoare galbenă. Face parte dintr-un set de șase piese Biedermeier fabricat la jumătatea secolului XIX. | Muzeul „Casa Mureșenilor”, Brașov  | Cimec    |
|      | Canapea                                                | Datare: 1/2 XIX Școală: Atelier central-european Dimensiuni: H: 1170 mm, L: 1420 mm, l: 720 mm Material: lemn tapițat | Canapeaua a aparținut familiei Mureșianu (a doua jumătate a secolului al XIX-lea). Are spătarul plin, curbat în acoladă. În partea centrală superioară are un decupaj cu volute. Brațele sunt curbate și au cotiere tapisate. Picioarele sunt curbate și sculptate. Tapiseria este de culoare galbenă. Face parte dintr-un set de șase piese Biedermeier fabricat la jumătatea secolului XIX. | Muzeul „Casa Mureșenilor”, Brașov  | Cimec    |
|      | Masă ovală                                             | Datare: 1/2 XIX Școală: Atelier central-european Dimensiuni: H: 1130 mm, L: 750 mm, l: 740 mm Material: lemn furniruit | Masa ovală din nuc a aparținut familiei Mureșianu (a doua jumătate a secolului al XIX-lea). Planșeta are margini dantelate și profilate. Are patru picioare bogat sculptate în forma literei "S" în jurul unui balustru strunjit. Pe tăblia mesei s-a efectuat o intervenție asupra blatului, în zona centru stânga, cu material lemnos de altă esență, în formă de romb. Face parte dintr-un set de șase piese Biedermeier fabricat la jumătatea secolului XIX. | Muzeul „Casa Mureșenilor”, Brașov  | Cimec    |
|      | Scaun                                                  | Datare: 1/2 XIX Școală: Atelier central-european Dimensiuni: H: 1400 mm, L: 450 mm, l: 420 mm Material: lemn, tapițerie | Scaunul a aparținut familiei Mureșianu (a doua jumătate a secolului al XIX-lea). Scaunul este realizat din lemn de nuc, are spătarul plin de formă ovală, retapisat cu mătase de culoare galben-auriu. Partea superioară centrală a spătarului este decupată într-o formă circulară tip volută. Picioarele sunt curbate și sculptate. Face parte dintr-un set de șase piese Biedermeier fabricat la jumătatea secolului XIX. | Muzeul „Casa Mureșenilor”, Brașov  | Cimec    |
|      | Scaun                                                  | Datare: 1/2 XIX Școală: Atelier central-european Dimensiuni: H: 1400 mm, L: 450 mm, l: 420 mm Material: lemn, tapițerie | Scaunul a aparținut familiei Mureșianu (a doua jumătate a secolului al XIX-lea). Scaunul este realizat din lemn de nuc, are spătarul plin de formă ovală, retapisat cu mătase de culoare galben-auriu. Partea superioară centrală a spătarului este decupată într-o formă circulară tip volută. Picioarele sunt curbate și sculptate. Face parte dintr-un set de șase piese Biedermeier fabricat la jumătatea secolului XIX. | Muzeul „Casa Mureșenilor”, Brașov  | Cimec    |
|      | Canapea                                                | Datare: 1/2 XIX Școală: Atelier central-european Dimensiuni: H: 1100 mm, L: 1710 mm, l: 840 mm Material: lemn intarsiat, tapițerie | Canapeaua a aparținut familiei Mureșianu (a doua jumătate a secolului al XIX-lea). Are spătarul drept cu partea superioară arcuită. În partea superioară central prezintă o intarsie cu motiv floral. În lateral sunt doi baluștri canelați. În partea frontală a celor doi baluștrii este reprezentată stema Brașovului, prin intarsie. Brațele sunt curbate și au cotiere tapisate. Tapiseria reprezintă motive vegetale alternate în registre paralele de culoare verde și galbenă. Stilul în care se încadrează canapeaua este Biedermeier. Constituie un set alături de două scaune. | Muzeul „Casa Mureșenilor”, Brașov  | Cimec    |
|      | Scaun                                                  | Datare: 1/2 XIX Școală: Atelier central-european Dimensiuni: H: 890 mm, L: 470 mm, l: 430 mm Material: lemn, tapițerie | Scaunul a aparținut familiei Mureșianu (a doua jumătate a secolului al XIX-lea). Spătarul de lemn de nuc este decupat în zona centrală rezultând un decor format din 2 segmente de arc strunjite și o bucată tăblie, care are un motiv floral pictat. Picioarele sunt drepte. Șezutul este înalt și tapițat cu mătase verde decorată cu benzi paralele cu motive vegetale. Stilul în care se încadrează scaunul este Biedermeier. Constituie un set alături de o canapea și un alt scaun. | Muzeul „Casa Mureșenilor”, Brașov  | Cimec    |
|      | Scaun                                                  | Datare: 1/2 XIX Școală: Atelier central-european Dimensiuni: H: 890 mm, L: 470 mm, l: 430 mm Material: lemn, tapițerie | Scaunul a aparținut familiei Mureșianu (a doua jumătate a secolului al XIX-lea). Spătarul de lemn de nuc este decupat în zona centrală rezultând un decor format din 2 segmente de arc strunjite și o bucată tăblie care are un motiv floral pictat. Picioarele sunt drepte. Șezutul este înalt și tapițat cu mătase verde decorată cu benzi paralele cu motive vegetale. Stilul în care se încadrează scaunul este Biedermeier. Constituie un set alături de o canapea și un alt scaun. | Muzeul „Casa Mureșenilor”, Brașov  | Cimec    |
|      | Cutie muzicală                                         | Datare: 3/4 sec. XIX Dimensiuni: H: 150 mm, L: 430 mm, l: 250 mm Material: lemn, metal | Este un automat muzical, de formă paralelipipedică ce conține mecanismul de redare și discul cu perforații montat în interior. Mecanismul este din lamele elastice de oțel acționate prin rotirea discului perforat. Discul este rotit de un motor cu arc acționat la rândul lui de manivelă aflată la exteriorul cutiei. Mecanismul este în stare de funcționare. Diametrul discului este de 190 mm. Cutia muzicală a aparținut familiei Mureșianu (a doua jumătate a sec. al XIX-lea) din lemn furniruit. Lateral sunt caneluri. Baza este profilată, are 4 picioare strunjite, capacul rabatabil, din lemn negru. Pe capac și lateral are feronerie din alamă. Funcționează cu discuri metalice. Mecanismul este funcțional. Lipsește o bucată din marginea capacului și o bucată din feroneria capacului. | Muzeul „Casa Mureșenilor”, Brașov  | Cimec    |
|      | Pian                                                   | Datare: 4/4 XIX Școală: Heitzmann & Sohn Dimensiuni: H: 950 mm, L: 1750 mm, l: 1420 mm Material: lemn, metal, sidef | Pian negru, lemn, coadă scurtă, i-a aparținut compozitorului Mureșianu Iacob. Cu acest pian au fost compuse majoritatea lucrărilor cunoscutului compozitor transilvănean. Marca: Heitzmann & Sohn k.k. Hof-Piano - in WIENN forte Fabrikant. Firma producătoare apare în zona frontală, deasupra claviaturii și este inscripționat pe un disc metalic de bronz încastrat în zona pupitrului de note muzicale conținând medaliile obținute între 1845-1865. Pe cutia plăcii de lemn de sub sistemul de corzi sunt ștanțate medaliile obținute între 1862-1880 în Linz, Munchen, Viena. Tastele claviaturii sunt acoperite cu fildeș. Portativul de pe pupitru este traforat formând un bogat decor cu motive vegetale și central efigia compozitorului Liszt Franz. Număr fabricație 6218. Nefuncțional. | Muzeul „Casa Mureșenilor”, Brașov  | Cimec    |
|      | Scrin                                                  | Datare: mij. sec.XIX Școală: atelier central-european Dimensiuni: H: 900 mm, L: 1400 mm, l: 630 mm Material: lemn, alamă | Scrin care a aparținut familiei Mureșenilor (mijlocul secolului al XIX-lea). Pe tăblia scrinului (lemn furnir cu intarsii) este un decor floral pe planșetă, dispus în 2 casete laterale care încadrează o casetă fără decor. Cele două sertare ale scrinului sunt decorate cu 2 casete fără intarsii. Picioarele sunt cioplite. Cele două sertare sunt prevăzute în zona încuietorilor cu feronerie de alamă, cu marginile în formă de fundă. Multe bucăți de furnir dezlipite și lipsă (în lateral, sertare, planșetă, fața scrin). Planșeta are bucăți desprinse și prezintă crăpături. | Muzeul „Casa Mureșenilor”, Brașov  | Cimec    |
|      | Scaun                                                  | Datare: 1/2 XIX Școală: Atelier central-european Dimensiuni: H: 930 mm, L: 470 mm, l: 450 mm Material: lemn, tapițerie | Scaunul a aparținut familiei Mureșianu (a doua jumătate a secolului al XIX-lea). Scaunul este realizat din lemn de nuc, are spătarul plin de formă ovală, retapisat cu mătase de culoare galben-auriu. Picioarele sunt curbate și sculptate. Stilul în care se încadrează scaunul este Biedermeier. Este scaunul de birou a lui Mureșianu Iacob, după mărturia legatarului. | Muzeul „Casa Mureșenilor”, Brașov  | Cimec    |
|      | Birou                                                  | Datare: 3/4 XIX Școală: atelier central-european Dimensiuni: H: 800 mm; L: 1700 mm; l: 770 mm Material: lemn | Birou masiv din lemn de stejar furniruit care a fost folosit de redactorii Gazetei Transilvaniei (Mureșianu Iacob, Mureșianu Aurel) și istoricul Mureșianu Aurel Tăblia mesei este de formă dreptunghiulară și profilată. Cele opt picioare în formă de baluștri spiralați încadrează patru câte patru cele două corpuri paralelipipedice laterale. În zona frontală centrală este un sertar. Cele două corpuri laterale au fiecare câte 2 sertare și o casetă. Biroul este prevăzut și cu un scaun, după mărturia legatarului testamentar. | Muzeul „Casa Mureșenilor”, Brașov  | Cimec    |
|      | Album                                                  | Datare: 3/4 XIX Școală: atelier central-european Dimensiuni: H: 50 mm, L: 280 mm, l: 210 mm, Material: metal, carton, hârtie, fotografii | Album fotografic aparținând familiei Mureșenilor. Albumul are coperți dublu cartonate, îmbrăcate în piele. Albumul conține 61 de fotografi dispuse în cele 10 pagini. Pielea este prinsă de coperți cu câte patru ținte din alamă. Coperta unu este decorată cu o supracopertă metalică și este excizată scena mitologică a lui Lohengrin regele lebădă salvator. Scena este încadrată într-un registru cu motiv vegetal curgător. În cele patru colțuri este reprezentat câte un scut de tip polonez. Pe câmpul scutului este reprezentată o lebădă, în zona armelor sunt reprezentați trei crini regali și o harpă. Stare de conservare este mediocră, coperțile sunt desprinse. | Muzeul „Casa Mureșenilor”, Brașov  | Cimec    |
|      | Album                                                  | Datare: 3/4 XIX Școală: atelier central-european Dimensiuni: H: 70 mm, L: 290 mm, l: 230 mm Material: carton, piele, metal comun, hârtie, fotografie | Album fotografic aparținând familiei Mureșenilor. Albumul conține 86 de fotografi cu membrii ai familiei și colaterali, dispuse în cele 20 pagini. Coperțile sunt dublu cartonate și îmbrăcate în piele, iar filele sunt aurite pe muchii. Coperta unu este întărită la colțuri cu patru colțare din alamă decorate cu motive vegetale. Coperta patru are patru ținte pentru protejarea pielii la depozitare. Albumul este prevăzut cu ferecătură din alamă ornamentată. Lipsește colțarul din dreapta jos și un ornament central. Pagina de titlu conține o fotografie policromie cu titlul "Album" scris cu caractere gotice și culoarea roșie. Unele pagini prezintă rupturi ale colțurilor. | Muzeul „Casa Mureșenilor”, Brașov  | Cimec    |
|      | Album                                                  | Datare: 3/4 XIX Școală: atelier central-european Dimensiuni: H: 80 mm, L: 330 mm l: 260 mm Material: piele, carton, pluș, metal, hărtie, fotografii | Album fotografic aparținând familiei Mureșenilor. Albumul conține 48 de fotografi cu membrii ai familiei și colaterali, dispuse în cele 19 pagini. Albumul este din piele. Pe coperta unu este încastrat un câmp central dreptunghiular din pluș de culoare ocru. În poziție centrală este lipită o piesă ornamentală cu decor excizat, din alamă, ilustrând un înger cu aripile deschise. Marginile din piele ale coperții sunt embosate cu motive decorative vegetale. Pe coperta patru sunt patru ținte metalice care fixează pielea de cartonul coperții. Pielea este bogat embosată prin ștanțare. | Muzeul „Casa Mureșenilor”, Brașov  | Cimec    |
|      | Pian                                                   | Datare: 3/4 XIX Școală: LAUBERGER & GLOSS Dimensiuni: H: 1000 mm, L: 1700 mm, l: 1500 mm Material: lemn lăcuit, metal, sidef | Pianul cu coadă scurtă a aparținut compozitorului Dima George. Este de culoare roșiatică cu esențe de lemn de bubinga și mahon. Pe el au fost compuse numeroase lucrări ale cunoscutului compozitor. Marca:" LAUBERGER & GLOSS WIEN = HOF-LIEFERANTEN = LONDON. Firma producătoare este inscripționată deasupra claviaturii, prin vopsire. Marca este multimedaliată, fiind firmă furnizoare a Casei Imperiale. Portativul de pe pupitru este traforat formând un decor simplu. Trei picioare strunjite șI canelate, prevăzute cu rotițe metalice. Număr de fabricație 8715. Este funcțional. | Muzeul „Casa Mureșenilor”, Brașov  | Cimec    |
|      | Pantofi                                                | Datare: 3/4 XIX Școală: atelier meșteșugăresc nedeterminat Dimensiuni: mărime 38 Material: piele, catifea, fir metalic | Pantofi care au aparținut Sevastiei Mureșianu (1824-1879), născută Nicolau, soția lui Mureșianu Iacob (1812-1887). Pantofii sunt din piele maro cu fețe de catifea mov, brodați cu fir metalic argintat și aurit, confecționați și ornamentați manual. Prezintă uzură funcțională, catifeaua este arareori roasă. Tocul prezintă pe partea exterioară spate ornament floral. Talpa din piele demonstrează că au fost foarte puțin purtați. | Muzeul „Casa Mureșenilor”, Brașov  | Cimec    |
|      | Mapă jubiliară                                         | Datare: 4/4 XIX Școală: AUGUST KLEIN Wien Graben Nr.20 Dimensiuni: L: 400 mm; l: 300 mm Material: carton, piel, metal, atlas | Mapă jubiliară oferită de membrii coloniei românești din Viena în anul 1887 redacției Gazetei Transilvaniei, cu ocazia împlinirii a 50 de ani de la apariția periodicului brașovean. Mapa este din piele cu decor din metal emailat. Pe coperta I este inscripționată monograma Gazetei Transilvaniei în culorile roșu și albastru (email) și anii 1838-1888. În interiorul copertei I este ștanțat cu litere aurii numele firmei "AUGUST KLEIN Wien Graben Nr. 20". Pe prima pagină se face dedicația "Onoratei Redacțiuni a Gazetei Transilvaniei" Brașov. Documentul este datat "Viena, Decemvre 1887". Urmează 3 pagini cu semnăturile a 62 de personalități dintre care menționăm pe Nicolae Teclu, Elena Popovici, Tudor cavaler de Flondor, Dr. Emil Codru Drăgușanu, Aurelian C. Grigorovici, Aurel C. Popovici, Virgil Oniț, Valeriu Bologa. Pielea de pe coperți este pătată.                                                            | Muzeul „Casa Mureșenilor”, Brașov  | Cimec    |
|      | Cunună                                                 | Datare: 4/4 XIX Școală: atelier meșteșugăresc nedeterminat Dimensiuni: diametru 160 Material: metal comun | Cunună de laur din alpaca și alamă, conferită lui Aurel Mureșianu. Pe funda din alamă din partea inferioară este incizat textul: " D-lui Aur Mureșean In memoria jubileului Gazetei T, 1888". | Muzeul „Casa Mureșenilor”, Brașov  | Cimec    |
|      | Spadă                                                  | Datare: Secolul al XIII-lea Școală: Atelier transilvănean Descoperit: jud. Brașov, Codlea Dimensiuni: L totală = 86, 5 cm; L lamă = 70 cm; l lamă = 4,2 cm; G lamă = 0,5 cm; L gardă = 22,3 cm. Material: oțel, lucrat prin forjare, gravat | Spadă din oțel lucrat prin forjare, cu șanț median. Garda în cruce, în secțiune pătrată cu latura de 1,2 cm. Butonul mânerului este semilenticular. Marcă de meșter de forma unui scut triunghiular. Vârful rupt. Stare de conservare bună. Părțile constitutive intacte, cu excepția mânerului care, probabil, a fost din lemn acoperit cu piele ( ? ). Descoperită întâmplător cu ocazia unor amenajări agricole ( ? ). | Muzeul Județean de Istorie, Brașov | Cimec    |
|      | Cană                                                   | Datare: 1790 Școală: Atelier brașovean Descoperit: jud. Brașov, Brașov Dimensiuni: h = 23 cm; D bază = 13,5 cm; D gură = 9,5 cm, cu capac Material: cositor gravat | Cană cu toartă și capac cu șarnieră și buton de prindere sferic. De formă cilindrică, decorată prin gravare, incizare, cu vedere panoramică a Brașovului după o stampă de epocă. Apare Brașovul medieval cu fortificații, zid de incintă, turnuri și bastioane: Bastionul Fierarilor, cartierul Blumăna cu biserica și zid de incintă în stânga, cartierul Șchei cu vegetație, case pe coline și trei biserici ortodoxe (Sf. Nicolae cu incintă), cartierul Bartolomeu cu biserica și str. Lungă. Pe dealul Tâmpa apare o mică biserică, fortificații ale cetății, case, străzi, Biserica Neagră, Poarta Ecaterinei și porțile de intrare în cetate. Prezintă ca elemente auxiliare Turnul Casei Sfatului, Turnul Negru și Turnul Alb. Pe interiorul capacului este ștanțată stema Brașovului. | Muzeul Județean de Istorie, Brașov | Cimec    |
|      | Macheta Cetății Brașovului                             | Datare: Secolul al XIX-lea Școală: Atelier brașovean Descoperit: jud. Brașov, Brașov Dimensiuni: scara: 1 / 200; L= 459 cm; l= 384 cm Material: ghips, pictat | Macheta cetății Brașovului realizată în 1896 de către pictorul și profesorul de desen Friedrich Hermann, pentru a fi expusă la expoziția Mileniului regatului maghiar (1896). Este lucrată din ghips policromat și reprezintă cetatea cu zidurile de incintă, bastioanele, turnurile, șanțurile de apărare uscate și cu apă, fortificațiile exterioare, trama stradală, constituită încă din secolul al XIV-lea, edificiile religioase și laice, de for public, casele de locuit. Întreaga machetă este înfățișată în context geografic: dealurile Tâmpa, Warthe, dealul Cetății etc. | Muzeul Județean de Istorie, Brașov | Cimec    |
|      | Spadă de două mâini                                    | Datare: Secolul al XIII-lea Școală: Atelier transilvănean Descoperit: jud. Brașov, Codlea Dimensiuni: L=111,8 cm; L lamă = 97,2 cm ; l max = 51 cm ; l min =4 cm ; L mâner = 142 cm ; L gardă = 22,8 cm Material: oțel, forjare | Spadă de două mâini lucrată din oțel, cu lama dreaptă, lată, masivă, cu tăișuri paralele, către vârful ascuțit fiind ușor convergente. Este prevăzută cu două șanțuri mediane, paralele, distanța dintre ele fiind de 1 cm la gardă și 0,8 cm la vârf. Butonul mânerului este semilenticular, prevăzut cu o nervură mediană. Garda măsoară 22,8 cm și prezintă un profil rectangular de 1/1 cm. La extremități colțurile se rotunjesc și se îngustează. | Muzeul Județean de Istorie, Brașov | Cimec    |
|      | Pușcă cu cremene Autor: Weyer, Franz                   | Datare: Secolul al XVII-lea Școală: Atelier vienez Descoperit: jud. Brașov, Brașov Dimensiuni: L totală = 107cm; L țeavă = 78,5 cm; calibru = 15 mm Material: oțel, lemn,gravat, sculptat, aurit, ajurat | Pușcă de vânătoare cu cremene și rotiță (lipsă); pat și uluc din lemn de nuc sculptat. Garnituri din cupru aurit, realizate prin turnare și gravare, decorate cu decor vegetal stilizat, unele dintre ele având in câmpul central scene de luptă. Garda trăgaciului poartă central cifra 2. Pe platină apare un însemn heraldic în formă de scut împărțit în opt sectoare cu: 1) cal rampant; 2) trei cercuri; 3) grifon(?); 4) pește și glob pământesc; 5) săgeți încrucișate; 6) ramură; 7) coroană cu grifoni; 8) vulpe rampantă. Este datată în 1609 cu data ștanțată pe țeavă deasupra platinei. Țeava lisă, din oțel forjat, hexagonală la exterior, cu înălțător și cătare inscripționată prin tehnica damaschinării cu aur. Pe țeavă se găsește un cartuș vegetal stilizat cu inscripția: "FRANZ WEYER IN WIENN". În zona cătării se află un cartuș decorativ cu elemente vegetale stilizate, realizate în aceeași tehnică ca și cartușul. | Muzeul Județean de Istorie, Brașov | Cimec    |
|      | Coif oriental                                          | Datare: Secolul al XVII-lea Școală: Atelier oriental Descoperit: jud. Brașov Dimensiuni: D = 20,5 cm; H = 28 cm; h = 12,4 cm; G = 2,6 cm. Material: oțel, aur, presare, gravare, damaschinare | Coif oriental cu calota semisferică prevăzută cu vârf piramidal ornamentat cu motive vegetale stilizate; două aplice pentru penaj și o apărătoare nazală mobilă cu extremitățile foliforme decorate cu motive vegetale. Coiful este ornamentat pe toată suprafața exterioară cu motive vegetale stilizate. La partea inferioară sunt dispuse circular, în bandă, cinci cartușe cu cinci versete din Coran alternând cu patru medalioane zoomorfe. De marginea inferioară sunt atașate zale de forma unei stele cu patru colțuri mari și șase mici. Zalele sunt decorate cu puncte concentrice. | Muzeul Județean de Istorie, Brașov | Cimec    |
|      | Lada Breslei cositorarilor                             | Datare: Secolul al XVI-lea Școală: Atelier brașovean Descoperit: jud. Brașov, Brașov Dimensiuni: L= 30 cm; l = 28 cm; h= 26 cm Material: Lemn de esență moale, fier | Lada breslei cositorarilor în stil renascentist. Este cea mai veche piesă datată din colecție, de formă dreptunghiulară, cu profile de Renaștere. Pe capac și lateral are mânere de fier forjat, iar cele două zaruri aparțin vechiului stil menționat. În interior se află un mic sertar pentru păstrarea monedelor. În interiorul capacului este desenată în prim plan o cană de cositor cilindrică, ornamentată cu un brâu de palmete din secolul al XVI-lea, stilul Renașterii. La stânga și la dreapta cănii se află inițialele M.K. scrise cu majuscule, separate prin puncte. Sub toarta cănii se găsește cifra 1573. În partea dreaptă, probabil se află coroana cu trunchi și rădăcină (este foarte ștearsă), încadrată de inițialele cu majuscule "G.R.C". | Muzeul Județean de Istorie, Brașov | Cimec    |
|      | Arc                                                    | Datare: Secolul al XV-lea Școală: Atelier oriental Descoperit: jud. Brașov, Brașov Dimensiuni: L totală = 122 cm; Distanța între brațe = 32 cm; l braț = 3,8 cm; l minimă = 2,7 cm Material: lemn, os, piele | Arc reflex oriental, lucrat din lemn și plăci de os, acoperit cu piele, decorat cu arabescuri pictate cu aur. Părțile active sunt întărite prin matisare cu tendoane de animal. Lipsește coarda. | Muzeul Județean de Istorie, Brașov | Cimec    |
|      | Scut                                                   | Datare: Secolul al XVII-lea Școală: Atelier persan Descoperit: jud. Brașov, Brașov Dimensiuni: D = 47 cm; G = 0,16 cm. Material: fier, aur, batere, gravare, damaschinare | Scut oriental de formă discoidală, bombat, semisferic, cu marginea răsfrântă. În zona centrală este ornamentat cu arabescuri. Pe margine, două benzi concentrice cu motive vegetale stilizate încadrează o bandă din medalioane polilobate, alternative: versete din Coran și reprezentări zoomorfe stilizate (cocori și antilope). Zona centrală este prevăzută cu patru butoni semisferici dispuși simetric. Decorul cu fir de aur se păstrează numai în proporție de cca.25%. | Muzeul Județean de Istorie, Brașov | Cimec    |
|      | Lada Breslei țesătorilor de lână                       | Datare: Secolul al XVI-lea Școală: Atelier brașovean Descoperit: jud. Brașov, Brașov Dimensiuni: L= 66cm; l = 36cm; h= 66cm Material: lemn de esență moale, fier | Lada breslei țesătorilor de lână - Renaștere, secolul XVI. Este confecționată din lemn de esență moale, având în interior două zaruri și un mic sertar. În exterior, latura din față este împărțită în trei regristre (tăblii). Pe tăblia din mijloc sunt sculptate unelte caracteristice meșteșugului: două drânguri încrucișate și o suveică, încadrate de inițialele P.G.și G.V.K. Inițiala" G" ce apare pe lăzile din secolul al XVI-lea, probabil aparține meșterului tâmplar Gregorius care a trăit în acest timp la Brașov și a executat lucrări de tâmplărie și la Casa Sfatului. Pe tăbliile laterale sunt sculptate flori stilizate și colorate, des întâlnite printre motivele ornamentale ale stilului Renașterii, unele imitând floarea de crin. | Muzeul Județean de Istorie, Brașov | Cimec    |
|      | Spadă de două mâini                                    | Datare: Secolul al XVI-lea Școală: Atelier din Transilvania Descoperit: jud. Brașov, Brașov Dimensiuni: L totală = 108,7 cm; L lamă = 83 cm; G lamă = 0,6 cm la bază și 0,2 cm la vârf Material: oțel, lemn, piele, bronz, forjare, turnare | Spadă de două mâini cu lama din oțel lată cu șase șanțuri mediane până către jumătatea ei; vârf semirotund. Garda în cruce, în secțiune octogonală. Mâner din lemn acoperit cu piele. Butonul mânerului este prevăzut cu doi butoni centrali, supraînălțați, rectangulari, cu colțurile ușor rotunjite. Pe una dintre laturi este ștanțată o coroană. | Muzeul Județean de Istorie, Brașov | Cimec    |
|      | Lada Breslei tâmplarilor                               | Datare: 1644 Școală: Atelier brașovean Descoperit: jud. Brașov, Brașov Dimensiuni: L= 59 cm; l = 36 cm; h = 32 cm Material: Lemn, fier | Lada breslei tâmplarilor din anul 1644, confecționată din lemn de esență moale de culoare închisă. Este formată din lada propriu-zisă și cutia mică, așezată pe capacul ei. În interior se păstrează zarul de tip vechi (fig.36), balamalele cositorite și sertarul pentru monede. Pe partea interioară a capacului mare, vopsit în verde, se distinge inscripția, în traducere: W: H: prim meșter G: F: orator al breslei H: R: staroste de breaslă G: F: 1644. În exterior, latura din față și cele două laterale sunt împărțite în tăblii ornamentate. Pe tăblia din mijloc sunt reliefate unelte caracteristice breslei tâmplarilor: riglă, compas și două dălți, iar deasupra lor, o coroană heraldică. Pe restul tăbliilor, întâlnim motive florale de factură locală, florile de lalea. Structura lăzii este in stil Renaștere. | Muzeul Județean de Istorie, Brașov | Cimec    |

## Fond
| Foto | Informații generale | Detalii tehnice | Descriere | Deținător                          | Legături |
| ---- | --- | --- | --- | ---------------------------------- | -------- |
|      | Principesa Maria a României | Datare: 1893 Școală: R. Paulussen Dimensiuni: L ramă: 59,5 cm, l ramă:49 cm; Material: carton; lemn; material textil; heliogravare; fotografiere sepia; | Principesa Maria este reprezentată din profil dreapta. Are părul împletit și strâns într-un coc. Rochia, din tafta are mânecă bufantă. Pe umeri, peste tafta, este aplicată dantelă de culoare deschisă. Ca obiecte de podoabă poartă cercei, colier din perle, și o broșă. Fotografia este încadrată într-un medalion oval. În partea de jos a imaginii, sunt prezente: semnătura Principesei Maria și este tipărită următoarea mențiune: Heliogravure R. Paulussen Vienne. Heliogravura este înrămată, utilizându-se un paspartu de culoare mov, realizat din material textil. Rama este din lemn, de culoare argintie. | Muzeul Național Bran, Brașov       | Cimec    |
|      | Principele Ferdinand al României | Datare: 1893 Școală: R. Paulussen Dimensiuni: L: 67 cm, l: 55 cm; Material: carton; lemn; material textil; heliogravare; fotografiere sepia; | Principele Ferdinand, bust, este reprezentat din profil stânga, în tunică militară. În partea de jos a imaginii, sunt prezente: semnătura Principelui Ferdinand și este tipărită următoarea mențiune: Heliogravure R. Paulussen Vienne. | Muzeul Național Bran, Brașov       | Cimec    |
|      | Principesa Maria a României | Datare: deceniul II al sec. XX Școală: necunoscut Dimensiuni: L ramă: 60,2 cm, l ramă: 50,2 cm; Material: carton; litografiere; | Principesa Maria are părul prins, privește lateral. Este îmbrăcată într-o rochie de culoarea albă, și o mantie din catifea de culoare închisă. La gât poartă un colier de perle. Talia este evidențiată prin purtarea unei cingători.Cromotipia reproduce lucrarea realizată de pictorul Boleslaw Szankowski în anul 1911. | Muzeul Național Bran, Brașov       | Cimec    |
|      | Regina Maria a României | Datare: 1938 Școală: necunoscut Dimensiuni: L ramă:57 cm, l ramă: 46 cm; Material: hârtie fotografică; carton; material textil; lemn;fotografiere alb-negru | Regina Maria a României (bust) este surprinsă din profil stânga. Are părul strâns, privirea îndreptată în jos. Poartă cercei și colier din perle. Fotografia, înrămată, este încadrată într-un paspartu din material textil de culoare mov. Rama din lemn este recentă. | Muzeul Național Bran, Brașov       | Cimec    |
|      | Principesa Maria a României | Datare: deceniul I al sec. XX Școală: A. Mandy Dimensiuni: L ramă:15,4 cm, l ramă: 10,4 cm; Material: carton; tipărire; reproducere după fotografie sepia; | Principesa Maria ține în mâna dreaptă un buchet de flori. Atât rochia cât și pălăria (cu boruri largi) conțin accesorii florale (trandafiri). Deasupra rochiei, Principesa poartă o pelerină, ale cărei mâneci au o terminație din blană naturală. În partea de jos a imaginii sunt tipărite următoarele mențiuni: A.S.R. PRINCIPESA MARIA / COLECȚIA A. MANDY. Carte poștală este înrămată, rama este galbenă cu un chenar negru. | Muzeul Național Bran, Brașov       | Cimec    |
|      | Principesa Ileana | Datare: deceniul II al sec. XX Școală: Julietta Dimensiuni: L ramă:15,4 cm, l ramă: 10,4 cm; Material: carton; tipărire; reproducere după fotografie sepia; | Fotografie tip cabinet-portret înfățișând-o pe Principesa Ileana a României șezând. Aceasta poartă o rochie scurtă, cu mâneci trei sferturi. Pe cap are o bentiță cu o floare în partea dreaptă. În partea de sus a imaginii este tipărită următoarea mențiune: A.S.R. Prințesa Ileana. Cartea poștală este înrămată. Rama, din lemn, este galbenă cu un chenar negru și este ușor deteriorată. | Muzeul Național Bran, Brașov       | Cimec    |
|      | Principesa Maria a României Autor: A. Brand | Datare: deceniul II al sec. XX Școală: Edit. C. Sfetea Dimensiuni: L:13,5 cm, LA:8,5 cm, L ramă:16,4 cm, LA ramă: 12,5 cm Material: Realizată din carton, prin tipărire. | V: Principesa Maria este fotografiată din semiprofil dreapta, fiind așezată pe un scaun Savonarola. Poartă o rochie de culoare deschisă, lungă, iar la gât perle. Pe spătarul scaunului, de inspirație renascentistă, se află un șal. Mențiuni tipărite în partea de jos a imaginii: A.S.R Principesa Maria/ 92 Edit. C. Sfetea, București./ Colecția A. Brand, Reproducția interzisă. R: România Carte poștală/Reproducția interzisă/Colecția A. Brand, Sinaia, cerneală de culoare roșie. Cartea poștală este necirculată. | Muzeul Național Bran, Brașov       | Cimec    |
|      | Principesa Ileana a României Autor: Mandy | Datare: 1913 Școală: Editura C. Sfetea Dimensiuni: L:13,5 cm, LA:8,5 cm, L ramă:16,8 cm, LA ramă: 11,5 cm Material: Realizată din carton, prin tipărire. | V: Principesa Ileana, copil, este fotografiată într-un interior, sprijinindu-se de un paravan. Poartă o rochie de culoare deschisă, iar la gât o cruciuliță. Mențiuni tipărite în partea de jos a imaginii: A.S.R Prințesa Ileana/ 108 Edit. C. Sfetea, București./ Colecția Mandy, Reproducția interzisă. R: România Carte poștală/Editura C. SFETEA București/Colecția Mandy Reproducția interzisă, cerneală de culoare roșie. Din textul de pe revers, reiese că această carte poștală a fost destinată doamnei Rica Theodoru, la 2 /III/ 1913. | Muzeul Național Bran, Brașov       | Cimec    |
|      | Regina Maria a României Autor: Julietta | Datare: deceniul III al sec. XX Școală: Cartea Românească Dimensiuni: L:36,5 cm, l: 28 cm;L ramă:48,5 cm, l ramă: 40 cm; Material: carton; tipărire; reproducere după fotografie sepia; | Portretul Reginei Maria a României, profil dreapta. Suverana are părul strâns și poartă bijuterii, cercei și colier din perle. În partea dreaptă a imaginii este tipărit numele atelierului fotografic, Julietta. Sigla atelierului în care s-a realizat planșa tipografică este ștanțată dedesubt. | Muzeul Național Bran, Brașov       | Cimec    |
|      | Regele Ferdinand al României Autor: Julietta | Datare: deceniul III al sec. XX Școală: Cartea Românească Dimensiuni: L:36,5 cm, l: 28 cm;L ramă:48,5 cm, l ramă: 40 cm; Material: carton; tipărire; reproducere după fotografie sepia; | Portretul Regelui Ferdinand al României. Suveranul poartă ținută militară. Dintre decorații se disting: Ordinul "Mihai Viteazul" (la gât ), Ordinul "Carol I", în grad de colan, Ordinul "Steaua României", mare cruce, etc. În partea dreaptă a imaginii este tipărit numele atelierului fotografic, Julietta. Sigla atelierului în care s-a realizat planșa tipografică este ștanțată dedesubt. | Muzeul Național Bran, Brașov       | Cimec    |
|      | Principesa Maria a României | Datare: 1901 Școală: Atelierele I.V. Socec Dimensiuni: L :67,5,5 cm, l ramă: 42,5 cm;L ramă:70,5 cm, l ramă: 46 cm; Material: carton; litografiere; | Principesa Maria este reprezentată în picioare, sprijinindu-se de brațul unui jilț. Poartă o variantă adaptată a portului popular românesc. Pe cap are diadema primită de la mama sa, marea Ducesă Maria Alexandrovna, iar la gât un colier cu ametist, care se păstrează în colecțiile Muzeului Național de Istorie a României. În partea de jos a imaginii apar numele atelierului, numele artistului, și mențiunea A.S.R. PRINCIPESA MARIA. Cromotipia reproduce lucrarea realizată de pictorița Tini Rupprecht în anul 1901. | Muzeul Național Bran, Brașov       | Cimec    |
|      | Castelul Bran | Datare: 1963 Școală: românesc Dimensiuni: L: 14 cm; l:9 cm Material: carton; tipărire; reproducere după fotografie sepia; | V: Castelul Bran, vedere dinspre sud-vest, apare în fundal. În prim plan: vegetație și pergola de piatră de la baza castelului. În colțul din stânga sus al imaginii, mențiune tipărită: BRAN-Castelul (sec. XIV). R: Republica Populară Română/Carte poștală; text datat 18/VI/1963. | Muzeul Național Bran, Brașov       | Cimec    |
|      | Castelul Bran | Datare: 20.08.1956 Școală: Librăria noastră Dimensiuni: L: 14 cm; l:9 cm Material: carton; tipărire; reproducere după fotografie sepia; | V: Castelul Bran, vedere dinspre sud-vest, apare în fundal. În prim plan: vegetație. R: Republica Populară Română/ BRAN - Castelul/BRAN - The castle; Carte poștală; Librăria noastră; 955- I.P.I.Text datat 20/VIII/1956. Timbrul original se păstrează. | Muzeul Național Bran, Brașov       | Cimec    |
|      | Castelul Bran | Datare: deceniul III al sec. XX Școală: românesc Dimensiuni: L: 13,7 cm; l:8,7 cm Material: carton; tipărire; reproducere după fotografie alb-negru; | V: Castelul Bran, vedere dinspre sud-est, apare în fundal. În prim plan: un personaj masculin, cu o carte în mână, pe un podeț, vegetație. | Muzeul Național Bran, Brașov       | Cimec    |
|      | Castelul Bran și clădirile Vămii Medievale | Datare: 29 octombrie 1934 Școală: Heim. Gust Dimensiuni: L: 13,5 cm; l:8,8 cm Material: carton; tipărire; reproducere după fotografie alb-negru; | V: În fundal, Castelul Bran, vedere dinspre sud-est. Prim plan: clădirile Vămii Medievale și trei mașini de epocă. În colțul din stânga jos, apare următoarea mențiune tipărită: BRAN - Torzburg/Castelul regal. R: ROMÂNIA/ CARTE POȘTALĂ; Reproducere interzisă; Karte No.180. Atelier Heim Gust.Brașov Kronstadt. Timbre și ștampile prezente. Text datat: 29 octombrie 1934. | Muzeul Național Bran, Brașov       | Cimec    |
|      | Familia Regală a României la aniversarea semicentenarului construirii Peleșului                                                                           | Datare: 1933 Școală: Studio Fotografic Constanța Dimensiuni: L: 13,9 cm; l:8,7cm Material: hârtie fotografică; tipărire; reproducere după fotografie sepia. | V: În imagine apar de la stânga la dreapta: Principesa Ileana a României, Arhiducesă de Austria, Regina Maria a României, Principele Nicolae, Regele Carol al II-lea, Regele Alexandru al II-lea al Iugoslaviei, Regina Maria a Iugoslaviei, Mihai Mare Voievod de Alba Iulia, Arhiducele Anton de Habsburg, Principesa Elesabeta a României. În colțul din dreapta jos al imaginii este ștanțat numele atelierului: Studio Fotografic Constanța, iar deasupra cu tuș negru se repetă numele atelierului, adăugându-se anul 1933. | Muzeul Național Bran, Brașov       | Cimec    |
|      | Regina Elisabeta a Greciei la Încoronarea de la Alba Iulia                                                                                                | Datare: 15 octombrie 1922 Școală: necunoscut Dimensiuni: L: 13,2 cm; l:8,8 cm Material: carton; tipărire; reproducere după fotografie sepia. | În imagine apare Principesa Elisabeta a României, Regină a Greciei, coborând niște trepte. Este susținută de tatăl său, Regele Ferdinand I al României și Eleftherios Kyriakou Venizelos, prim-ministru al Greciei (regina Elisabeta avea o problemă medicală la unul dintre genunchi). Poartă o ținută de ceremonie de inspirație bizantină. Pe cap, văl și o diademă. Imaginea este decupată într-un medalion oval. | Muzeul Național Bran, Brașov       | Cimec    |
|      | Membri ai familiei regale a României și primul ministru Ion I.C. Brătianu                                                                                 | Datare: 6 iunie 1922 Școală: necunoscut Dimensiuni: L: 13,5 cm; l:8,6 cm Material: carton; tipărire; reproducere după fotografie sepia; | V: În imagine apar de la stânga la dreapta: Principele Nicolae, Principesa Irina a Greciei, Principesa Elena a României, Principesa Ileana (toți sunt așezați pe o banchetă; între Principesa Elena și Principesa Ileana este un câine) și președintele Consiliului de Miniștri Ion I. C. Brătianu (așezat pe un scaun). Probabil se află pe un vapor. R: 6 VI 1922/nume indescifrabil-mențiune scrisă cu cerneală de culoare violet. | Muzeul Național Bran, Brașov       | Cimec    |
|      | Castelul Bran | Datare: deceniul III al sec. XX Școală: G. Oprean Dimensiuni: L: 13,7cm; l:8,7 cm Material: carton; tipărire; reproducere după fotografie sepia; | V. Fațada sud-estică a castelului Bran, în fundal. În prim plan: un podeț, un copil într-o căruță; un personaj feminin și clădirile Vămii Medievale. R: Bran Aufgn. G. Oprean. Zarneșt(i), tipărit cu cerneală de culoare roșie. | Muzeul Național Bran, Brașov       | Cimec    |
|      | Regina Maria a României | Datare: 1922 Școală: Julietta Dimensiuni: L: 13,4cm; l:8,5 cm Material: carton; tipărire; reproducere după fotografie sepia; | Regina Maria este fotografiată în capela sa de la castelul Pelișor, așezată într-un jilț. Își sprijină capul cu mâna dreaptă, iar în mâna stângă ține o floare. Este îmbrăcată în alb, iar la gât poartă un colier din perle de care este prinsă o cruce. Deasupra jilțului este vizibil un fragment de frescă (pictură religioasă). În colțul din stânga jos al imaginii este tipărit: JULIETTA 1922. | Muzeul Național Bran, Brașov       | Cimec    |
|      | Castelul Bran | Datare: 2 iunie 1957 Școală: Combinatul Poligrafic Casa Scânteii Dimensiuni: L: 13,8 cm; l:9 cm Material: carton; tipărire; reproducere după fotografie alb-negru; | V: În fundal vedere dinspre sud-est a castelului Bran. În prim plan: apele râului Turcu, personaje feminine și masculine, un fragment de podeț; o parte din zidurile de incintă ale Vămii Medievale. R: REPUBLICA POPULARĂ ROMÂNĂ/BRAN - castelul/ CARTE POȘTALĂ; Combinatul Poligrafic Casa Scânteii. Timbru, ștampile prezente. Text datat: 2.VI.57. | Muzeul Național Bran, Brașov       | Cimec    |
|      | Castelul Bran și clădirile Vămii Medievale | Datare: 16.08.1943 Școală: Ferrania Dimensiuni: L: 13,8 cm; l:8,9 cm Material: carton; tipărire; reproducere după fotografie alb-negru; | V: În fundal castelul Bran și clădirile Vămii Medievale. În prim plan: vegetație, casă, fotografia fiind realizată dinspre localitatea Bran spre castelul regal. În partea de jos: imprimat: BRAN. R: "ferrania". Timbre, ștampile prezente. Text datat: 16.VIII.943. | Muzeul Național Bran, Brașov       | Cimec    |
|      | Castelul Regal Bran | Datare: 1931 Școală: Al. Enăceanu Dimensiuni: L: 8,9 cm; LA:13,9 cm Material: carton; tipărire; reproducere după fotografie sepia; | V: În fundal castelul Bran, vedere dinspre S-V. În prim plan: vegetație. R: imprimat: Fot. Orig. Ing. Al. Enăceanu/Reprod. Interzisă; BRAN-Castelul regal. | Muzeul Național Bran, Brașov       | Cimec    |
|      | Castelul Bran | Datare: 3 decembrie 1939 Școală: O. Netoliczka Dimensiuni: L: 13,3 cm; l:8,3 cm Material: carton; tipărire; reproducere după fotografie sepia; | V: În fundal castelul Bran. În prim plan: vegetație și drumul de acces spre castel, mărginit de un gard de lemn. R:ATELIER O.NETOLICZKA KRONSTADT - BRAȘOV. Text datat 4 decembrie 1939. Ștampile prezente. | Muzeul Național Bran, Brașov       | Cimec    |
|      | Regina Maria a României la castelul Bran | Datare: deceniul III al sec. XX Școală: C. Stefanovici Dimensiuni: L: 13,7 cm; l:9,1 cm Material: carton; tipărire; reproducere după fotografie; | V: În plan îndepărtat, pe treptele scării de acces în castelul Bran (vizibil și turnul de sud) apar: Regina Maria a României și Principesele Ileana, Elena ale României și Irina a Greciei, îmbrăcate în port popular românesc. R: Colecția C. Stefanovici / Rep. Interzisă / Foit. Praha. | Muzeul Național Bran, Brașov       | Cimec    |
|      | Branul spre Câmpulung | Datare: 23 mai 1932 Școală: I. Munteanu& N. Popovici Dimensiuni: L: 14 cm;l:9 cm Material: carton; tipărire; reproducere după fotografie color; | V: În prim plan, în medalion circular, în colțul din stânga jos al imaginii apare castelul Bran (vedere sudică) și clădirea vechii contumacii. În plan secund, localitatea Bran, spre Câmpulung și masivul Piatra Craiului. În partea de sus a ilustratei imprimată următoarea mențiune: Bran spre Câmpulung-Piatra Craiului.R: România. Cartă Postală. Edit. I. Munteanu & N. Popovici, comercianți Bran – Reproducerea oprită, E26641. | Muzeul Național Bran, Brașov       | Cimec    |
|      | Vedere din Bran | Datare: 30 decembrie 1929 Școală: I. Munteanu& N. Popovici Dimensiuni: L: 13,7 cm; LA:8,7 cm Material: carton; tipărire; reproducere după fotografie alb-negru; | V: Vedere din Bran (locul în care astăzi este amenajat parcul). În prim-plan apar copaci, o bancă, doi cai, personaje și o mașină de epocă. În plan mai îndepărtat sunt vizibile case și vegetație. Central, în partea de sus a imaginii, într-un medalion, apare Castelul Bran (vedere dinspre sud). R: Bran-Islaz / România. Cartă Postală / Edit. I. Munteanu & N. Popovici, comercianți Bran – Reproducerea oprită / Foto: Adler, Brașov. | Muzeul Național Bran, Brașov       | Cimec    |
|      | Castelul Bran | Datare: 1937 Școală: J. Schneider Dimensiuni: L: 13,8 cm; l:8,7 cm Material: carton; tipărire; reproducere după fotografie; | V: În prim plan castelul Bran (vedere dinspre sud-vest), spre Sohodol, parcul de la poalele castelului, mărginit de drum și două case, dintre care una se află în construcție. În fundal, case, vegetație. R: Bran, Castelul Regal – Parcul / România / Dacă scrieți numai o formulă de politeță exprimată în cinci cuvinte, Taxa poștală e 1 Leu în loc de 3 Lei / I. Schneider, Bran – Nr. 5 – 1937 / 24407. | Muzeul Național Bran, Brașov       | Cimec    |
|      | Castelul Bran spre Sohodol | Datare: 18 iulie 1926 Școală: J. Schneider Dimensiuni: L: 13,4 cm; l:8,6 cm Material: carton; tipărire; reproducere după fotografie color; | V: În prim plan castelul Bran, vedere dinspre sud-vest, spre Sohodol. În plan îndepărtat sunt vizibili Munții Bucegi. În partea de sus a imaginii apre următoare mențiune tipărită: Bran / Spre Sohodol. R: România. Cartă Poștală / Nr. 6. J. Schneider, fotograf, Bran. Reprod. oprită / Editura societății de înfrumusețare, Bran. Text data 18 iulie 1926, timbre prezente, un fragment de ștampilă. | Muzeul Național Bran, Brașov       | Cimec    |
|      | Hotelul Bran | Datare: deceniul III al sec. XX Școală: românesc Dimensiuni: L: 13,7 cm;l:8,8 cm Material: carton; tipărire; reproducere după fotografie alb-negru; | V: În prim plan apare Hotelul Bran, în fața clădirii stând un personaj masculin. În fundal, vegetație și castelul, vedere dinspre nord-est. În partea de sus, stânga imaginii, apare mențiunea scrisă: Hotelul Bran și Castelul. R: România. Cartă Postală. Reproducerea oprită. | Muzeul Național Bran, Brașov       | Cimec    |
|      | Principesa Ileana a României | Datare: sf. dec. II al sec. XX Școală: românesc Dimensiuni: L: 13,7 cm; l:8,8 cm Material: carton; tipărire; reproducere după fotografie sepia; | V: Principesa Ileana, costumată în port popular, la intrarea in incinta unei biserici (pictură exterioară, iar zidul este degradat). | Muzeul Național Bran, Brașov       | Cimec    |
|      | Principesa Maria a României | Datare: 22 mai 1902 Școală: necunoscut Dimensiuni: L: 13,9 cm; l:8,7 cm Material: carton; tipărire; reproducere după fotografie sepia; | V: Principesa Maria a României poartă uniforma Regimentului 4 Roșiori, al cărei comandant onorific era. Model 1895, uniforma este compusă din: căciulă, tunică roșie cu brandenburguri negre, galoane aurii, fustă și pelerină. În partea de jos a imaginii, central este tipărită următoarea mențiune: A.S.R. PRINCIPESA MARIA AL ROMÂNIEI. R: CARTA POSTALA / UNION POSTALE UNIVERSELLE; timbru și ștampilă prezente. | Muzeul Național Bran, Brașov       | Cimec    |
|      | Castelul Bran | Datare: 6 septembrie 1931 Școală: I. Munteanu & N. Popovici Dimensiuni: L: 13,8 cm; l:8,9 cm Material: carton; tipărire; reproducere după fotografie color; | V: În imagine apar castelul Bran (vedere dinspre sud-est) și clădirile Vămii Medievale. În prim plan, personaje masculine și feminine, unele purtând costume populare, vegetație și un podeț. În partea de sus a ilustratei imprimată următoarea mențiune: Bran/Castelul regal. R: Cartă Postală. Edit. I. Munteanu & N. Popovici, comercianți Bran – Reproducerea oprită, E26640. | Muzeul Național Bran, Brașov       | Cimec    |
|      | Principesa Ileana a României | Datare: dec. III al sec. XX Școală: necunoscut Dimensiuni: L:13,8 cm; l:8,8 cm Material: carton; tipărire; reproducere după fotografie sepia; | V: Principesa Ileana a României se află pe terasa de la etajul al IV-lea al castelului Bran. Ea poartă o variantă adaptată a portului popular, compus din: cămașă cu poale, fotă, bete (de care este atașat un evantai), basma. La gât, principesa are un șirag de perle. | Muzeul Național Bran, Brașov       | Cimec    |
|      | Principesa Elena a României | Datare: deceniul III al sec. XX Școală: necunoscut Dimensiuni: L:13,9 cm; l:8,8 cm Material: carton; tipărire; reproducere după fotografie sepia; | V: Principesa Elena a României, la malul mării, după o partidă de echitație. Principesa ține calul de căpăstru (poartă costumație de călărie), fiind însoțită de alte două tinere, care apar și ele alături de caii lor. Soția principelui Carol ține în mâna stângă o cravașă. | Muzeul Național Bran, Brașov       | Cimec    |
|      | Castelul Bran | Datare: 17 august 1934 Școală: O. Netoliczka Dimensiuni: L:13,7 cm; l:8,6 cm Material: carton; tipărire; reproducere după fotografie alb-negru; | V: În imagine apar castelul Bran (vedere dinspre sud-est). În prim plan, vegetație și drumul de acces spre castel, mărginit de un gard. R: ATELIER O. NETOLICZKA KRONSTADT - BRAȘOV. Timbru și ștampile prezente. | Muzeul Național Bran, Brașov       | Cimec    |
|      | Castelul Bran | Datare: 9 august 1950 Școală: Editura de Stat Dimensiuni: L: 13,5 cm; l: 9 cm. Material: carton; tipărire; reproducere după fotografie sepia; | V: În plan secund apare castelul Bran, vedere dinspre S-V. În prim plan pergola de piatră și vegetație. R: REPUBLICA POPULARĂ ROMÂNĂ /BRAN - Castelul/ Carte poștală / Editura de Stat. | Muzeul Național Bran, Brașov       | Cimec    |
|      | Vedere din Bran Autor: Adler, Alfred | Datare: deceniul III al sec. XX Școală: Edit. I. Munteanu & N. Popovici Dimensiuni: L:13,7 cm; l:8,7 cm Material: carton; tipărire; reproducere după fotografie alb-negru; | V: În imagine apar Gimnaziul din Bran și alte clădiri. În partea de sus a ilustratei imprimată următoarea mențiune: Gimnaziu-Bran-Valea Dragostei. R: România / Cartă Postală. Edit. I. Munteanu & N. Popovici, comercianți Bran – Reproducerea oprită, Foto: Adler, Brașov. | Muzeul Național Bran, Brașov       | Cimec    |
|      | Castelul Bran | Datare: 13 august 1927 Școală: J. Schneider Dimensiuni: L:13,9 cm; l:8,8 cm Material: carton; tipărire; reproducere după fotografie; | V: În imagine apare castelul regal Bran, vedere dinspre S-V, la baza sa aflându-se parcul. În partea de sus a ilustratei imprimată următoarea mențiune: Bran / Castelul Regal - Parcu. R: J. Schneider, Fotogr., Bran - Repr. oprită; cu tuș roșu: Ing. Silviu Dragomir; timbre și ștampile prezente. | Muzeul Național Bran, Brașov       | Cimec    |
|      | Castelul Bran | Datare: deceniul III al sec. XX Școală: Gust Dimensiuni: L:13,4 cm; l:8,6 cm Material: carton; tipărire; reproducere după fotografie sepia; | V: În imagine apare castelul regal Bran, vedere dinspre S-E. În prim plan drumul de acces spre castel, mărginit de un gard. R: România / Carte poștală / Atelier Gust, Brașov - Kronstadt, cu tuș violet, ștampilă: Ing. Silviu Dragomir. | Muzeul Național Bran, Brașov       | Cimec    |
|      | Castelul Bran | Datare: 1925 Școală: necunoscut Dimensiuni: L:13,4 cm; l:8,5 cm Material: carton; tipărire; reproducere după fotografie sepia; | V: În imagine apare castelul regal Bran, vedere dinspre S. În prim plan un podeț peste râul Turcu, și zidul de incintă al Clădirii Vămii Medievale. În partea de jos este tipărită următoarea mențiune: CASTELUL REG. BRAN. R: Timbre și ștampile prezente. | Muzeul Național Bran, Brașov       | Cimec    |
|      | Castelul Bran | Datare: deceniul III al sec. XX Școală: J. Schneider Dimensiuni: L:13,9 cm; l:8,7 cm Material: carton; tipărire; reproducere după fotografie; | V: Castelul Bran, vedere dinspre S-E, apare în plan secund alături de Clădirile Vămii Medievale. În partea de sus este tipărită următoarea mențiune: Bran / Castelul Regal. R: România Cartă poștală / J. Schneider, Fotogr., Bran; cu tuș negru, ștampilă: Ing. Silviu Dragomir. | Muzeul Național Bran, Brașov       | Cimec    |
|      | Castelul Bran | Datare: deceniul III al sec. XX Școală: J. Schneider Dimensiuni: L:13,9 cm; l:8,8 cm Material: carton; tipărire; reproducere după fotografie; | V: Castelul Bran, vedere dinspre S-E, apare în plan secund alături de Clădirile Vămii Medievale. În prim plan vegetație. În partea de sus este tipărită următoarea mențiune: Bran / Castelul Regal. R: România Cartă poștală / J. Schneider, Fotogr., Bran. | Muzeul Național Bran, Brașov       | Cimec    |
|      | Castelul Bran | Datare: deceniile III - IV ale sec. XX Școală: C. Stefanovici Dimensiuni: L:14,1 cm; l:9,1 cm Material: carton; tipărire; reproducere după fotografie; | V: Castelul Bran, vedere dinspre S-E, apare în plan secund. În prim plan vegetație și zidul de incintă al Clădirilor Vămii Medievale. R: Castel Bran / Colecția C. Stefanovici / Rep. Interzisă / Foit, Praha. | Muzeul Național Bran, Brașov       | Cimec    |
|      | Castelul Bran | Datare: 28 septembrie 1942 Școală: C. Stefanovici Dimensiuni: L:14,1 cm; l:8,8 cm Material: carton; tipărire; reproducere după fotografie; | V: Castelul Bran, vedere dinspre S, apare în fundalul imaginii. În prim plan vegetație și o pajiște. R: Castel Bran / Colecția C. Stefanovici / Rep. Interzisă / Foit, Praha; ștampile și timbru prezente. | Muzeul Național Bran, Brașov       | Cimec    |
|      | Vedere din Bran | Datare: deceniul III al sec. XX Școală: Jos. Schneider Dimensiuni: L:14 cm; l:8,8 cm Material: carton; tipărire; reproducere după fotografie alb-negru; | V: În plan îndepărtat apar castelul Bran (partea dinspre N-V) și munții Bucegi. În prim plan un personaj feminin, aflat în picioare într-o poiană. În partea de sus a imaginii este tipărită mențiunea: Bran / Castelul regal - Vedere la Bucegi. R: România / Cartă Poștală / No.10 Jos. Schneider, Foto, Bran, Ioan Munteanu, Comerciant, Bran. | Muzeul Național Bran, Brașov       | Cimec    |
|      | Vedere din Bran | Datare: deceniul III al sec. XX Școală: Rafail Dimensiuni: L:13,8 cm; l:9 cm Material: carton; tipărire; reproducere după fotografie alb-negru; | V: În plan îndepărtat apar castelul Bran, văzut dinspre sud. În prim plan un copac și râul Turcu. În partea de jos a imaginii este tipărită mențiunea: Bran / Castelul regal. R: România / Cartă Poștală / Rafail, Brașov. | Muzeul Național Bran, Brașov       | Cimec    |
|      | Vedere din Bran | Datare: deceniul III al sec. XX Școală: I. Munteanu & N. Popovici Dimensiuni: L:13,7 cm; l:8,7 cm Material: carton; tipărire; reproducere după fotografie alb-negru; | V: În imagine apare partea sudică a localității Bran. În stânga imaginii Casa mare a Reginei Maria. În partea de jos a imaginii este tipărită mențiunea: Bran spre Șimon. R: România/Cartă poștală / Edit. I Munteanu & N. Popovici, comercianți Bran - Reproducere oprită / Foto: Adler, Brașov. | Muzeul Național Bran, Brașov       | Cimec    |
|      | Castelul Bran | Datare: 1931 Școală: Al. Enăceanu Dimensiuni: L:14 cm; l:9 cm Material: carton; tipărire; reproducere după fotografie alb-negru; | V: În imagine apare fațada de sud-est a castelului regal Bran. În prim plan apar un trunchi de copac și o parte din zidul de incintă al Clădirilor Vămii Medievale. R: BRAN-Castelul regal / Fot. Orig.Ing. Al. Enăceanu / Reprod. Interzisă-1931. | Muzeul Național Bran, Brașov       | Cimec    |
|      | Carte poștală ilustrată | Datare: 30 iulie 1929 Școală: C. Stefanovici Dimensiuni: L:13,9 cm; l:9 cm Material: carton; tipărire; reproducere după fotografie; | V: În imagine apare fațada de nord-est a castelului regal Bran. În prim plan vegetație, bușteni, pietriș și acoperișul Casei de ceai din parcul regal. R: Castel Bran / Colecția C. Stefanovici / Rep. interzisă / Foit, Praha. | Muzeul Național Bran, Brașov       | Cimec    |
|      | Vedere din Bran | Datare: 1935 Școală: I. Munteanu și N. Popovici Dimensiuni: L:13,9 cm; l:8,8 cm Material: carton; tipărire; reproducere după fotografie color; | V: În prim plan, în medalion circular, în colțul din stânga jos al imaginii apare castelul Bran (vedere sudică) și clădirea vechii contumacii. În plan secund, localitatea Bran, spre Câmpulung și masivul Piatra Craiului. În partea de sus a ilustratei imprimată următoarea mențiune: Bran spre Câmpulung-Piatra Craiului. R: România / Dacă scrieți numai o formulă de politeță exprimată în cinci cuvine, taxa poștală e 1 leu în loc de 3 Lei / Edit. I. Munteanu & N. Popovici, comercianți Bran Nr.8 - 1935 Repr. Opr; 26641. | Muzeul Național Bran, Brașov       | Cimec    |
|      | Castelul Bran | Datare: 22 august 1939 Școală: Agfa Dimensiuni: L:13,9 cm; l:8,8 cm Material: carton; tipărire; reproducere după fotografie alb-negru; | V: În prim plan, castelul Bran, vedere dinspre sud-vest, și clădirile Vămii Medievale. În depărtare se văd munții Bucegi. R: Agfa; timbru și ștampile prezente. | Muzeul Național Bran, Brașov       | Cimec    |
|      | Carte poștală ilustrată | Datare: deceniile III - IV ale sec. XX Școală: Kodak Dimensiuni: L:13,7 cm; l:8,7 cm Material: carton; tipărire; reproducere după fotografie alb-negru; | V: În imagine apar castelul Bran, vedere dinspre S-V, pergola de piatră și o casă, vegetație. În partea de jos este tipărită următoarea mențiune: CASTELUL BRAN. R: POSTCARD / Carte postale / Kodak. | Muzeul Național Bran, Brașov       | Cimec    |
|      | Castelul Bran | Datare: 7 iulie 1959 Școală: românesc Dimensiuni: L:13,6 cm; l:9 cm Material: carton; tipărire; reproducere după fotografie; | V: În plan îndepărtat, castelul Bran, vedere dinspre sud-est. În prim plan, o pajiște și trei oi care pasc. R: Republica Populară Română / BRAN - Castelul; timbru și ștampile prezente. | Muzeul Național Bran, Brașov       | Cimec    |
|      | Castelul Bran | Datare: 30 iulie 1929 Școală: C. Stefanovici Dimensiuni: L:14 cm; l:9 cm Material: carton; tipărire; reproducere după fotografie; | V: În plan îndepărtat, castelul Bran, vedere dinspre nord-vest. În prim plan vegetație. R: Castel Bran / Colecția C. Stefanovici / reprod. Interzisă / Foit, Praha. | Muzeul Național Bran, Brașov       | Cimec    |
|      | Vedere din Bran | Datare: 7 august 1946 Școală: C. Stefanovici Dimensiuni: L:14 cm; l:9,2 cm Material: carton; tipărire; reproducere după fotografie; | V: Castelul Bran, vedere dinspre S, apare în fundalul imaginii. În prim plan vegetație și o pajiște. R: Castel Bran / Colecția C. Stefanovici / Rep. Interzisă / Foit, Praha; ștampile și timbru prezente. | Muzeul Național Bran, Brașov       | Cimec    |
|      | Aniversarea a 40 de ani de domnie - Regele Carol I | Datare: 10 mai 1906 Școală: Tipografia Românească Dimensiuni: L:14 cm; l:9 cm Material: carton; tipărire; | V: Compoziție, ce are ca sursă de inspirație stema regatului României. Efigiile Regelui Carol I și a reginei Elisabeta sunt plasate într-un scut de culoare verde. Pavilionul de purpură, căptușit cu hermină este prins în vârf într-o coroană (coroana de oțel a României). Pe eșarfa de culoare roșie, este tipărită deviza familei regale: NIHIL SINE DEO, iar dedesubt este prinsă o decorație (pe stema Regatului apare cea mai mare decorație românească: Crucea Ordinului Steaua României). În partea de sus a imaginii: 1866-1906, iar în partea de jos: Jubileul 40 de ani. R: ROMANIA Carta postala / Tip.<>, Isvor 14; în colțul din stânga sus este tipărită stema regală. | Muzeul Național Bran, Brașov       | Cimec    |
|      | Regina Maria, la Încoronarea de la Alba Iulia Autor: Guggenberger Mairovits                                                                               | Datare: 15 octombrie 1922 Școală: Librăria Socec&Co Dimensiuni: L:14 cm; l:8,9 cm Material: carton; tipărire; reproducere după fotografie sepia. | V: Regina Maria, în picioare, în ținuta de la Încoronare. Coroana fleuronată este alcătuită dintr-o bandă frontală, din care se dezvoltă opt fleuroane mari, în formă de flori de crin heraldice și opt fleuroane mici, în formă de treflă, realizate din tablă de aur. Fleuroanele mari se continuă prin opt raze, care se unesc în centrul coroanei, susținând un glob cruciger, surmontat de o cruce gamată. În zona temporală, coroana are două pandantive, prinse de baza coroanei cu câte două verigi. Cele două pandantive se continuă cu trei lanțuri, două scurte, iar cel central, lung, alcătuite din verigi în forma boabelor de grâu. La capătul fiecărui lanț – o cruce gamată. Mantia: mătase, țesătură brocart cu fir de aur, aplicații de pietre semiprețioase, bordură de hermină, încheiată cu două paftale circulare. R: M.S. Regina Maria / Foto Guggenberger Mairovits, Sibiu / Editura Librăriei Socec&Co. S.A. | Muzeul Național Bran, Brașov       | Cimec    |
|      | Regele Carol I al României | Datare: 24 august 1908 Școală: necunoscut Dimensiuni: L:13,6 cm; l:8,5 cm Material: carton; tipărire; reproducere după fotografie sepia; | V: Regele Carol I (bust), semiprofil stânga, este reprezentat în uniformă militară. Sub bareta de decorații, este vizibil Ordinul Steaua României (Mare Cruce). În partea de jos a imaginii, central, este tipărită următoarea mențiune: M.S. REGELE CAROL I. R: UNION POSTALE UNIVERSELLE / ROMANIA/CARTA POSTALA; ștampile și timbru prezente. | Muzeul Național Bran, Brașov       | Cimec    |
|      | Regina Maria a României cu Principele Mircea Autor: Julietta                                                                                              | Datare: 1914 Școală: Cartea Românească Dimensiuni: L:14 cm; l:9 cm Material: carton; tipărire; reproducere după fotografie sepia; | V: Regina Maria, profil stânga, îl ține în brațe pe fiul său, Principele Mircea (regina își sărută fiul). Suverana poartă doliu, fotografia fiind realizată la scurt timp după moartea Regelui Carol I. La gât are un colier de perle din care este vizibilă doar o mică parte. Principele Mircea poartă o rochiță de culoare albă. În partea de jos a imaginii, pe o bordură albă este tipărit următorul text: „Dați Reginei Voastre pentru copii țărei. În sufletul copilului se plămădește viitorul neamului”. Maria (semnătura suveranei) R: „Suntem țara din lume în care mortalitatea copiilor este cea mai mare. Societatea Principele Mircea o combate prin dispensariile sale. Ea organizează și școli de îngrijitoare [indescifrabil]”. Sediul Societății Principele Mircea, Str. Aurel Vlaicu, nr.199 / Clișeul oferit de ATEL. FOT. "JULIETTA" / TIPO. HELIOGRAVURĂ <>. | Muzeul Național Bran, Brașov       | Cimec    |
|      | Regina Maria a României | Datare: 15 octombrie 1922 Școală: Julietta Dimensiuni: L:13,7 cm; l:8,7 cm Material: carton; tipărire; reproducere după fotografie sepia; | V: Regina Maria la ieșirea dintr-o clădire. Este întâmpinată de o mulțime de oameni, din rândul căreia fac parte și cadre militare. Suverana poartă costumația de dinainte de momentul ceremoniei de Încoronare, rochie lungă, de culoarea auriu-ruginiu, mantie din catifea, roșu intens căptușită la umeri în bleu argintiu, iar pe cap văl auriu, înfășurat de jur împrejur cu o bandă aurie. În fața sa, pe trepte o suită de militari poartă probabil mantia Încoronării. În colțul din stânga jos, tipărit numele atelierului fotografic: JULIETTA 1922. R: Ștampilă formată din două cercuri concentrice, în primul 2 C adosați și intercalați, iar în cel de-al doilea cifra este timbrată de o coroană, iar de o parte și de alta a acesteia sunt prezente inițialele: F.C./P.C. | Muzeul Național Bran, Brașov       | Cimec    |
|      | Principesa Maria a României Autor: Mandy | Datare: 1911 Școală: Editura C. Sfetea Dimensiuni: L:13,3 cm; l:8,5 cm Material: carton; tipărire; reproducere după fotografie sepia; | V: Principesa poartă o rochie de culoare albă. La gât un șirag lung de perle. Ține mâna dreaptă în șold. În colțul din partea dreaptă a imaginii, tipărită următoarea mențiune: A.S.R. Principesa Maria. R: ROMÂNIA Carte poștală / Editura C. Sfetea, București / Colecția Mandy, Reproducția interzisă; ștampilă cu tuș negru: Ing. SILVIU DRAGOMIR. | Muzeul Național Bran, Brașov       | Cimec    |
|      | Principesa Maria a României | Datare: 1905 Școală: Editura C. Sfetea Dimensiuni: L:13,7 cm; l:8,7 cm Material: carton; tipărire; reproducere după fotografie sepia; | V: Principesa Maria este fotografiată în picioare, în dormitorul argintiu din Palatul Cotroceni, fiind îmbrăcată într-o rochie de culoare deschisă. Își sprijină capul cu mâna dreaptă. În colțul din stânga sus a imaginii, este tipărită următoarea mențiune: A.S.R. PRINCIPESA MARIA, iar în colțul din dreapta jos: 21 Edit. C. SFETEA, București. R: ROMÂNIA Carte poștală, Edit. C. SFETEA, București, Reproducția interzisă. | Muzeul Național Bran, Brașov       | Cimec    |
|      | Principesa Maria a României cu Principesa Mărioara | Datare: 1900 Școală: Em. M. Grunberg Dimensiuni: L:13,9 cm; l:8,7 cm Material: carton; tipărire; reproducere după fotografie alb-negru; | V: Principesa Maria este fotografiată șezând într-un jilț. Își ține în brațe cel de-al treilea copil, pe Principesa Maria (cunoscută și sub numele de Mărioara sau Mignon, viitoarea regină a Iugoslaviei). Cele două membre ale familiei regale au alături un buchet de flori. Principesa mamă își sprijină mâna stângă pe o pernă, de mari dimensiuni, iar la picioarele sale este așezată o altă pernă, mai mică. Pprincipesa Mărioara are o rochiță din dantelă, de culoare deschisă, cu mâneci scurte. Lângă jilț, în partea stângă a Principesei se află un postament, pe care este așezată o vază cu flori. În partea de jos a imaginii, este tipărită următoarea mențiune: A.S.Regală PRINCIPESA MARIA. R: UNION POSTALE UNIVERSELLE/ ROMÂNIA Carta postala. | Muzeul Național Bran, Brașov       | Cimec    |
|      | Regina Maria a României | Datare: 1927 Școală: Guggenberger Mairovits Dimensiuni: L:13,9 cm; l:8,9 cm Material: carton; tipărire; reproducere după fotografie sepia; | V: Regina Maria, în doliu, sprijinindu-și mâinile împreunate, pe o carte. La gât poartă un colier de perle, iar pe mâna dreaptă are un inel din perle. R: CARTE POSTALE; ștampilă tuș violet: Reproducția interzisă /Goggenberger Mairovits /Sibiu. | Muzeul Național Bran, Brașov       | Cimec    |
|      | Regina Maria a României Autor: Julietta | Datare: 7 iulie 1916 Școală: Editura Horowitz Dimensiuni: L:13,5 cm; l:8,5 cm Material: carton; tipărire; reproducere după fotografie sepia; | V: Regina Maria, bust, în semiprofil stânga, poartă o rochie de culoare deschisă, iar ca obiecte de podoabă cercei din perle și un colier de perle. În colțul din dreapta sus a imaginii este tipărită următoarea mențiune: M.S.R. Regina Maria, iar în colțul de jos: Julietta Fotograful Curței regală. R: Editura Horovitz, Str. Paris 16, București (Reproducția interzisă); ștampile și timbre prezente. | Muzeul Național Bran, Brașov       | Cimec    |
|      | Regina Maria a României Autor: Brand, Alfred [fotograf al Curții Regale]                                                                                  | Datare: deceniul II al sec. XX Școală: Editura C. Sfetea Dimensiuni: L:13,5 cm; l:8,6 cm Material: carton; tipărire; reproducere după fotografie sepia; | V: Regina Maria, bust, în profil stânga, poartă o rochie de culoare deschisă, din borangic, iar ca obiect de podoabă un colier de perle. Părul împletit este răsucit la ceafă, într-un coc. În partea de jos a imaginii sunt tipărite următoarele mențiuni: M.S. Regina Maria, 100 Editura C. Sfetea, București, Colecția A. Brand, Reproducția interzisă. R: Editura Horovitz, Str. Paris 16, București (Reproducția interzisă); ștampile și timbre prezente. R: se repetă mențiunile din partea de jos a imaginii; ștampile și timbre prezente. | Muzeul Național Bran, Brașov       | Cimec    |
|      | Regina Maria a României Autor: Guggenberger Mairovits | Datare: 15 octombrie 1922 Școală: Editura Librăriei Socec & CO Dimensiuni: L:13,9cm; l:8,9cm Material: carton; tipărire; reproducere după fotografie sepia; | V: Regina Maria, în picioare, pe o terasă, după terminarea ceremoniei de Încoronare. Poartă rochie de culoare auriu-ruginiu, iar pe cap tiara cu smaralde și diamante primită de la mama ei, Marea Ducesă Maria Alexandrovna. La gât safirul și colierul Cartier. R: M.S. Regina Maria / Editura Librăriei Socec & Co S.A. (Reprod.oprită) / Foto Guggenberger Mairovits /Sibiu. | Muzeul Național Bran, Brașov       | Cimec    |
|      | Regina Maria a României Autor: Julietta | Datare: deceniul II al sec. XX Școală: Editura C. Sfetea Dimensiuni: L:13,5cm; l:8,6cm Material: carton; tipărire; reproducere după fotografie sepia; | V: Regina Maria, profil dreapta, într-un jilț, poartă o rochie de culoare deschisă, iar ca obiecte de podoabă predomină perlele (diademă, cercei, colier). În partea de jos a imaginii sunt tipărite următoarele mențiuni: M.S. Regina Maria, 182 Edit. C. Sfetea, București, Julietta Fotograful Curței regale.R: aceleași mențiuni. | Muzeul Național Bran, Brașov       | Cimec    |
|      | Regina Maria a României Autor: Julietta | Datare: deceniul II al sec. XX Școală: Editura Am. Horowitz Dimensiuni: L:13,5cm; l:8,5cm Material: carton; tipărire; reproducere după fotografie sepia; | | Muzeul Național Bran, Brașov       | Cimec    |
|      | Regina Maria a României, în ținuta de la Încoronare | Datare: 15 octombrie 1922 Școală: necunoscut Dimensiuni: L:13,9cm; l:9 cm Material: carton; tipărire; reproducere după fotografie alb-negru. | V: Regina Maria, având pe cap coroana și purtând mantia de la Încoronare, ține în mâini o carte. Coroana fleuronată, închisă cu baza elipsoidală, este alcătuită dintr-o bandă frontală, din care se dezvoltă opt fleuroane mari, în formă de flori de crin heraldice și opt fleuroane mici, în formă de treflă, realizate din tablă de aur. Fleuroanele mari se continuă prin opt raze, care se unesc în centrul coroanei, susținând un glob cruciger, surmontat de o cruce gamată. În zona temporală, coroana are două pandantive, prinse de baza coroanei cu câte două verigi. Cele două pandantive se continuă cu trei lanțuri, două scurte, iar cel central, lung, alcătuite din verigi în forma boabelor de grâu. La capătul fiecărui lanț se află o cruce gamată. Mantia este din mătase, țesătură brocart cu fir de aur, aplicații de pietre semiprețioase, bordură de hermină, încheiată cu două paftale circulare. | Muzeul Național Bran, Brașov       | Cimec    |
|      | Regina Maria a României | Datare: 1922 Școală: Julietta Dimensiuni: L:13,5cm; l:8,8 cm Material: carton; tipărire; reproducere după fotografie sepia; | V: Regina Maria, îmbrăcată într-un veșmânt lung, de culoare albă, se află pe o logie. Este surprinsă din profil-stânga. Ține în mâna stângă o floare. Între stâlpii coloanelor sunt suspendate ghivece de cositor (căldărușe), realizate în ateliere românești, pline cu flori. În partea de jos a imaginii sunt tipărite numele atelierului și data realizării fotografiei: JULIETTA 1922. | Muzeul Național Bran, Brașov       | Cimec    |
|      | Regele Ferdinand I și Regina Maria, la Încoronarea de la Alba Iulia                                                                                       | Datare: 15 octombrie 1922 Școală: necunoscut Dimensiuni: L:13,9 cm, L:8,9 cm Material: carton; tipărire; reproducere după fotografie alb-negru. | V: Regele Ferdinand I și Regina Maria se află pe estrada amenajată special pentru desfășurarea ceremoniei de Încoronare. Deasupra estradei a fost ridicat un baldachin. Suveranii sunt surprinși în așteptarea coroanelor și mantiilor regale. În fundal, se observă catedrala construită în perioda guvernării Averescu, special pentru Încoronare. În partea dreaptă a imaginii apare Principele moștenitor Carol. | Muzeul Național Bran, Brașov       | Cimec    |
|      | Ceremonia Încoronării de la Alba Iulia | Datare: 12 iunie 1927 Școală: necunoscut Dimensiuni: L:13,9cm; l:9 cm Material: carton; tipărire; reproducere după fotografie sepia. | V: Aspect din timpul ceremoniei de Încoronare. Pe estradă, sub baldachin, se află Regele Ferdinand I și Regina Maria, purtând coroanele și mantiile regale. În spatele suveranilor, se află omul politic liberal I.G. Duca. Lângă estradă, în partea dreaptă a imaginii, Principele Carol, Principesa Ileana și Principesa Elena. | Muzeul Național Bran, Brașov       | Cimec    |
|      | Aspect de la Încoronarea de la Alba Iulia | Datare: 15 octombrie 1922 Școală: Julietta Dimensiuni: L:13,8cm; l:8,8 cm Material: carton; tipărire; reproducere după fotografie sepia; | V: Aspect din timpul ceremoniei de Încoronare. În tribună se află membrii familiei regale a României, alături de oameni politici, clerici. Membrii familiei regale sunt așezați în scaune individuale, de la stânga la dreapta: Principesa Ileana, Principesa Irina a Greciei, Principesa Elena, Principesa Elisabeta, Regină a Greciei, (purtând un dialog cu o doamnă din spate), Principesa Mărioara, Regină a regatului sârbo-croato-sloven. R: Ștampilă formată din două cercuri concentrice, în primul 2 C adosați și intercalați, iar în cel de-al doilea cifra este timbrată de o coroană, iar de o parte și de alta a acesteia sunt prezente inițialele: F.C./P.C. | Muzeul Național Bran, Brașov       | Cimec    |
|      | Regele Ferdinand pe catafalc | Datare: iulie 1927 Școală: Editura Socec &Co Dimensiuni: L:13,4cm; l:8,8 cm Material: carton; tipărire; reproducere după fotografie alb-negru; | V: Regele Ferdinand pe catafalc, îmbrăcat în ținută militară, cu decorații. Lângă sicriu Regina Maria, în doliu. Pe corpul suveranului sunt presărate flori. R: CARTA POSTALA / Editura Socec & Co, București, Reproducția oprită. | Muzeul Național Bran, Brașov       | Cimec    |
|      | Ceremonia Încoronării de la Alba Iulia | Datare: 15 octombrie 1922 Școală: necunoscut Dimensiuni: L:13,7cm; l:8,6 cm Material: carton; tipărire; reproducere după fotografie sepia. | V: Aspect din timpul ceremoniei de Încoronare. Pe estradă, sub baldachin, se află Regele Ferdinand I și Regina Maria, purtând coroanele și mantiile regale. Mantia Regelui Ferdinand I Întregitorul are pe suprafața sa scuturile Munteniei, Moldovei, Dobrogei, Olteniei, Banatului, Transilvaniei și cel al familiei de Hohenzollern, alături de crucea Ordinului „Mihai Viteazul”. Mantia Reginei Maria, realizată de Școala de Sericicultură și Țesătorie, prezintă însemne heraldice naționale ale tuturor provinciilor României întregite, ale familiilor de Hohenzollern și Edinburgh, dar și monograma Suveranei. Coroana purtată de Ferdinand I a fost realizată de Arsenalul Armatei, pentru Încoronarea Regelui Carol I după desenul lui Theodor Aman, în timp ce coroana Mariei este opera casei Falize. | Muzeul Național Bran, Brașov       | Cimec    |
|      | Principesa Ileana a României | Datare: deceniul II al sec. XIX Școală: necunoscut Dimensiuni: L:14,1cm; l:9 cm Material: carton; tipărire; reproducere după fotografie alb-negru; | V: Principesa Ileana, bust, poartă o rochie de culoare deschisă, iar la gât un lanț cu o cruce. În partea de sus a imaginii este tipărită următoarea mențiune: COLECȚIA SOC. "AMICII ORBILOR", iar în partea de jos: A.S.R. PRINCIPESA ILEANA. R: UNION POSTALE UNIVERSELLE / ROMANIA/ CARTA POSTALA. | Muzeul Național Bran, Brașov       | Cimec    |
|      | Principesa Ileana a României Autor: Julietta | Datare: deceniul II al sec. XX Școală: Ed. Am. Horowitz Dimensiuni: L:13,4 cm; l:8,5 cm Material: carton; tipărire; reproducere după fotografie sepia; | V: Principesa Ileana se sprijină de un fotoliu. Poartă o rochie scurtă, de culoare deschisă, la gât un lanț cu o cruce. În partea de sus a imaginii, colțul din stânga, este tipărită următoarea mențiune: A.S.R. PRINCIPESA ILEANA. În diagonală: Julietta Fotograful Curtei Regale. R: UNION POSTALE UNIVERSELLE / ROMANIA/ CARTA POSTALA / Ed. Am. Horowitz, București, Str. Paris 16. reproducerea oprită. | Muzeul Național Bran, Brașov       | Cimec    |
|      | Principesa Ileana a României | Datare: deceniul II al sec. XX Școală: Julietta Dimensiuni: L:13,6 cm; l:8,9 cm Material: carton; tipărire; reproducere după fotografie alb-negru; | V: Principesa Ileana, bust, poartă o rochie, de culoare închisă, iar la baza gâtului un colier de perle. În partea de jos a imaginii, colțul din stânga, este tipărită următoarea mențiune: Julietta. | Muzeul Național Bran, Brașov       | Cimec    |
|      | Principesa Ileana a României | Datare: deceniul III al sec. XX Școală: Mandy & Lonyai Dimensiuni: L:13,7 cm; l:8,8cm Material: carton; tipărire; reproducere după fotografie sepia; | V: Principesa Ileana, profil stânga, poartă o rochie, de culoare deschisă, iar la gât un colier de perle. Are privirea îndreptată în jos, spre mâini, iar părul lung, despletit, este prins cu o bentiță aurie. | Muzeul Național Bran, Brașov       | Cimec    |
|      | Principesa Ileana a României Autor: Guggenberger Mairovits                                                                                                | Datare: deceniuI III al sec. XX Școală: Ed. Librăriei Socec& Co Dimensiuni: L:13,9 cm; l:8,9cm Material: carton; tipărire; reproducere după fotografie sepia; | V: Principesa Ileana poartă o rochie de culoare deschisă, cu umerii căzuți, iar la gât un colier de perle. Are privirea îndreptată într-o parte, iar părul lung, despletit, este prins cu o bentiță aurie. R: A.S.R. PRINCIPESA ILEANA / No. 41 Editura Librăriei Socec & Co S.A. (Reprod. Oprită / Foto. Guggenberger Mairovits, Sibiu. | Muzeul Național Bran, Brașov       | Cimec    |
|      | Regina Maria a Regatului Sârbo-Croato-Sloven | Datare: 8 iunie 1922 Școală: Julietta Dimensiuni: L:13,7 cm; l:8,8cm Material: carton; tipărire; reproducere după fotografie alb-negru; | V: Principesa Mărioara poartă pe cap un văl, fixat cu o diademă care are în partea superioară perle. Rochia are decolteu în V, realizat din caboșoane de dimensiuni diferite. Lateral, este tipărit numele artistului fotograf: Julietta. | Muzeul Național Bran, Brașov       | Cimec    |
|      | Principesa Ileana Autor: Mandy | Datare: deceniul II al sec. XX Școală: Edit. C. Sfetea Dimensiuni: L:13,5 cm; l:8,6cm Material: carton; tipărire; reproducere după fotografie sepia; | V: Principesa Ileana așezată într-un fotoliu. Poartă o rochie scurtă, de culoare deschisă, din borangic, iar la gât un colier. În partea de sus a imaginii, colțul din dreapta, este tipărită următoarea mențiune: A.S.R. Prințesa Ileana. În diagonală: ștanțat numele artistului fotograf: Mandy. R: ROMANIA/ Carte poștală/ Ed. C. Sfeteaz, București / Colecția Mandy / Reproducția interzisă. | Muzeul Național Bran, Brașov       | Cimec    |
|      | Principesa Ileana a României Autor: necunoscut | Datare: 19 aprilie 1926 Școală: necunoscut Dimensiuni: L:13,8 cm; l:8,6cm Material: carton; tipărire; reproducere după fotografie sepia; | V: Principesa Ileana, poartă o rochie, de culoare deschisă, cu umerii căzuți, iar la gât un colier de perle. Are privirea îndreptată într-o parte, iar părul lung, despletit, este prins cu o bentiță aurie. Își sprijină mâna dreaptă de piciorul unei statuete. R: ștampile și timbru prezente. | Muzeul Național Bran, Brașov       | Cimec    |
|      | Principesa Ileana Autor: Guggenberger Mairovits | Datare: 8 ianuarie 1927 Școală: Editura Librăriei Socec & Co Dimensiuni: L:13,5 cm; l:8,5 cm Material: carton; tipărire; reproducere după fotografie sepia; | V: Principesa Ileana, poartă o rochie, de culoare deschisă, cu umerii căzuți, iar la gât un colier de perle. Are privirea îndreptată într-o parte, iar părul lung, despletit, este prins cu o bentiță aurie. Își sprijină mâna dreaptă de piciorul unei statuete cu trei amorași. R: A.S.R. PRINCIPESA ILEANA / No. 41 Editura Librăriei Socec & Co S.A. (Reprod. Oprită / Foto. Guggenberger Mairovits, Sibiu. | Muzeul Național Bran, Brașov       | Cimec    |
|      | Principesa Elisabeta a României Autor: A. Brand | Datare: 12 septembrie 1909 Școală: Edit. C. Sfetea Dimensiuni: L:13,3 cm; l:8,6 cm Material: carton; tipărire; reproducere după fotografie sepia; | V: Principesa Elisabeta, profil stânga, poartă o rochie, de culoare deschisă, din voal. Părul lung este prins cu o panglică. În partea de jos a imaginii este ștanțat numele artistului fotograf și este tipărită următoarea mențiune: 33 Edit. C. Sfetea, București. În colțul din stânga sus: PRINȚESA ELISAVETA. R: ROMÂNIA / Carte poștală / Colecția A. Brand, Sinaia / Reproducția interzisă; ștampilă, timbru (cu efigia Împărtaului Franz Joseph) prezente. | Muzeul Național Bran, Brașov       | Cimec    |
|      | Principesa Maria a Românieie alături de copiii săi, Principesa Mărioara și Principele Nicolae                                                             | Datare: deceniul I al sec. XX Școală: Editura Cartea Românească Dimensiuni: L:13,5 cm; l:8,4cm Material: carton; tipărire; reproducere după fotografie sepia; | V: Principesa Maria și copiii săi apar îmbrăcați într-o variantă adaptată a portului popular românesc, în natură. Principesa Maria poartă cămașă cu poale, vâlnic, bete, iar capul este acoperit cu un văl lung de culoare deschisă. De o parte și de alta a sa, stau principesa Mărioara și principele Nicolae, ținându-și mama de mână. Principesa Maria privește în jos spre fiica sa. Principele Nicolae este costumat în ciobănaș, purtând următoarele piese vestimentare specifice: căciulă de blană, cămașă albă, brău, cojoc de lână, pantaloni din postav strânși pe picior, opinici. În mâna stângă, principele ține un fluier. În partea de sus a imaginii, este tipărită următoarea mențiune: A.A.LL.R.R. PRINCIPESA MARIA, PRINȚESA MARIA ȘI PRINȚUL NICOLAE. R:ROMANIA/Carte poștală/Editura "Cartea Românească", București/Reproducția interzisă. | Muzeul Național Bran, Brașov       | Cimec    |
|      | Principesa Elisabeta a României | Datare: deceniul I al sec. XX Școală: Editura Cartea Românească Dimensiuni: L:13,5 cm; l:8,4cm Material: carton; tipărire; reproducere după fotografie sepia; | V: Fotografie tip cabinet realizată în studio fotografic. Principesa Elisabeta în port popular românesc-variantă adaptată (tulpan, cămașă cu poale, fustă creață), ține mâna dreaptă în șold. În partea de jos a imaginii este tipărită următoarea mențiune: PRINȚESA ELISAVETA. R:ROMANIA/Carte poștală/Editura "Cartea Românească", București/Reproducția interzisă. | Muzeul Național Bran, Brașov       | Cimec    |
|      | Principesa Elisabeta și Principesa Mărioara Autor: Julietta                                                                                               | Datare: deceniul II al sec. XX Școală: Edit. C. Sfetea Dimensiuni: L:13,7 cm; l:8,6cm Material: carton; tipărire; reproducere după fotografie sepia; | V: Portretele bust ale principeselor Elisabeta și Mărioara. În partea de sus a imaginii este tipărită următoarea mențiune: A.A.L.L.R.R. Prințesele Elisaveta și Maria, iar jos: 154/Edit. C. Sfetea, București /Foto: Julietta. R:ROMANIA/Carte poștală/Editura C. Sfetea, București/Reproducția interzisă. | Muzeul Național Bran, Brașov       | Cimec    |
|      | Principesa Elisabeta | Datare: 1922 Școală: Julietta Dimensiuni: L:13,5 cm; l:8,7cm Material: carton; tipărire; reproducere după fotografie sepia; | Principesa Elisabeta, profil dreapta, în prim plan, pe o terasă. Poartă o rochie din mătase, la gât un colier, iar la mâna dreaptă un inel cu perlă. Se sprijină de o balustradă din fier forjat. În fundal vegetație. În colțul din dreapta jos al imaginii sunt tipărite următoarele mențiuni: Julietta/1922/Repr. interzisă/106. | Muzeul Național Bran, Brașov       | Cimec    |
|      | Principesa Elisabeta | Datare: 1922 Școală: Julietta Dimensiuni: L:13,8 cm; l:8,8cm Material: carton; tipărire; reproducere după fotografie sepia; | Principesa Elisabeta, stând pe o bancă din lemn, alături de un câine. În partea dreaptă a imaginii sunt tipărite următoarele mențiuni: Julietta/1922/Reproduc. interzisă/79. | Muzeul Național Bran, Brașov       | Cimec    |
|      | Principesa Elisabeta a României | Datare: 1922 Școală: Julietta Dimensiuni: L:13,7 cm; l:8,7cm Material: carton; tipărire; reproducere după fotografie sepia; | Principesa Elisabeta, stând pe o bancă din lemn, ținând în brațe un câine. Principesa își sprijină fața pe capul câinelui. În partea stângă a imaginii sunt tipărite următoarele mențiuni: 1922/Reproducția interzisă/68/Julietta. | Muzeul Național Bran, Brașov       | Cimec    |
|      | Principesa Mărioara Autor: F. Mandy, E. Lonya | Datare: deceniul II al sec. XX Școală: Editura Socec &Co Dimensiuni: L:14 cm; l:8,5cm Material: carton; tipărire; reproducere după fotografie sepia; | V: Principesa Mărioara, bust, semiprofil dreapta, cu părul prins la spate. Poartă o rochie din voal, decorată cu trandafiri. În partea de jos a imaginii: A.S.R. Principesa Marioara. R: Carte poștală / Editura Socec & Co., Soc. An., București, Reproducția strict interzisă/ F. Mandy s-Sor/E. Lonya; ștampile, timbre prezente. | Muzeul Național Bran, Brașov       | Cimec    |
|      | Regina Maria a României și Principesa Elena | Datare: 10 martie 1921 Școală: necunoscut Dimensiuni: L:13,9 cm; l:8,9cm Material: carton; tipărire; reproducere după fotografie sepia; | Regina Maria, în picioare, se sprijină cu mâna stângă de spătarul scaunului pe care stă nora sa, principesa Elena. Regina poartă diadema cu safire cumpărată în anul 1920 de la sora sa Victoria Melita (Ducky)-aparținuse Marii Ducese Vladimir. La piept, în partea stângă sunt vizibile decorații: Coroana României, Steaua României în grad de Mare Cruce. Pincipesa Elena a Greciei are capul acoperit cu un văl, iar pe frunte poartă o diademă. | Muzeul Național Bran, Brașov       | Cimec    |
|      | Regina Elisabeta a Greciei, Regina Maria a României, Beatrice Infanta Spaniei, Regina Maria a Regatului Sârbo-Croato-Sloven, Principesa Ileana a României | Datare: 15 octombrie 1922 Școală: Mandy& Et. Lonyai Dimensiuni: L:13,5 cm; l:8,7cm Material: carton; tipărire; reproducere după fotografie sepia; | De la stânga la dreapta, în imagine apar Regina Elisabeta a Greciei, Regina Maria a României, Beatrice Infanta Spaniei (Baby), Regina Maria a Regatului Sârbo-Croato-Sloven și Principesa Ileana a României în ținutele de la Încoronarea de la Alba Iulia. Poartă diademe și veșminte de ceremonie de inspirație bizantină din mătase cu broderii, fir din aur, aplicații de pietre prețioase și semiprețioase. Diademele sunt purtate peste un văl. Regina Maria a României poartă celebra tiară cu smaralde și diamante, primită de la mama ei Marea Ducesă Maria Alexandrovna. În partea de sus a imaginii sunt tipărite următoarele mențiuni: Mandy& Et.Lonyai/Reproducția interzisă. | Muzeul Național Bran, Brașov       | Cimec    |
|      | Principesa Elisabeta a României Autor: Institutul Fotoglob                                                                                                | Datare: 2 februarie 1910 Școală: Editura Șaraga Dimensiuni: L:13,7 cm; l:8,7cm Material: carton; tipărire; reproducere după fotografie sepia; | V: Principesa Elisabeta lângă o coloană de piatră a unui edificiu. Poartă o rochie de culoare deschisă, din borangic, și o pelerină din voal cu capișon. Părul este strâns la spate, iar in locul diademei principesa are prinsă de păr o podoabă sub formă de fluture. Celelalte bijuterii purtate sunt: un colier, la baza gâtului, și două brățări. În mâna stângă, ține un crin. În partea de sus a imaginii, următoarea mențiune tipărită: A.S.R. Prințesa Elisabeta. R: Carta Postală / Editura Șaraga, București (reproducția interzisă), Institutul Fotoglob București; ștampile, timbru prezente. | Muzeul Național Bran, Brașov       | Cimec    |
|      | Principesa Mărioara a României cu prilejul căsătoriei sale                                                                                                | Datare: 8 iunie 1922 Școală: Julietta Dimensiuni: L:13,3 cm; l:8,7cm Material: carton; tipărire; reproducere după fotografie sepia; | V: Principesa Mărioara, șezând, poartă pe cap un văl, fixat cu o diademă cu perle în partea superioară. Rochia are decolteu în V, realizat din caboșoane de dimensiuni diferite. De o parte și de alta a principesei se află două tinere, una dintre ele fiind Principesa Ileana a României, sora sa (în partea stângă a imaginii). În stânga principesei, se află un buchet mare de crini. Numele atelierului fotografic este tipărit în stânga imaginii: Julietta/Reproducția interzisă. | Muzeul Național Bran, Brașov       | Cimec    |
|      | Regina Maria a Regatului Sârbo-Croato-Sloven | Datare: 1923 Școală: Et. Lonyai Dimensiuni: L:13,7 cm; l:8,7cm Material: carton; tipărire; reproducere după fotografie sepia; | Principesa Mărioara, bust, semiprofil stânga. Are părul strâns la spate, o bentiță aurie pe frunte, la gât un colier de perle și poartă o rochie din voal de culoare închisă. Mențiune tipărită, în dreapta imaginii: Et. Lonyai, București, 923, N.-9. | Muzeul Național Bran, Brașov       | Cimec    |
|      | Montaj fotografic – Marea Unire | Datare: deceniul III al sec. XX Școală: românesc Dimensiuni: L:13,9 cm; l:9cm Material: carton; tipărire; reproducere după fotografii sepia și color. | Iustrata color are mai multe registre tematice. În partea de jos a imaginii, central, într-un medalion oval, apare portretul Regelui Ferdinand I Întregitorul, profil stânga, surmontat de coroana regală, realizată de Arsenalul Armatei Române pentru Regele Carol I. Portretul suveranului României Mari este încadrat de o Victorie, întruchipată de o femeie ținând mâna dreaptă pe un drapel, deasupra căruia este reprezentată stema regatului României. În partea opusă, se află o imagine cu Regina Maria, în costum de soră de caritate. Deasupra medalionului este reprodusă imaginea intrării în București a familiei regale a României: generalul Berthelot, Regele Ferdinand I și Regina Maria, Principele Nicolae. Apar portetele lui Mihai Viteazul, Vasile Alecsandri, harta României Mari, scena alegerii lui Alexandru Ioan Cuza (reproducere după Th. Aman), intrarea lui Mihai Viteazul în Alba Iulia etc. | Muzeul Național Bran, Brașov       | Cimec    |
|      | Principele Mihai | Datare: 1923 Școală: Julietta Dimensiuni: L:13,7 cm; l:8,6 cm Material: carton; tipărire; reproducere după fotografie alb-negru; | Principele Mihai, în picioare, se sprijină de o măsuță pe care se află o minge și o păpușă. În partea stângă a imaginii, jos: Julietta, 1923/203. | Muzeul Național Bran, Brașov       | Cimec    |
|      | Regina Maria cu fiii săi, principii Carol și Nicolae Autor: A. Brand                                                                                      | Datare: 1908 Școală: Edit. C. Sfetea Dimensiuni: L:13,5 cm; l:8,5 cm Material: carton; tipărire; reproducere după fotografie sepia; | V: Principesa Maria și copiii săi apar îmbrăcați într-o variantă adaptată a portului popular românesc, în natură. Principesa Maria poartă cămașă cu poale, fotă, bete, mintean, iar capul este acoperit cu un văl lung de culoare deschisă. În mâna stângă ține un fuior. De o parte și de alta a sa, stau principele Carol și principele Nicolae. Principesa Maria privește în jos spre Nicolae. Principii sunt costumați în ciobani, purtând următoarele piese vestimentare specifice: căciulă de blană, cămașă albă cu mâneci largi ,chimir, pantaloni din postav strânși pe picior, opinici. Ambii au în mână o bâtă de care se sprijină. În partea de sus a imaginii, este tipărită următoarea mențiune: A.A.LL.R.R. PRINCIPESA MARIA CU PRINȚUL CAROL ȘI NICOLAE. R:ROMANIA/Carte poștală/Colecția A. Brand, Sinaia/Reproducția interzisă; timbru cu efigia împăratului Franz Joseph, ștampilă prezentă. | Muzeul Național Bran, Brașov       | Cimec    |
|      | Regina Maria a României în doliu Autor: F. Mandy&E. Lonyai                                                                                                | Datare: deceniul II al sec. XX Școală: Edit. Socec & Co Dimensiuni: L:13,3 cm; l:8,6 cm Material: carton; tipărire; reproducere după fotografie sepia; | V: Regina Maria, semiprofil dreapta, în ținută de doliu. Este o fotografie de atelier cu fundal pictat. R:Carte postale/F. Mandy S-sor E. Lonyai/ Editura SOCEC & Co., An, București, (Reproducția strict interzisă). | Muzeul Național Bran, Brașov       | Cimec    |
|      | Principesa Ileana | Datare: 1929 Școală: Julietta Dimensiuni: L:13,8 cm; l:8,7 cm Material: carton; tipărire; reproducere după fotografie alb-negru; | V: Principesa Ileana, semiprofil dreapta, în uniforma de la Școala de Marină. Ține mâinile împreunate la piept. În partea de jos a imaginiii este ștanțat numele atelierului fotografic: Julietta. R: Agfa Photo. | Muzeul Național Bran, Brașov       | Cimec    |
|      | Principesa Ileana a României | Datare: deceniul III al sec. XX Școală: Julietta Dimensiuni: L:13,8 cm; l:8,9 cm Material: carton; tipărire; reproducere după fotografie alb-negru; | Principesa Ileana, în costum popular, în picioare într-o barcă, lângă un ponton.Ține cu ambele mâini o văslă. În barcă se află un câine. În colțul din dreapta jos al imaginii este ștanțat numele atelierului fotografic: Julietta. | Muzeul Național Bran, Brașov       | Cimec    |
|      | Principesa Ileana Autor: A. Brand | Datare: înc. deceniului II al sec. XX Școală: Edit. C. Sfetea Dimensiuni: L:13,5 cm; l:8,7 cm Material: carton; tipărire; reproducere după fotografie sepia; | V: Principesa Ileana, copil, în rochiță până la genunchi, cu mâneca trei sferturi. La gât are un lanț cu un medalion. Ține mâinile ridicate la piept. În partea de sus a imaginii: A.S.R. Prințesa Ileana, iar în partea de jos: 102 Edit. C. Sfetea, București, Colecția A. Brand/Reproducția interzisă. R: același mențiuni tipărite. | Muzeul Național Bran, Brașov       | Cimec    |
|      | Baghetă | Datare: 1/4 XX Dimensiuni: L: 420 mm Material: lemn, metal comun | Baghetă de dirijat din lemn de abanos cu capetele acoperite cu metal (cupru). I-a aparținut compozitorului dirijor Mureșianu Iacob (1857-1917). | Muzeul „Casa Mureșenilor”, Brașov  | Cimec    |
|      | Clește | Datare: Secolul al XVI-lea Școală: Atelier transilvănean Descoperit: jud. Brașov, Brașov Dimensiuni: Brațele de 60 cm Material: Fier forjat | Clește cu două brațe folosit în construcții pentru ridicarea și așezarea asizelor rectangulare din piatră. Brațele, în formă de seceră, cu două inele fixe, sunt îmbinate prin nituire mobilă în aproximativ cincimea superioară, ansamblul acționând ca o pârghie de gradul II. Trei inele mobile, de formă circulară, atașate de brațele cleștelui, legate între ele prin forjare la cald, realizează strângerea și posibilitatea ridicării și poziționării blocului din piatră. | Muzeul Județean de Istorie, Brașov | Cimec    |
|      | Scripete | Datare: Secolul al XVI - lea Școală: Atelier transilvănean Descoperit: jud. Brașov, Brașov Dimensiuni: L = 61 cm; l = 20 cm; h = 14 cm Material: Corp din bronz; inel de prindere și axe pentru role din oțel forjat | Scripete cu patru role, cu corpul din bronz, axele și inelul de prindere din fier. Pe ambele fețe este prezentă, în relief, stema familiei nobiliare și princiare transilvănene Bathori: trei colți de mistreț, surmontată de inițialele "CBGS"; la partea inferioară, inițialele "W.T.". Datată în anul 1581. Pe corpul piesei, inițialele "G.L". | Muzeul Județean de Istorie, Brașov | Cimec    |
|      | Carabină Autor: Werndl, L.; Holub, K. | Datare: Secolul al XIX-lea Școală: Osterreichische Waffenfabrik Gesellschaft in Steyr Descoperit: jud. Brașov, Brașov Dimensiuni: L.totală = 110cm; L.pat = 96,5cm; l.pat = 12cm; L.țeavă = 62cm; calibru = 14mm Material: Țeava din oțel forjat; pat din lemn; garnituri din oțel prelucrat                                | Carabină cu încărcare pe la culată. Pat din lemn. Țeava hexagonală la exterior. La baza țevii apar două poansoane cu vultur bicefal, "LW 3455", "St68" "6"; pe culată inscripționat "WERNDL" de două ori și "Uh"; pe platină - vultur bicefal și "858". Pe umărarul din metal: "X.L.V.D."; "7480"; "Z"; Vergea de încărcare; înălțător mobil și cătare fixă. Garnituri din oțel și garda trăgaciului de formă rotundă este atașată de pat prin intermediul unor prelungiri metalice. | Muzeul Județean de Istorie, Brașov | Cimec    |
|      | Carabină Autor: King, Nelson | Datare: Secolul al XIX-lea Școală: Winchester Repeating Arms Company Descoperit: jud. Brașov, Brașov Dimensiuni: L totală = 117cm; L țeavă = 67cm; L pat = 93cm; calibrul = 12 mm Material: Țeava din oțel; pat din lemn de nuc; garnituri din oțel; magazia de muniție cu exterior din bronz                               | Carabină Winchester cu repetiție și sistem de dare a focului cu percutor. Țeava tronconică lisă și cătare; lipsă înălțător. Pat din lemn de nuc cu garnituri din oțel și bronz. Magazie de muniție cu exterior din bronz și sistem de încărcare ce face corp comun cu garda trăgaciului. | Muzeul Județean de Istorie, Brașov | Cimec    |
|      | Pușcă cu capse Autor: Werndl, L.; Holub, K. | Datare: Secolul al XIX-lea Școală: Osterreichische Waffenfabrik Gesellschaft in Steyr Descoperit: jud. Brașov, Brașov Dimensiuni: L. Totală = 127cm; L.pat = 109,5cm; l.pat = 12,5cm, calibrul = 10mm Material: Țeava din oțel forjat; patul din lemn de nuc; garda trăgaciului din oțel turnat și prelucrat                | Pușcă cu capsă cu țeava tronconică lisă și încărcare pe la culată. Pe țeavă, înălțător reglabil, cătare fixă și două garnituri de atașare a curelei; la baza țevii apar inscrpționate: "OE WG" și "Wn 71". Pe culată apare inscripționată, prin gravare, cu literă cursivă "I" și o steluță. Pe platină în poanson un vultur bicefal de formă rotundă și "871". Pat cu uluc din lemn de nuc; pe pat este inscripționată litera "A", iar pe garnitura de umăr a patului este inscripția:"13.D.A.R." Lipsă baionetă și vergeaua de încărcare. | Muzeul Județean de Istorie, Brașov | Cimec    |
|      | Spadă | Datare: Secolul al XVIII-lea Școală: Atelier occidental Descoperit: jud. Brașov, Brașov Dimensiuni: L totală = 131,5cm; L lamă = 118,5cm Material: Lama din oțel; garda din bronz; mâner din lemn acoperit cu piele presată                                                                                                 | Spadă cu lama lungă, în secțiune triunghiulară și cu vârful pentru împungere. Garda curbată, terminată cu un buton sferic. Aripioare și braț urcător terminat, la rândul lui, cu un buton sferic. Mâner din lemn acoperit cu piele presată. Lipsă garnitură metalică de atașare a mânerului la limba lamei. | Muzeul Județean de Istorie, Brașov | Cimec    |
|      | Spadă | Datare: Secolul al XVIII-lea Școală: Atelier occidental Descoperit: jud. Brașov, Brașov Dimensiuni: L totală = 151 cm; L lamă = 138,5 cm Material: Lama din oțel damaschinat, gardă și garnituri din bronz; mâner din lemn acoperit cu piele                                                                                | Spadă cu lamă dreaptă, lungă, în secțiune triunghiulară, cu șanțuri mediane decorată prin damaschinare cu medalioane florale și fitomorfe stilizate situate în treimea superioară a lamei. Garda dreaptă, terminată mulurat, cu aripioare și braț urcător terminat curb către mâner. Mâner din lemn acoperit cu piele presată. Apărătoare mâner cu medalion cu monograma "C" și rozete circulare, bombate semisferic, de prindere a mânerului de lamă. Garnituri. | Muzeul Județean de Istorie, Brașov | Cimec    |
|      | Sabie de artilerie | Datare: Secolul al XIX-lea Școală: Atelier rusesc Descoperit: jud. Brașov, Brașov Dimensiuni: L totală = 100cm; L lamă = 87cm; L mâner = 13cm; L gardă = 15cm Material: Lama din oțel; mâner din lemn îmbrăcat în piele | Sabie cu lama curbă, șanț median, tăiș și vârf de împungere. Pe muchia netăioasă a lamei este inscripționat: "VLATOUSTI";" Septeabrio 1851". Pe talonul lamei apare inscripția:"H.S.6". Garda curbată și garnitura de atașare sunt din bronz turnat și prelucrat, terminată cu un buton circular, proeminent. Mâner din lemn îmbrăcat în piele, cu fir metalic răsucit. | Muzeul Județean de Istorie, Brașov | Cimec    |
|      | Carabină | Datare: Secolul al XVIII-lea Școală: Atelier occidental; Atelier turcesc Descoperit: jud. Brașov, Brașov Dimensiuni: L. totală = 104cm; L.pat = 65,5cm; l.pat = 12cm; diametru = 33cm Material: Țeava din oțel gravat; pat din lemn de nuc; aplicații din fildeș și metal gravat                                            | Carabină tromblon cu țeava bitronconică decorată prin gravare cu motive fitomorfe și florale stilizate. Mecanism de dare a focului cu cremene. Platinele și cocoșul de dare a focului decorate fitomorf și floral în volute, stilizat; lipsă bacul superior al cocoșului de dare a focului. Pe platină apare inscripția:" Rossi". Țeava are numai cătare și o singură garnitură de atașare a curelei; o garnitură lipsă și anume cea de fixare a baghetei de încărcare. Pat și uluc din lemn, de factură balcanică, cu aplicații din fildeș și metal, dispuse în aranjamente geometrice. Garniturile patului sunt festonate și decorate cu motive florale și vegetale în volute, stilizate. | Muzeul Județean de Istorie, Brașov | Cimec    |
|      | Carabină Autor: Werndl, L.; Holub, K. | Datare: Secolul al XIX-lea Școală: Osterreichische Waffenfabrik Gesellschaft in Steyr Descoperit: jud. Brașov, Brașov Dimensiuni: L. totală = 110cm; L. pat = 90,5cm; l. pat = 13cm; L. țeavă = 62cm; calibru = 13mm Material: Țeava din oțel forjat; patul din lemn de nuc; garda trăgaciului din oțel turnat și prelucrat | Carabină cu încărcare pe la culată și sistem de dare a focului cu capsă.Țeava tronconică lisă cu înălțător reglabil și cătare fixă. Pat și uluc din lemn de nuc, garnituri și vergea de încărcare. Pe platină, inscripția:" WERNDL", la baza țevii "OP", "St69" și pe garnitura de pat "37.Z; 275". Garda trăgaciului, de formă circulară, se atașează prin două prelungiri de pat. Lipsă cocoșul de dare a focului. | Muzeul Județean de Istorie, Brașov | Cimec    |
|      | Carabină | Datare: Secolul al-XIX -lea Școală: Atelier austriac Descoperit: jud. Brașov, Brașov Dimensiuni: L totală = 85cm; L țeavă = 47cm; calibru = 20mm Material: Țeava din oțel; pat și uluc din lemn de nuc; umărar din bronz | Carabină cu țeava tronconică lisă și mecanismul de darea focului cu cremene. Garda trăgaciului și garniturile din bronz turnat. La baza țevii, în poanson "S", "A" și "837". Pat și uluc din lemn de nuc; pe pat, în dreptul gărzii trăgaciului, în poanson "H" și "12". Pe garnitura de prindere a țevii este anul 1828. Platina în formă de S; pe platină și pe primul inel de atașare a țevii la uluc, o garnitură metalică de prindere a armei la oblâncul șeii. Cocoșul port-cremene are bacul superior lipsă. Umărar din bronz. | Muzeul Județean de Istorie, Brașov | Cimec    |
|      | Pușcă cu capse | Datare: Secolul al XIX-lea Școală: Manufacture Royale de St. Etienne Descoperit: jud. Brașov, Brașov Dimensiuni: L. totală = 146,5cm; L.pat = 136,5cm; l.pat = 10cm; L.țeavă = 109cm; calibru = 17mm Material: Țeava din oțel forjat; pat din lemn; garnituri din oțel prelucrat                                            | Pușcă cu capsă, cu țeava tronconică lisă, prevăzută cu cătare și înălțător fixe. Patul din lemn; vergea de încărcare. Marcă de atelier de lemnărie pe patul de umăr. Pe platină este inscripționat: "M re R le de St. Etienne"; M le 1840"; " 81". Garda trăgaciului, de formă circulară, este atașată de pat prin două prelungiri. | Muzeul Județean de Istorie, Brașov | Cimec    |
|      | Iacob Mureșianu Autor: Mureșianu, Traian | Datare: 1/2 XIX Dimensiuni: H: 750 mm Material: gips | Bust din gips vopsit în culoarea maro. Îl reprezintă pe Iacob Mureșianu (1812-1887) profesor, publicist și membru de onoare al Academiei Române. Bustul unui bărbat matur. Figură prelungă, frunte înaltă, mustață și barbă. Haină cu revere și cravată. Soclul este ciobit în față dreapta jos și în spate stânga jos. | Muzeul „Casa Mureșenilor”, Brașov  | Cimec    |
|      | Bust de femeie Autor: Mureșianu, Traian | Datare: 4/4 XIX Dimensiuni: H: 650 mm Material: gips | Bustul de gips alb, vopsit, reprezentând-o pe Mureșianu Sevastia (1860-1928), fiica lui Mureșianu Iacob. Bustul unei femei tinere cu părul strâns la spate. Sub bust-decor floral, o harpă și inscripția "Spre Souvenire 1890". Nesemnat. | Muzeul „Casa Mureșenilor”, Brașov  | Cimec    |
|      | Iuliu Mureșianu Autor: Pleșa, Carol | Datare: 1/2 XX Dimensiuni: H: 670 mm Material: gips | Bustul de gips, vopsit negru, reprezentându-l pe compozitorul Mureșianu Iuliu (1900-1956), fiul lui Mureșianu Iacob (1857-1917). Bustul unui bărbat matur. Păr scurt, haină cu revere și cămașă desfăcută la gât. | Muzeul „Casa Mureșenilor”, Brașov  | Cimec    |
|      | Fotoliu | Datare: 3/4 XIX Școală: Atelier central-european Dimensiuni: h: 950 mm, L: 700 mm, l: 670 mm Material: lemn tapițat | Fotoliu care a aparținut familiei Mureșianu (a doua jumătate a secolului al XIX-lea). Are spătarul plin, curbat. Are brațele tapisate și picioarele sculptate. Tapiseria este de culoare maro și acoperă întreg scheletul de lemn al fotoliului. Picioarele din față sunt prevăzute cu rotițe metalice. Picioarele sunt vopsite în culoarea neagră. Piciorul față stânga prezintă găuri de carii. | Muzeul „Casa Mureșenilor”, Brașov  | Cimec    |
|      | Fotoliu | Datare: 3/4 XIX Școală: Atelier central-european Dimensiuni: h: 950 mm, L: 700 mm, l: 670 mm Material: lemn, tapițat | Fotoliu care a aparținut familiei Mureșianu (a doua jumătate a secolului al XIX-lea). Are spătarul plin, curbat. Are brațele tapisate și picioarele sculptate. Tapiseria este de culoare maro și acoperă întreg scheletul de lemn al fotoliului. Picioarele din față sunt prevăzute cu rotițe metalice. Picioarele sunt vopsite în culoarea neagră. | Muzeul „Casa Mureșenilor”, Brașov  | Cimec    |
|      | Măsuță | Datare: 1/2 XIX Școală: Atelier central-european Dimensiuni: H: 750 mm, L: 970 mm, l: 550 mm Material: lemn furniruit | Măsuță consolă din nuc care a aparținut familiei Mureșianu (a doua jumătate a secolului al XIX-lea). Blatul este de formă semicirculară. În față, centru, se află un sertar de formă dreptunghiulară. Are două picioare curbate și sculptate din altă esență și un al treilea picior de sprijin, strunjit, de formă ascuțită. Furnirul tăbliei este pătat și sărit. Stilul în care se încadrează măsuța este Biedermeier. Starea de conservare este mediocră. | Muzeul „Casa Mureșenilor”, Brașov  | Cimec    |
|      | Cutie muzicală | Datare: 1/4 XX Școală: Phoenix Dimensiuni: H: 220 mm, L: 440 mm, l: 340 mm Material: lemn, metal | Cutie muzicală, a aparținut familiei Mureșianu (a doua jumătate a sec. al XIX-lea). Marca Phoenix. Mecanism cu burduf. Acționare manuală. Lemn negru vopsit și lăcuit. Lateral baluștri strunjiți. Funcționează cu discuri metalice așezate deasupra cutiei. Nefuncțională. Automatul este de formă paralelipipedică construit din lemn, în interior se găsesc foalele, supapele și anciile metalice. În partea dreaptă se găsește o manivelă ce acționeză mecanismul și rotirea discului. La rotirea discului perforațiile acestuia comandă deschiderea supapelor ce permit trecerea aerului comprimat din foale peste anciile metalice. Diametrul discului este de 310 mm. | Muzeul „Casa Mureșenilor”, Brașov  | Cimec    |
|      | Armoniu | Datare: 1/4 XX Școală: T. Kotykiewicz - P. Titz Nachfolger Dimensiuni: H: 970 mm, L: 540 mm. l: 1140 cm Material: lemn, metal, sidef. | Armoniu, negru, din lemn, i-a aparținut compozitorului Mureșianu Iacob. Marca: T. Kotykiewicz - P. Titz K.u.K. Hof-Harmonium-Fabrik. Mecanismul este funcțional, claviatura are 5 octave, iar clapele sunt din sidef. Lateral sunt doi baluștrii strunjiți. Armoniul este prevăzut cu două pedale, mecanismul are burduf din material textil, iar capacul o încuietoare nefuncțională. Deasupra claviaturii sunt 10 butoane pentru registre și efecte muzicale. Feroneria este din alamă. | Muzeul „Casa Mureșenilor”, Brașov  | Cimec    |
|      | Scrin | Datare: 1/2 sec. XIX Școală: atelier central-european Dimensiuni: H: 980 mm, L: 1300 mm, l: 630 mm Material: lemn, alamă | Scrin care a aparținut familiei Mureșenilor (mijlocul secolului al XIX-lea). Funcționalitatea sa era mixtă, în primul sertar putându-se depozita obiecte de mici dimensiuni. Scrinul are 4 sertare, primul din partea superioară fiind profilat în consolă. Primul sertar este prevăzut cu sertare (șase locașuri dispuse în forma literei U întors), și este mărginit cu grilaj metalic și sticlă pe ambele părți laterale. Celelalte sertare simple sunt prevăzute în zona încuietorilor cu feronerie din alamă și sunt puțin curbate. Picioarele sunt drepte. Feroneria lipsește complet la primul sertar și parțial la al doilea. Planșeta este zgâriată și crăpată. Lipsesc bucăți de furnir. | Muzeul „Casa Mureșenilor”, Brașov  | Cimec    |
|      | Dulap-bibliotecă | Datare: 3/4 XIX Școală: atelier central-european Dimensiuni: H: 1880 mm, L: 1260 mm, l: 410 mm Material: lemn, sticlă | Dulap care a aparținut familiei Mureșianu (a doua jumătate a secolului al XIX-lea). Dulapul tip bibliotecă a fost folosit în redacția "Gazetei Transilvaniei" în perioada când ziarul a fost în proprietatea familiei Mureșianu. Dulapul are trei rafturi detașabile, ușă dublă cu geamul original (sticlă nefinisată bine de secol XIX) și cu încuietoare metalică funcțională. În partea inferioară are un sertar. În partea superioară este o cornișă profilată, iar în lateral sunt cioplite caneluri. Furnirul este sărit și dezlipit pe alocuri. Lipsește o bucată din geamul ușii în partea dreaptă sus. | Muzeul „Casa Mureșenilor”, Brașov  | Cimec    |
|      | Casetă | Datare: 1/4 sec. XX Școală: atelier meșteșugăresc nedeterminat Dimensiuni: H: 50 mm, L: 105 mm, l: 750 mm Material: lemn lăcuit | Casetă care a aparținut familiei Mureșianu. Casetă în formă de cufăr, din lemn lăcuit maro cu decorații aplicate. Decorațiile sunt din lemn alb și alamă, cu decor floral. Are ferecătură, interiorul căptușit cu material textil mov parțial deteriorat. Obiectul a dobândit valoare de patrimoniu memorial prin apartenență. | Muzeul „Casa Mureșenilor”, Brașov  | Cimec    |
|      | Casetă | Datare: 1/4 sec. XX Școală: atelier meșteșugăresc nedeterminat Dimensiuni: H: 110 mm, L:220 mm, l: 140 mm Material: lemn | Caseta a aparținut familiei Mureșianu. Casetă dreptunghiulară din lemn furniruit și incizat cu motive vegetale. Capacul este profilat. Este susținută de patru picioare. | Muzeul „Casa Mureșenilor”, Brașov  | Cimec    |
|      | Vas | Datare: 1/4 XX Școală: atelier central-european Dimensiuni: H: 300 mm; diametru: 210 mm Material: alamă argintată | Vas decorativ din alamă argintată, decorat lateral cu protome. Registrul central incizat cu decor floral șI medalion central cu monograma AM. Pe partea din spate central este incizat anul 1915. Talpa și capacul au decor geometric în registre. Lipsește partea superioară a capacului. | Muzeul „Casa Mureșenilor”, Brașov  | Cimec    |
|      | Dima George | Datare: sec. XX Dimensiuni: î: 600 mm Material: gips | Bust din gips patinat reprezentându-l pe compozitorul George Dima (1847-1925). Sculptura reprezintă un cap de bărbat tânăr, oval prelung, mustață, barbă, păr scurt. Prezintă urme de culoare verde turcoaz. Obiectul a dobândit valoare de patrimoniu memorial prin apartenență. | Muzeul „Casa Mureșenilor”, Brașov  | Cimec    |
|      | Suport | Datare: 1/4 sec. XX Școală: atelier central-european Dimensiuni: hexagon D: 64 mm; h: 45 mm Material: cristal; lemn, inox | Suport din cristal care i-a aparținut compozitorului și dirijorului brașovean Dima Gheorghe (1847-1925). Suportul de formă hexagonală, este prevăzut cu 3 orificii ovale pentru tocuri și central un orificiu pătrat de dimensiuni mult mai mici. Marginile celor două fețe ale hexagonului sunt teșite. Din ansamblu fac parte și două tocuri negre din lemn prevăzute cu peniță inox. Tocurile au la capete modele sculptate și șlefuite. Obiectul a dobândit valoare de patrimoniu memorial prin apartenență. | Muzeul „Casa Mureșenilor”, Brașov  | Cimec    |
|      | Cunună | Datare: 1/4 XX Școală: atelier meșteșugăresc nedeterminat Dimensiuni: D: 200 mm, pânza tricoloră: L: 2340 mm, l: 130 mm Material: metal comun, textil | Cunună de laur din alamă, conferită lui George Dima cu ocazia concertelor susținute la Ateneul bucureștean. Inscripția incizată în partea centrală a fundei metalice: "Lui Gheorghe Dima 27 și 28 Oct. 1906" În partea superioară sunt inscripționate cuvintele: "Slăvitului Maestru și Apostol al cântecului românesc", iar în partea inferioară: "Corpul profesoral al Conservatorului din București". Este însoțită de o panglică tricoloră, ușor deteriorată. | Muzeul „Casa Mureșenilor”, Brașov  | Cimec    |
|      | Cunună | Datare: 4/4 XIX Școală: atelier meșteșugăresc nedeterminat Dimensiuni: d: 280 mm, pânza tricoloră: L: 2150 mm, l: 250 mm Material: metal comun, textil | Cunună de laur din alpaca și alamă, conferită lui George Dima în semn de mulțumire pentru sprijinul acordat copiilor săraci. Pe funda din alamă din partea inferioară este incizat textul :"Lui G. Dima Comitetul Domnilor 1895 Mai 22 Pentru Ajutorul Copiilor Săraci". Este însoțită de o panglică tricoloră, ușor deteriorată. | Muzeul „Casa Mureșenilor”, Brașov  | Cimec    |
|      | Baghetă | Datare: 1/4 XX Școală: atelier meșteșugăresc nedeterminat Dimensiuni: L: 385 mm Material: lemn argint | Bagheta i-a aparținut compozitorului Dima George (1847-1925). Baghetă din abanos cu capetele de argint decorat cu motive florale incizate și monogram G.D. Central inscripționat pe metal: "Corul de Doamne și Domni al bisericei române din Cluj 23. IV. 1921" | Muzeul „Casa Mureșenilor”, Brașov  | Cimec    |
|      | Baghetă | Datare: 1/4 sec. XX Școală: atelier meșteșugăresc nedeterminat Dimensiuni: L: 410 mm Material: lemn, metal | Baghetă care i-a aparținut compozitorului Dima George (1847-1925). Baghetă de dirijat din abanos cu capetele din metal incizat cu motive geometrice, având în medalion inscripția " Ghici H.N.P.C." | Muzeul „Casa Mureșenilor”, Brașov  | Cimec    |
|      | Baghetă | Datare: 3/4 XIX Școală: atelier meșteșugăresc nedeterminat Dimensiuni: L: 335 mm Material: lemn, metal | Baghetă care i-a aparținut compozitorului Dima George (1847-1925). Baghetă de dirijat din abanos cu capetele acoperite cu metal cizelat cu motive geometrice și inscripție în limba germană. Datat z. Fr. Eucl. 22/8.1885. Inscripție: "Herrn G. Dima Mediascher Musik verein" | Muzeul „Casa Mureșenilor”, Brașov  | Cimec    |
|      | Cunună | Datare: 1/4 XX Școală: atelier meșteșugăresc nedeterminat Dimensiuni: D: 260 mm Material: metal comun | Cunună de laur din alpaca și alamă conferită lui George Dima cu prilejul împlinirii a 40 de ani de activitate. Pe funda din alamă din partea inferioară este incizat textul: "Jubileul de 40 de ani / 1922/ Elevii Conservatorului" Câteva frunze din coroană sunt lipsă sau desprinse. | Muzeul „Casa Mureșenilor”, Brașov  | Cimec    |
|      | Tabacheră | Datare: 3/4 XIX Școală: atelier meșteșugăresc nedeterminat Dimensiuni: H: 20 mm, L: 94 mm, l: 80 mm, Material: argint | Tabacheră de argint care i-a aparținut compozitorului Mureșianu Iacob (1857-1917). Capacul este decorat cu două registre paralele în formă de bandă decorate prin emailare cu brâu curgător de culoare albastru-violet. Între cele două benzi este gravată monograma lui Iacob Mureșianu: I M Capacul este ușor profilat în zona deschizătorii. Titlu argint 400. | Muzeul „Casa Mureșenilor”, Brașov  | Cimec    |
|      | Tabacheră | Datare: 3/4 XIX Școală: atelier meșteșugăresc nedeterminat Dimensiuni: H: 10 mm, L: 85 mm, l: 75 mm Material: argint cu email negru | Tabacheră de argint care i-a aparținut compozitorului Mureșianu Iacob (1857-1917). Capacul este decorat cu motive vegetale și este ușor profilat în zona deschizătorii. Corpul tabacherei este din argint cu email negru în pătrățele mici. Obiectul a dobândit valoare de patrimoniu memorial prin apartenență. | Muzeul „Casa Mureșenilor”, Brașov  | Cimec    |
|      | Evantai | Datare: 3/4 XIX Școală: V.H. WERTHEIMER FACHER FABRIK WIEN Dimensiuni: L: 230 mm Material: fildeș, textil | Evantai pliabil care a aparținut Sevastiei Mureșianu (1824-1879), născută Nicolau, soția academicianului Mureșianu Iacob (1812-1887). Evantaiul are scheletul din fildeș traforat și incizii florale vopsite argintiu. Foaia este confecționată din tul și dantelă de culoare albă, cu motive florale și aplicații de paiete. Central foaia prezintă un medalion cu aplicații florale realizate din paiete. Fildeșul și tulul sunt parțial deteriorate. Cutia evantaiului este din carton și prezintă în interior monograma atelierului V.H. WERTHEIMER FACHER FABRIK WIEN OPERNRING 7. | Muzeul „Casa Mureșenilor”, Brașov  | Cimec    |
|      | Ochelari | Datare: 1/2 sec. XX Dimensiuni: lentilă - D: 40 mm, l: 130 mm Material: baga; sticlă | Ochelari bărbătești cu ramă din baga care au aparținut compozitorului Mureșianu Iuliu (1900-1956). Lentilele au formă ovală. | Muzeul „Casa Mureșenilor”, Brașov  | Cimec    |
|      | Ochelari | Datare: 1/2 sec. XX Dimensiuni: lentila - D: 40 mm, l: 110 mm Material: metal;sticlă;piele | Ochelari bărbătești din metal care au aparținut compozitorului Mureșianu Iuliu (1900-1956). Lentilele au formă rotundă. Tocul ochelarilor este din piele de culoare maro. | Muzeul „Casa Mureșenilor”, Brașov  | Cimec    |
|      | Ștampilă | Datare: 1/2 sec. XIX Școală: atelier transilvănean Dimensiuni: D: 38 mm, h: 70 mm Material: lemn; cauciuc | Ștampilă rotundă din lemn care a aparținut compozitorului Mureșianu Iuliu (1900-1956). În zona de aplicare a ștampilei sunt excizate următoarele: "ORCHESTRA SIMFONICĂ - Iacob Mureșanu -". În zona centrală a ștampilei este excizat un motiv decorativ reprezentând o liră, două trompete încrucișate și o vioară sub care scrie "TURDA". Pe mânerul ștampilei este aplicată o țintă pentru a indica poziția de aplicare corectă a ștampilei în pagină. | Muzeul „Casa Mureșenilor”, Brașov  | Cimec    |
|      | Ștampilă | Datare: 1/2 sec. XX Școală: atelier transilvănean Dimensiuni: D: 25 mm, h: 60 mm Material: lemn; cauciuc | Ștampilă rotundă care i-a aparținut compozitorului Iuliu Mureșianu (1900-1956). În zona de aplicare a ștampilei sunt excizate următoarele: "IULIU MUREȘIANU - profesor de muzică". Pe mânerul ștampilei este aplicată o țintă metalică pentru indicarea poziției corecte de aplicare în pagină. | Muzeul „Casa Mureșenilor”, Brașov  | Cimec    |
|      | Parafă | Datare: 1/2 sec. XX Școală: atelier transilvănean Dimensiuni: L: 60 mm, l: 20 mm, î: 70 mm Material: lemn; cauciuc | Ștampilă dreptunghiulară din lemn care i-a aparținut compozitorului Iuliu Mureșianu (1900-1956). Conține semnătura olografă a compozitorului. Zona de aplicare a ștampilei este sculptată în lemn, deteriorat. | Muzeul „Casa Mureșenilor”, Brașov  | Cimec    |
|      | Parafă | Datare: 4/4 sec. XIX Școală: atelier brașovean Dimensiuni: L: 24 mm, l: 18 mm, î: 68 mm Material: lemn; cauciuc | Parafă dreptunghiulară conținând monograma lui Aurel Mureșianu (1847-1909), redactor și proprietar al "Gazetei Transilvaniei" (1877-1909). În zona de aplicare a parafei sunt excizate caracterele: "A. M." | Muzeul „Casa Mureșenilor”, Brașov  | Cimec    |
|      | Evantai | Datare: 3/4 sec. XIX Dimensiuni: L: 270 mm Material: fildeș, pene, pânzâ | Evantai din fildeș cu pene. Fildeșul rupt la extremități, penele stricate. Evantai pliabil care a aparținut Sevastiei Mureșianu (1824-1879), născută Nicolau, soția academicianului Mureșianu Iacob (1812-1887). Evantaiul are scheletul din fildeș perforat și cu incizii geometrice. Foaia este din pene de struț aplicate pe un suport din pânză de culoare albă. Fildeșul și tulul sunt deteriorate pe margini. | Muzeul „Casa Mureșenilor”, Brașov  | Cimec    |
|      | Marsch Einzug der Gaste Tannhauser de Richard Wagner 1413                                                                                                 | Datare: 4/4 sec. XIX Școală: Fabrik Lochmannscher Musikwerte A.G. Dimensiuni: diametru: 400 mm Material: metal | Disc metalic muzical de tip Symphonion, care face parte din colecția familiei Mureșenilor. Discul putea fi redat pe cutiile muzicale tip Symphonion. Central are imprimat textul: "Marsch Einzug der Gaste Tannhauser de Richard Wagner 1413". Discul prezintă mici proeminențe în dreptul perforațiilor pe verso și este decorat pe margine prin perforare. | Muzeul „Casa Mureșenilor”, Brașov  | Cimec    |
|      | Mignon chanson/Mignon song. 1096 | Datare: 4/4 sec. XIX Școală: Fabrik Lochmannscher Musikwerte A.G. Dimensiuni: D: 400 mm Material: metal | Disc metalic muzical de tip Symphonion, care face parte din colecția familiei Mureșenilor. Discul putea fi redat pe cutiile muzicale tip Symphonion. Central are imprimat textul: "Mignon chanson Mignon song 1096". Discul prezintă mici proeminențe în dreptul perforațiilor pe verso și este decorat pe margine prin perforare. | Muzeul „Casa Mureșenilor”, Brașov  | Cimec    |
|      | O du frohliche, o du selige O sanctissima Christmas song 1029                                                                                             | Datare: 4/4 sec. XIX Școală: Fabrik Lochmannscher Musikwerte A.G. Dimensiuni: D: 400 mm Material: metal | Disc metalic muzical de tip Symphonion, care face parte din colecția familiei Mureșenilor. Discul putea fi redat pe cutiile muzicale tip Symphonion. Central are imprimat textul: "O du frohliche, o du selige O sanctissima Christmas song 1029". Discul prezintă mici proeminențe în dreptul perforațiilor pe verso și este decorat pe margine prin perforare. | Muzeul „Casa Mureșenilor”, Brașov  | Cimec    |
|      | Still ruht der See Lied de Heinrich Efeil 1463 | Datare: 4/4 sec. XIX Școală: Fabrik Lochmannscher Musikwerte A.G. Dimensiuni: D: 400 mm Material: metal | Disc metalic muzical de tip Symphonion, care face parte din colecția familiei Mureșenilor. Discul putea fi redat pe cutiile muzicale tip Symphonion. Central are imprimat textul: "Still ruht der See Lied de Heinrich Efeil 1463". Discul prezintă mici proeminențe în dreptul perforațiilor pe verso și este decorat pe margine prin perforare. | Muzeul „Casa Mureșenilor”, Brașov  | Cimec    |
|      | Der Lindenbaum Lied de Schubert 1032 | Datare: 4/4 sec. XIX Școală: Fabrik Lochmannscher Musikwerte A.G. Dimensiuni: diametru: 400 mm Material: metal | Disc metalic muzical de tip Symphonion, care face parte din colecția familiei Mureșenilor. Discul putea fi redat pe cutiile muzicale tip Symphonion. Central are imprimat textul: "Der Lindenbaum Lied de Schubert 1032". Discul prezintă mici proeminențe în dreptul perforațiilor pe verso și este decorat pe margine prin perforare. | Muzeul „Casa Mureșenilor”, Brașov  | Cimec    |
|      | Home, sweet home, popular song 1381 | Datare: 4/4 sec. XIX Școală: Fabrik Lochmannscher Musikwerte A.G. Dimensiuni: D: 400 mm Material: metal | Disc metalic muzical de tip Symphonion, care face parte din colecția familiei Mureșenilor. Discul putea fi redat pe cutiile muzicale tip Symphonion. Central are imprimat textul: "Home, sweet home, popular song 1381". Discul prezintă mici proeminențe în dreptul perforațiilor pe verso și este decorat pe margine prin perforare. | Muzeul „Casa Mureșenilor”, Brașov  | Cimec    |
|      | Auf der Alm Lied, Tyrolese - song 1409 | Datare: 4/4 sec. XIX Școală: Fabrik Lochmannscher Musikwerte A.G. Dimensiuni: D: 400 mm Material: metalic | Disc metalic muzical de tip Symphonion, care face parte din colecția familiei Mureșenilor. Discul putea fi redat pe cutiile muzicale tip Symphonion. Central are imprimat textul: "Auf der Alm Lied, Tyrolese - song 1409". Discul prezintă mici proeminențe în dreptul perforațiilor pe verso și este decorat pe margine prin perforare. | Muzeul „Casa Mureșenilor”, Brașov  | Cimec    |
|      | Der Obertsteiger Lied Sei nicht bos de Carl Zeller 1330                                                                                                   | Datare: 4/4 sec. XIX Școală: Fabrik Lochmannscher Musikwerte A.G. Dimensiuni: D: 400 mm Material: metal | Disc metalic muzical de tip Symphonion, care face parte din colecția familiei Mureșenilor. Discul putea fi redat pe cutiile muzicale tip Symphonion. Central are imprimat textul: "Der Obertsteiger Lied Sei nicht bos de Carl Zeller 1330". Discul prezintă mici proeminențe în dreptul perforațiilor pe verso și este decorat pe margine prin perforare. | Muzeul „Casa Mureșenilor”, Brașov  | Cimec    |
|      | Freischutz Gebet Leise, leise Weber 1037 | Datare: 4/4 sec. XIX Școală: Fabrik Lochmannscher Musikwerte A.G. Dimensiuni: D: 400 mm Material: metal | Disc metalic muzical de tip Symphonion, care face parte din colecția familiei Mureșenilor. Discul putea fi redat pe cutiile muzicale tip Symphonion. Central are imprimat textul: "Freischutz Gebet Leise, leise Weber 1037". Discul prezintă mici proeminențe în dreptul perforațiilor pe verso și este decorat pe margine prin perforare. | Muzeul „Casa Mureșenilor”, Brașov  | Cimec    |
|      | Ich weiss ein Herz, fur das ich bote Lied Radominsky 1961                                                                                                 | Datare: 4/4 sec. XIX Școală: Fabrik Lochmannscher Musikwerte A.G. Dimensiuni: D: 400 mm Material: metal | Disc metalic muzical de tip Symphonion, care face parte din colecția familiei Mureșenilor. Discul putea fi redat pe cutiile muzicale tip Symphonion. Central are imprimat textul: "Ich weiss ein Herz, fur das ich bote Lied Radominsky 1961". Discul prezintă mici proeminențe în dreptul perforațiilor pe verso și este decorat pe margine prin perforare. | Muzeul „Casa Mureșenilor”, Brașov  | Cimec    |
|      | O schone Zeit, o sel'ge Zeit Lied de Carl Gotze 1474 | Datare: 4/4 sec. XIX Școală: Fabrik Lochmannscher Musikwerte A.G. Dimensiuni: D: 400 mm Material: metal | Disc metalic muzical de tip Symphonion, care face parte din colecția familiei Mureșenilor. Discul putea fi redat pe cutiile muzicale tip Symphonion. Central are imprimat textul: "O schone Zeit, o sel'ge Zeit Lied de Carl Gotze 1474". Discul prezintă mici proeminențe în dreptul perforațiilor pe verso și este decorat pe margine prin perforare. | Muzeul „Casa Mureșenilor”, Brașov  | Cimec    |
|      | Ich bete an die Macht der Liebe, Rugăciune de Bortnianski 1006                                                                                            | Datare: 4/4 sec. XIX Școală: Fabrik Lochmannscher Musikwerte A.G. Dimensiuni: D: 400 mm Material: metal | Disc metalic muzical de tip Symphonion, care face parte din colecția familiei Mureșenilor. Discul putea fi redat pe cutiile muzicale tip Symphonion. Central are imprimat textul: "Ich bete an die Macht der Liebe", Rugăciune de Bortnianski 1006". Discul prezintă mici proeminențe în dreptul perforațiilor pe verso și este decorat pe margine prin perforare. | Muzeul „Casa Mureșenilor”, Brașov  | Cimec    |
|      | Blumenlied Lange 1002 | Datare: 4/4 sec. XIX Școală: Fabrik Lochmannscher Musikwerte A.G. Dimensiuni: D: 400 mm Material: metal | Disc metalic muzical de tip Symphonion, care face parte din colecția familiei Mureșenilor. Discul putea fi redat pe cutiile muzicale tip Symphonion. Central are imprimat textul: "Blumenlied Lange 1002". Discul prezintă mici proeminențe în dreptul perforațiilor pe verso și este decorat pe margine prin perforare. | Muzeul „Casa Mureșenilor”, Brașov  | Cimec    |
|      | Martha Quintett Mag der Himmel de Fr. Flotow 1022 | Datare: 4/4 sec. XIX Școală: Fabrik Lochmannscher Musikwerte A.G. Dimensiuni: D: 400 mm Material: metal | Disc metalic muzical de tip Symphonion, care face parte din colecția familiei Mureșenilor. Discul putea fi redat pe cutiile muzicale tip Symphonion. Central are imprimat textul: "Martha Quintett Mag der Himmel de Fr. Flotow 1022". Discul prezintă mici proeminențe în dreptul perforațiilor pe verso și este decorat pe margine prin perforare. | Muzeul „Casa Mureșenilor”, Brașov  | Cimec    |
|      | Czar und Zimmermann 1456 | Datare: 4/4 sec. XIX Școală: Fabrik Lochmannscher Musikwerte A.G. Dimensiuni: D: 400 mm Material: metal | Disc metalic muzical de tip Symphonion, care face parte din colecția familiei Mureșenilor. Discul putea fi redat pe cutiile muzicale tip Symphonion. Central are imprimat textul: "Czar und Zimmermann 1456". Discul prezintă mici proeminențe în dreptul perforațiilor pe verso și este decorat pe margine prin perforare. | Muzeul „Casa Mureșenilor”, Brașov  | Cimec    |
|      | Ihr Kinderlein Kommet, Weihnachtslied 1289 | Datare: 4/4 sec. XIX Școală: Fabrik Lochmannscher Musikwerte A.G. Dimensiuni: D: 400 mm Material: metal | Disc metalic muzical de tip Symphonion, care face parte din colecția familiei Mureșenilor. Discul putea fi redat pe cutiile muzicale tip Symphonion. Central are imprimat textul: "Ihr Kinderlein Kommet, Weihnachtslied 1289". Discul prezintă mici proeminențe în dreptul perforațiilor pe verso și este decorat pe margine prin perforare. | Muzeul „Casa Mureșenilor”, Brașov  | Cimec    |
|      | Die Dollarprinzessin Dollar Walzer 195 | Datare: 4/4 sec. XIX Școală: Fabrik Lochmannscher Musikwerte A.G. Dimensiuni: D: 400 mm Material: metal | Disc metalic muzical de tip Symphonion, care face parte din colecția familiei Mureșenilor. Discul putea fi redat pe cutiile muzicale tip Symphonion. Central are imprimat textul: "Die Dollarprinzessin Dollar Walzer 195". Discul prezintă mici proeminențe în dreptul perforațiilor pe verso și este decorat pe margine prin perforare. | Muzeul „Casa Mureșenilor”, Brașov  | Cimec    |
|      | Lobe den herren Choral, de IOACHIM NHANBER Hymn 1035 | Datare: 4/4 sec. XIX Școală: Fabrik Lochmannscher Musikwerte A.G. Dimensiuni: D: 400 mm Material: metal | Disc metalic muzical de tip Symphonion, care face parte din colecția familiei Mureșenilor. Discul putea fi redat pe cutiile muzicale tip Symphonion. Central are imprimat textul: "Lobe den herren Choral, de IOACHIM NHANBER Hymn 1035". Discul prezintă mici proeminențe în dreptul perforațiilor pe verso și este decorat pe margine prin perforare. | Muzeul „Casa Mureșenilor”, Brașov  | Cimec    |
|      | Die Puppenfee Ballet Walzer, de Jos. Bayer, 1077 | Datare: 4/4 sec. XIX Școală: Fabrik Lochmannscher Musikwerte A.G. Dimensiuni: D: 400 mm Material: metal | Disc metalic muzical de tip Symphonion, care face parte din colecția familiei Mureșenilor. Discul putea fi redat pe cutiile muzicale tip Symphonion. Central are imprimat textul: "Die Puppenfee Ballet Walzer, de Jos. Bayer, 1077". Discul prezintă mici proeminențe în dreptul perforațiilor pe verso și este decorat pe margine prin perforare. | Muzeul „Casa Mureșenilor”, Brașov  | Cimec    |
|      | Weisst du Muatterl was I traumt hab !, chanson popul. Viennoise, Vienna popul.song A. Katschera 1592                                                      | Datare: 4/4 sec. XIX Școală: Fabrik Lochmannscher Musikwerte A.G. Dimensiuni: D: 400 mm Material: metal | Disc metalic muzical de tip Symphonion, care face parte din colecția familiei Mureșenilor. Discul putea fi redat pe cutiile muzicale tip Symphonion. Central are imprimat textul: "Weisst du Muatterl was I traumt hab !, chanson popul. Viennoise, Vienna popul.song A. Katschera 1592". Discul prezintă mici proeminențe în dreptul perforațiilor pe verso și este decorat pe margine prin perforare. | Muzeul „Casa Mureșenilor”, Brașov  | Cimec    |
|      | Deutsches Flagenlied de Richard Thiele 101 2 | Datare: 4/4 sec. XIX Școală: Fabrik Lochmannscher Musikwerte A.G. Dimensiuni: D: 400 mm Material: metal | Disc metalic muzical de tip Symphonion, care face parte din colecția familiei Mureșenilor. Discul putea fi redat pe cutiile muzicale tip Symphonion. Central are imprimat textul: "Deutsches Flagenlied de Richard Thiele 101 2". Discul prezintă mici proeminențe în dreptul perforațiilor pe verso și este decorat pe margine prin perforare. | Muzeul „Casa Mureșenilor”, Brașov  | Cimec    |
|      | Sei gegrusst du mein schones Sorrent, Lied, Waldmann, 10403                                                                                               | Datare: 4/4 sec. XIX Școală: Fabrik Lochmannscher Musikwerte A.G. Dimensiuni: D: 400 mm Material: metal | Disc metalic muzical de tip Symphonion, care face parte din colecția familiei Mureșenilor. Discul putea fi redat pe cutiile muzicale tip Symphonion. Central are imprimat textul: "Sei gegrusst du mein schones Sorrent, Lied, Waldmann, 10403". Discul prezintă mici proeminențe în dreptul perforațiilor pe verso și este decorat pe margine prin perforare. | Muzeul „Casa Mureșenilor”, Brașov  | Cimec    |
|      | Des Sommers letzte Rose, chanson irlandaise, The last rose of summer, Irish song, Irisches Volks 1031                                                     | Datare: 4/4 sec. XIX Școală: Fabrik Lochmannscher Musikwerte A.G. Dimensiuni: D: 400 mm Material: metal | Disc metalic muzical de tip Symphonion, care face parte din colecția familiei Mureșenilor. Discul putea fi redat pe cutiile muzicale tip Symphonion. Central are imprimat textul: "Des Sommers letzte Rose, chanson irlandaise, The last rose of summer, Irish song, Irisches Volks 1031". Discul prezintă mici proeminențe în dreptul perforațiilor pe verso și este decorat pe margine prin perforare. | Muzeul „Casa Mureșenilor”, Brașov  | Cimec    |
|      | Die Muhle im Schwarzwald, Le moulin de la Foret-noire, The mill in the Black Forest, Made in Leipzig, IDYLLE Rich Eilenberg 1157                          | Datare: 4/4 sec. XIX Școală: Fabrik Lochmannscher Musikwerte A.G. Dimensiuni: D: 400 mm Material: metal | Disc metalic muzical de tip Symphonion, care face parte din colecția familiei Mureșenilor. Discul putea fi redat pe cutiile muzicale tip Symphonion. Central are imprimat textul: "Die Muhle im Schwarzwald, Le moulin de la Foret-noire, The mill in the Black Forest, Made in Leipzig, IDYLLE Rich Eilenberg 1157". Discul prezintă mici proeminențe în dreptul perforațiilor pe verso și este decorat pe margine prin perforare. | Muzeul „Casa Mureșenilor”, Brașov  | Cimec    |
|      | Hymn 1034 Nun denket alle Gott Choral, Martin […] | Datare: 4/4 sec. XIX Școală: Fabrik Lochmannscher Musikwerte A.G. Dimensiuni: D: 400 mm Material: metal | Disc metalic muzical de tip Symphonion, care face parte din colecția familiei Mureșenilor. Discul putea fi redat pe cutiile muzicale tip Symphonion. Central are imprimat textul: "Cantinue Hymn 1034 Nun denket alle Gott Choral, Martin ... indescifrabil". Discul prezintă mici proeminențe în dreptul perforațiilor pe verso și este decorat pe margine prin perforare. | Muzeul „Casa Mureșenilor”, Brașov  | Cimec    |
|      | Wir winden Dir den Jungfernkranz, Lied aus Freischutz, Chanson song, C.M. Weber 1742                                                                      | Datare: 4/4 sec. XIX Școală: Fabrik Lochmannscher Musikwerte A.G. Dimensiuni: D: 400 mm Material: metal | Disc metalic muzical de tip Symphonion, care face parte din colecția familiei Mureșenilor. Discul putea fi redat pe cutiile muzicale tip Symphonion. Central are imprimat textul: "Wir winden Dir den Jungfernkranz, Lied aus Freischutz, Chanson song, C.M. Weber 1742". Discul prezintă mici proeminențe în dreptul perforațiilor pe verso și este decorat pe margine prin perforare. | Muzeul „Casa Mureșenilor”, Brașov  | Cimec    |
|      | No 4051 Lasă me să te sarut arangiat de A.L.Patin, Phoenix Br.s.g.d.g. Patent Commencement Anfang                                                         | Datare: 4/4 sec. XIX Școală: Phoenix. Br.s.g.d.g Dimensiuni: D exterior: 310 mm; D. interior: 160 mm Material: metal | Disc metalic muzical de tip organetă, care face parte din colecția familiei Mureșenilor. Discul de formă circulară cu zona centrală decupată în formă de cerc putea fi redat pe cutiile muzicale tip organetă. Central are ștanțat textul: "No 4051 Lasă me să te sarut arangiat de A.L.Patin, Phoenix Br.s.g.d.g. Patent Commencement Anfang". | Muzeul „Casa Mureșenilor”, Brașov  | Cimec    |
|      | No 40 41 Hora Drăguliței arangiat de A.L. Patin, Phoenix Br.s.g.d.g. Patent Commencement Anfang                                                           | Datare: 4/4 sec. XIX Școală: Phoenix. Br.s.g.d.g Dimensiuni: D ext. 310 mm; D int. 160 mm Material: metal | Disc metalic muzical de tip organetă, care face parte din colecția familiei Mureșenilor. Discul de formă circulară cu zona centrală decupată în formă de cerc putea fi redat pe cutiile muzicale tip organetă. Central are ștanțat textul: "No 40 41 Hora Drăguliței arangiat de A.L. Patin, Phoenix Br.s.g.d.g. Patent Commencement Anfang". | Muzeul „Casa Mureșenilor”, Brașov  | Cimec    |
|      | No 368 Ca la Breaza II Rum Tanz arangiat de A.L. Patin, Phoenix Br.s.g.d.g. Patent Commencement Anfang                                                    | Datare: 4/4 sec. XIX Școală: Phoenix. Br.s.g.d.g Dimensiuni: D ext. 310 mm, D int. 160 mm Material: metal | Disc metalic muzical de tip organetă, care face parte din colecția familiei Mureșenilor. Discul de formă circulară cu zona centrală decupată în formă de cerc putea fi redat pe cutiile muzicale tip organetă. Central are ștanțat textul: "No 368 Ca la Breaza II Rum Tanz arangiat de A.L. Patin, Phoenix Br.s.g.d.g. Patent Commencement Anfang". | Muzeul „Casa Mureșenilor”, Brașov  | Cimec    |
|      | No 4654 Noi Tarani arangiat de A. L. Patin Phoenix. Br.s.g.d.g. Patent Commencement Anfang                                                                | Datare: 4/4 sec. XIX Școală: Phoenix. Br.s.g.d.g Dimensiuni: D ext. 310 mm; D int. 160 mm Material: metalic | Disc metalic muzical de tip organetă, care face parte din colecția familiei Mureșenilor. Discul de formă circulară ,cu zona centrală decupată în formă de cerc, putea fi redat pe cutiile muzicale tip organetă. Central are ștanțat textul: "No 4654 Noi Tarani arangiat de A. L. Patin Phoenix. Br.s.g.d.g. Patent Commencement Anfang". | Muzeul „Casa Mureșenilor”, Brașov  | Cimec    |
|      | No 373 Romanul Ruman Tanz Phoenix Br.s.g.d.g. Patent Commencement Anfang                                                                                  | Datare: 4/4 sec. XIX Școală: Phoenix. Br.s.g.d.g Dimensiuni: D ext. 310 mm; D int. 160 mm Material: metal | Disc metalic muzical de tip organetă, care face parte din colecția familiei Mureșenilor. Discul de formă circulară cu zona centrală decupată în formă de cerc putea fi redat pe cutiile muzicale tip organetă. Central are ștanțat textul: "No 373 Romanul Ruman Tanz Phoenix Br.s.g.d.g. Patent Commencement Anfang". | Muzeul „Casa Mureșenilor”, Brașov  | Cimec    |
|      | No 4049 Sîrba Popilor arangiat de A.L. Patin, Phoenix. Br.s.g.d.g. Patent Commencement Anfang                                                             | Datare: 4/4 sec. XIX Școală: Phoenix. Br.s.g.d.g Dimensiuni: D ext. 370 mm; D int.220 mm Material: metal | Disc metalic muzical de tip organetă, care face parte din colecția familiei Mureșenilor. Discul de formă circulară, cu zona centrală decupată în formă de cerc, putea fi redat pe cutiile muzicale tip organetă. Central are ștanțat textul: "No 4049 Sîrba Popilor arangiat de A.L. Patin, Phoenix. Br.s.g.d.g. Patent Commencement Anfang". | Muzeul „Casa Mureșenilor”, Brașov  | Cimec    |
|      | No 4097 Serba Maicelor arangiat de A.L. Patin, Phoenix Br.s.g.d.g. Patent Commencement Anfang                                                             | Datare: 4/4 sec. XIX Școală: Phoenix. Br.s.g.d.g Dimensiuni: D ext. 370 mm; D int. 220 mm Material: metal | Disc metalic muzical de tip organetă, care face parte din colecția familiei Mureșenilor. Discul de formă circulară cu zona centrală decupată în formă de cerc putea fi redat pe cutiile muzicale tip organetă. Central are ștanțat textul: "No 4097 Serba Maicelor arangiat de A.L. Patin, Phoenix Br.s.g.d.g. Patent Commencement Anfang". | Muzeul „Casa Mureșenilor”, Brașov  | Cimec    |
|      | No. 4059 Hora Popilor de A.L. Patin Phoenix Br.s.g.d.g. Patent Commencement Anfang                                                                        | Datare: 4/4 sec. XIX Școală: Phoenix. Br.s.g.d.g Dimensiuni: D ext. 330 mm; D int. 190 mm Material: metal | Disc metalic muzical de tip organetă, care face parte din colecția familiei Mureșenilor. Discul de formă circulară cu zona centrală decupată în formă de cerc putea fi redat pe cutiile muzicale tip organetă. Central are ștanțat textul: "No. 4059 Hora Popilor de A.L. Patin Phoenix Br.s.g.d.g. Patent Commencement Anfang". | Muzeul „Casa Mureșenilor”, Brașov  | Cimec    |
|      | No. 611 IThI Suspinul Walzer v. J. Ivanovici 611 Phoenix Br.s.g.d.g. Patent Commencement Anfang                                                           | Datare: 4/4 sec. XIX Școală: Phoenix. Br.s.g.d.g Dimensiuni: D ext. 335 mm; D int. 185 mm Material: metal | Disc metalic muzical de tip organetă, care face parte din colecția familiei Mureșenilor. Discul de formă circulară cu zona centrală decupată în formă de cerc putea fi redat pe cutiile muzicale tip organetă. Central are ștanțat textul: "No. 611 IThI Suspinul Walzer v. J. Ivanovici 611 Phoenix Br.s.g.d.g. Patent Commencement Anfang". | Muzeul „Casa Mureșenilor”, Brașov  | Cimec    |
|      | No 1493 O theure Margarethe v. L. Kuhn, Phoenix Br.s.g.d.g. Patent Commencement Anfang                                                                    | Datare: 4/4 sec. XIX Școală: Phoenix. Br.s.g.d.g Dimensiuni: D ext. 310 mm; D int. 165 mm Material: metal | Disc metalic muzical de tip organetă, care face parte din colecția familiei Mureșenilor. Discul de formă circulară cu zona centrală decupată în formă de cerc putea fi redat pe cutiile muzicale tip organetă. Central are ștanțat textul: "No 1493 O theure Margarethe v. L. Kuhn, Phoenix Br.s.g.d.g. Patent Commencement Anfang". | Muzeul „Casa Mureșenilor”, Brașov  | Cimec    |
|      | No 4096 Civciria arangiat de A.L.Patin Phoenix Br.s.g.d.g. Patent Commencement Anfang                                                                     | Datare: 4/4 sec. XIX Școală: Phoenix. Br.s.g.d.g Dimensiuni: D ext. 310 mm; D int. 160 mm Material: metal | Disc metalic muzical de tip organetă, care face parte din colecția familiei Mureșenilor. Discul de formă circulară cu zona centrală decupată în formă de cerc putea fi redat pe cutiile muzicale tip organetă. Central are ștanțat textul: "No 4096 Civciria arangiat de A.L.Patin Phoenix Br.s.g.d.g. Patent Commencement Anfang". | Muzeul „Casa Mureșenilor”, Brașov  | Cimec    |
|      | No 4052 Jssa, Jssa Tarancuța, arangiat de A.L. Patin. Phoenix Br.s.g.d.g. Patent Commencement Anfang                                                      | Datare: 4/4 sec. XIX Școală: Phoenix. Br.s.g.d.g Dimensiuni: D ext. 370 mm; D int. 220 mm Material: metal | Disc metalic muzical de tip organetă, care face parte din colecția familiei Mureșenilor. Discul de formă circulară cu zona centrală decupată în formă de cerc putea fi redat pe cutiile muzicale tip organetă. Central are ștanțat textul: "No 4052 Jssa, Jssa Tarancuța, arangiat de A.L. Patin. Phoenix Br.s.g.d.g. Patent Commencement Anfang". | Muzeul „Casa Mureșenilor”, Brașov  | Cimec    |
|      | No 490 Der Libesbrief Polka v. Ziehrer Phoenix Br.s.g.d.g. Patent Commencement Anfang                                                                     | Datare: 4/4 sec. XIX Școală: Phoenix. Br.s.g.d.g Dimensiuni: D ext. 370 mm; D int. 220 mm Material: metal | Disc metalic muzical de tip organetă, care face parte din colecția familiei Mureșenilor. Discul de formă circulară cu zona centrală decupată în formă de cerc putea fi redat pe cutiile muzicale tip organetă. Central are ștanțat textul: "No 490 Der Libesbrief Polka v. Ziehrer Phoenix Br.s.g.d.g. Patent Commencement Anfang". | Muzeul „Casa Mureșenilor”, Brașov  | Cimec    |
|      | No 1513 Sinaia Hora Phoenix Br.s.g.d.g. Patent Commencement Anfang                                                                                        | Datare: 4/4 sec. XIX Școală: Phoenix. Br.s.g.d.g Dimensiuni: D ext. 370 mm; D int. 220 mm Material: metal | Disc metalic muzical de tip organetă, care face parte din colecția familiei Mureșenilor. Discul de formă circulară cu zona centrală decupată în formă de cerc putea fi redat pe cutiile muzicale tip organetă. Central are ștanțat textul: "No 1513 Sinaia Hora Phoenix Br.s.g.d.g. Patent Commencement Anfang". | Muzeul „Casa Mureșenilor”, Brașov  | Cimec    |
|      | Les lutins travailleurs The midgets 7050 Die Heinzelmann Characterstuck Eilenberg                                                                         | Datare: 4/4 sec. XIX Școală: Fabrik Lochmannscher Musikwerte A.G. Dimensiuni: D: 190 mm Material: metal | Disc metalic muzical de tip Symphonion, care face parte din colecția familiei Mureșenilor. Discul putea fi redat pe cutiile muzicale tip Symphonion. Central are imprimat textul: "Les lutins travailleurs The midgets 7050 Die Heinzelmann Characterstuck Eilenberg". Discul prezintă mici proeminențe în dreptul perforațiilor pe verso și este ștanțat de jur împrejur în formă de roată zimțată. | Muzeul „Casa Mureșenilor”, Brașov  | Cimec    |
|      | No 4008 LENZINDEN MUSIKWEKE PHONNIX Phoenix. Br.s.g.d.g. Patent Commencement Anfang                                                                       | Datare: 4/4 sec. XIX Școală: Phoenix. Br.s.g.d.g Dimensiuni: D ext. 310 mm; D int. 160 mm Material: metal | Disc metalic muzical de tip organetă, care face parte din colecția familiei Mureșenilor. Discul de formă circulară cu zona centrală decupată în formă de cerc putea fi redat pe cutiile muzicale tip organetă. Central are ștanțat textul: "No 4008 LENZINDEN MUSIKWEKE PHONNIX Phoenix. Br.s.g.d.g. Patent Commencement Anfang". | Muzeul „Casa Mureșenilor”, Brașov  | Cimec    |
|      | Walzer Margaretha | Datare: 4/4 sec. XIX Școală: Fabrik Lochmannscher Musikwerte A.G. Dimensiuni: D: 190 mm Material: metal | Disc metalic muzical de tip Symphonion, care face parte din colecția familiei Mureșenilor. Discul putea fi redat pe cutiile muzicale tip Symphonion. Central are imprimat textul: "Walzer Margaretha" 7018. Discul prezintă mici proeminențe în dreptul perforațiilor pe verso și este ștanțat de jur împrejur în formă de roată zimțată. | Muzeul „Casa Mureșenilor”, Brașov  | Cimec    |
|      | Donau Wellen Walz de Ivanovici 7209 | Datare: 4/4 sec. XIX Școală: Fabrik Lochmannscher Musikwerte A.G. Dimensiuni: D: 190 mm Material: metal | Disc metalic muzical de tip Symphonion, care face parte din colecția familiei Mureșenilor. Discul putea fi redat pe cutiile muzicale tip Symphonion. Central are imprimat textul: "Donau Wellen Walz de Ivanovici 7209". Discul prezintă mici proeminențe în dreptul perforațiilor pe verso și este ștanțat de jur împrejur în formă de roată zimțată. | Muzeul „Casa Mureșenilor”, Brașov  | Cimec    |
|      | Leichte Kavallerie Richrer 7243 | Datare: 4/4 sec. XIX Școală: Fabrik Lochmannscher Musikwerte A.G. Dimensiuni: D: 190 mm Material: metal | Disc metalic muzical de tip Symphonion, care face parte din colecția familiei Mureșenilor. Discul putea fi redat pe cutiile muzicale tip Symphonion. Central are imprimat textul: "Leichte Kavallerie Richrer 7243". Discul prezintă mici proeminențe în dreptul perforațiilor pe verso și este ștanțat de jur împrejur în formă de roată zimțată. | Muzeul „Casa Mureșenilor”, Brașov  | Cimec    |
|      | Mână Autor: Sbrojavacca, Guiscardo di | Datare: 1/4 sec. XX Dimensiuni: L: 300 mm Material: gips | Obiectul reprezintă mâna dreaptă a compozitorului și dirijorului Dima Gheorghe (1847-1925). Mulajul este realizat din gips de culoare albă. Degetele mâinii se spijină pe un suport din gips de culoare albastră. Pe verso este inscripționat cu negru: "PROF. GEORGE DIMA VIENNA 1. LUGLIO 1912 SBROJAVACCA". | Muzeul „Casa Mureșenilor”, Brașov  | Cimec    |
|      | Cană cu capac | Datare: Secolul al XVII- lea Școală: Atelier transilvănean Descoperit: jud. Brașov, com. Bunești, Criț Dimensiuni: I = 20cm; D = 10,8 cm; Db = 7,5cm; Dg = 7,5 cm Material: Lut modelat la roată, pictat manual, glazurat; capac și șarnieră din cositor turnat.                                                            | Cană cu capac habană. Bază circulară, corp bombat, gât înalt, elansat, toartă semicirculară plată de care este atașat un capac din cositor ușor bombat, în două retrageri și având șarniera prevăzută cu buton sferic. Decorată pe întreaga suprafață cu o scenă figurativă: în prim plan un personaj cu pălărie, plasat într-un mediu rustic, cu case și arbori, în tonalități de albastru, brun și verde, totul pe fond alb, decor delimitat de brâie pline și brâie în zig-zag cu albastru și brun; toarta decorată de o lalea. Inițialele "AHH". | Muzeul Județean de Istorie, Brașov | Cimec    |
|      | Iatagan | Datare: Secolul al XIX- lea Școală: Atelier turcesc Dimensiuni: L totală = 73 cm; L lamă = 57,5 cm; l lamă = 3,2 cm Material: Lamă din oțel forjat, inscripții damaschinate, mâner din fildeș, aplicații din metal decorat                                                                                                  | Lamă din oțel forjat, curbată, cu tăiș și vărf de împungere, prevăzută cu șant la muchia netăioasă. Mâner din fildeș terminat cu aripioare, atașat de lamă printr-o garnitură din metal filigranat. Pe una din laturile lamei, în cartuș, inscripție în limba turcă. | Muzeul Județean de Istorie, Brașov | Cimec    |
|      | Iatagan | Datare: Secolul al XIX- lea Școală: Atelier turcesc Descoperit: jud. Brașov, Brașov Dimensiuni: L = 72 cm; L lamă =55 cm; l lamă =3 cm Material: Oțel forjat, damaschinat, mâner abanos, slefuit, garnitură din metal filigranată                                                                                           | Lamă curbă, cu un tăiș și vârf de împungere, cu șanț la muchia netăioasă, plasat în imediata proximitate a aceasteia. Mâner din lemn de abanos terminat cu aripioare, atașat de lamă prin intermediul unei garnituri filigranate. Inscripție în limba turcă plasată pe una din laturile lamei, probabil un verset din Coran sau date referitoare la executant, anul execuției, comanditar. | Muzeul Județean de Istorie, Brașov | Cimec    |
|      | Cască de tip Zachetti | Datare: Prima jumătate a secolului al XVII-lea Școală: Central-european Descoperit: jud. Brașov, Brașov Dimensiuni: Diametru=224 mm; grosime=2mm Material: Cască lucrată din tablă de oțel, prin batere la cald, găurire, nituire                                                                                           | Cască de tip Zachetti (coadă de homar) lucrată din tablă de oțel. Calota are formă semisferică, cu șase întărituri radiale, de forma unor benzi ce pornesc din creștet și se răsfrâng spre boruri asemeni unor raze. Calota este prevăzută cu un cozoroc în formă de inimă. Lipsesc apărătoarea de nas și cilindrul port-panaș. Cele două apărători de obraji, de formă semicirculară, sunt mobile și sunt prevăzute cu câte șapte orificii. Apărătoarea de ceafă este formată din patru lamele articulate din tablă amplasate una în continuarea celeilalte asemeni unei cozi de homar. Pe interior se păstrează niturile cu care era prinsă căptușeala din piele. Protecția era sporită de zale, care apărau fruntea și gâtul. | Muzeul Județean de Istorie, Brașov | Cimec    |
|      | Buzdugan | Datare: Secolul al XIV-lea Școală: Transilvănean Descoperit: jud. Brașov, Brașov Dimensiuni: Lungime=8,6cm; Tub de înmănușare=4,5 cm; Diametru= 2,3 cm Material: Bronz lucrat prin turnare | Capăt de buzdugan prevăzut în zona mediană cu patru proeminențe mari, piramidale cu câte patru laturi. Extremitățile sunt prevăzute cu cu câte patru proeminențe mici, de formă tetraedrică. În partea inferioară este prevăzut cu un tub de înmănușare. | Muzeul Județean de Istorie, Brașov | Cimec    |
|      | Buzdugan | Datare: Secolul al XIV-lea Școală: Transilvănean Descoperit: jud. Brașov, com. Bod, Bod Dimensiuni: Lungime= 9 cm Material: Buzdugan lucrat din bronz prin turnare | Capăt de buzdugan prevăzut în zona mediană cu patru proeminențe mari, piramidale. Extremitățile sunt prevăzute cu câte patru proeminențe de formă tetraedrică. Buzduganul are un tub de înmănușare cilindric, terminat la capăt cu un guler. | Muzeul Județean de Istorie, Brașov | Cimec    |
|      | Lada Breslei funarilor | Datare: 1815 Școală: Atelier brașovean Descoperit: jud. Brașov, Brașov Dimensiuni: L= 75 cm; l = 40 m; h = 37 cm Material: Lemn de esență tare; fier forjat, intarsie, ajurare | Lada breslei funarilor este din 1815. Este confecționată din lemn de esență tare, având formă dreptunghiulară, cu profile clasiciste. În interior are un mic sertar, iar pe capacul vopsit cărămiziu se află inscripția, în traducere:"Titlu Domnul Johan Ludwig Lorentz, cavaler imperial de Lagendorff: senator și inspector la cinstita breaslă a funarilor în orașul liber imperial regesc Brașov a dedicat această ladă de breaslă sub îngrijirea domnului Andreas Schuller, orator al breslei, domnului Michael Engel, starostele cel bătrân, domnului Gheorghe Abraham, starostele cel tânăr, în anul 1815". Pe cele două balamale de fier forjat se află scris: pe prima And. Schuller, pe a doua, M.R. 1815 M.S. | Muzeul Județean de Istorie, Brașov | Cimec    |
|      | Lada Breslei pălărierilor | Datare: 1830 Școală: Atelier brașovean Descoperit: jud. Brașov, Brașov Dimensiuni: L= 74 cm; l = 44 cm; h = 42 cm Material: Lemn de esență tare; metal, furnir; sculptare; intarsiere, ajurare | Lada breslei pălărierilor (1830) este lucrată din lemn de esență tare, lustruit cu ornamente intarsiate. În interior, pe capacul cutiei, încadrată într-un chenar cu linii drepte negre, se află inscripția, în traducere: "Titlul Domnul senator Joseph nobil de Wentzel, inspector de breaslă, Martinus Servatius primul. Al doilea conducător Pet. Carll Clooss și Herberg Vatter". În încheiere este trecut numele meșterului care a executat lada, în traducere:"A făcut meșterul de lăzi, Andreas Artzt în anul 1830". Pe latura din față, se află suprapuse două chenare din furnir de diferite nuanțe. În mijlocul lor într-un cadru ovoidal de culoare albă, se află încrustate în tehnica intarsiei, patru pălării de culoare închisă de diferite tipuri uzuale în acel timp: jobene, tricornuri etc. | Muzeul Județean de Istorie, Brașov | Cimec    |
|      | Scaun de jude | Datare: Secolul al XVI-lea Școală: Atelier din Transilvania Descoperit: jud. Brașov, Brașov Dimensiuni: H = 120 cm; l = 57 cm; L mânere = 62 cm Material: lemn de brad, stejar, piele, presată, cusută; textil; metal | Scaunul este din lemn de brad și stejar cu șezutul, are rezemătoare de brațe și spătarul acoperite cu piele. Picioarele în secțiunea rectangulară au elemente de legătură traforate la partea anterioară și posterioară și profilate pe laturi. Spătarul este ușor curbat, terminat în volute, tapițat cu piele decorată de o bandă perimetrală cu linii oblice și câmpul central cu ove; întreaga decorațiune fiind realizată prin presare și coasere. Șezutul este tapițat cu piele decorată cu aceleași motive și în aceeași tehnică precum spătarul. Rezemătoarele de brațe curbate sunt terminate în volute, tapițate cu piele. Țintele din alamă și elementele de apucare au formă dreptunghiulară. Spătarul și șezutul erau decorate de franjuri textili, care nu se mai păstrează. | Muzeul Județean de Istorie, Brașov | Cimec    |
|      | Lada Breslei covrigarilor | Datare: 1835 Școală: Atelier brașovean Descoperit: jud. Brașov, Brașov Dimensiuni: L= 66 cm; l = 38 cm; h = 67 cm Material: Lemn de esență tare; furniruit; intarsiat; pictat; lăcuit | Lada breslei covrigarilor din anul 1835 este confecționată din lemn de esență tare, furniruit pe toată suprafața. Ornamentarea este redată prin pictare și în tehnica intarsiei. Furnirul are culori de diferite nuanțe: maro-închis, roșcat etc. formează motive geometrice dispuse în frize, romburi, dreptunghiuri (în intarsie), urmând moda aulică austriacă. Pe fundul lăzii, în exterior, se află inscripția, în traducere:" Georg Meșter tâmplar". În capacul lăzii este inclusă cutia mică ce se deschide din interior. Pe latura din față, într-un chenar dreptunghiular (clasicist) este inclusă emblema breslei. În prim plan se află un drapaj, colorat în roșu închis (stacojiu), susținut de doi lei rampanți, așezați cu picioarele posterioare pe o cunună de spice legată cu panglici și inițialele:"I.T." iar sub ele data 1835. | Muzeul Județean de Istorie, Brașov | Cimec    |
|      | Lada Breslei cizmarilor | Datare: 1828 Școală: Atelier brașovean Descoperit: jud. Brașov, Brașov Dimensiuni: L= 72 cm; l = 44 cm; h = 38 cm Material: Lemn de esență tare, furniruit | Lada breslei cizmarilor din anul 1828, din lemn de esență tare, furniruit. Pe latura din față două medalione intarsiate încadrează două cizme de culoare închisă și datarea 1828. Este prevăzută cu două mânere de prindere din fier forjat. Piesă de inspirație barocă. | Muzeul Județean de Istorie, Brașov | Cimec    |
|      | Lada Breslei butnarilor | Datare: 1799 Școală: Atelier brașovean Descoperit: jud. Brașov, Brașov Dimensiuni: L= 69 cm; l = 31 cm; h = 47 cm Material: Lemn de esență tare, fier, cupru | Lada breslei butnarilor, confecționată din lemn de esență tare, lăcuit. În interior se află un sertar mic, pentru păstrarea monedelor pe al cărui capac este scris, in traducere:"Johannes Artzt cel bătrân, Petrus Tartler - staroști de breaslă". În interiorul capacului mare este scris, în traducere: "Această ladă nouă de breaslă a fost făcută în locul celei anterioare care a devenit inutilizabilă din cauza vechimii după 176 de ani de existență; în anul 1799". Capacul, în exterior, are un ornamrnt baroc, la fel cu ornamentele marginale de pe tăbliile laterale. Pe latura din față se află sculptată emblema breslei butnarilor formată dintr-o cunună din frunze de viță și ciorchini de struguri, legată cu panglici. Deasupra cununii, se distinge o coroană heraldică și ghirlande de frunze de viță. Coroana este susținută de labele anterioare a doi lei ce stau pe picioarele posterioare cu cozile încârligate. În interiorul coroanei sunt reprezentate central scule și produse ale butnarilor: în prim plan un butoi iar în plan secund un compas, rindea și două ciocane de lemn. | Muzeul Județean de Istorie, Brașov | Cimec    |
|      | Lada Breslei fierarilor | Datare: Secolul al XVIII-lea Școală: Atelier brașovean Descoperit: jud. Brașov, Brașov Dimensiuni: L= 85 cm; l = 45 cm; h = 55 cm Material: Lemn, fier, cupru | Lada breslei fierarilor, de dimensiuni mari, are o formă barocă. Este confecționată din lemn de esență tare cu ornamente în intarsie. Capacul are în interior inscripția, în traducere:"Sub îngrijirea lui Marc Antonius Drandt". Pe suprafața capacului lăzii, se găsește cutia mică, iar pe capacul lădiței se află un desen lucrat în intarsie. Desenul reprezintă un meșter potcovar stând în picioare, fiind văzut din față. Pe latura din față, se află două chenare în care sunt reprezentate două coase încrucișate cu vârfurile în sus. Între vârfurile coaselor se află o sapă și literele în majuscule, despărțite prin puncte: "H.K." și "G.H.", inițiale întâlnite și pe firma breslei măcelarilor din anul 1710. În al doilea chenar se află tot două coase, o potcoavă și inițialele "H.T." și "H.W.". | Muzeul Județean de Istorie, Brașov | Cimec    |
|      | Lada Breslei măcelarilor | Datare: Secolul al XVIII-lea Școală: Atelier brașovean Descoperit: jud. Brașov, Brașov Dimensiuni: L= 74cm; l = 40cm; h = 41cm Material: Lemn de esență tare, fier | Lada breslei măcelarilor, lucrată din lemn de esență tare, având culoarea naturală conservată cu ulei. Pe capacul mare din interior, vopsit în cărămiziu se află inscripția, în traducere: "Domnul Gasparus Schramm starostele cel bătrân, Domnul Martinus Bomches starostele cel tânăr, staroști de breaslă, 1777 la 2 ianuarie". În exterior, pe latura din față are două regristre reliefate, a căror profile tind spre baroc. În primul regristru, are lucrat în intars o oaie în profil și două cuțite. În al doilea regristru este reprezentată o bovină, iar deasupra capului acesteia un braț ce ține o bardă asemenea celei din spatele bovinei - unelte specifice meșteșugului. | Muzeul Județean de Istorie, Brașov | Cimec    |
|      | Pușcă cu cremene Autor: Poltz, Franz | Datare: 2/2 sec. XVIII - 1/2 sec. XIX Școală: Atelier austriac Descoperit: jud. Brașov, Brașov Dimensiuni: L totală = 106,5 cm; L țeavă = 68 cm; Calibrul = 15 mm. Material: oțel, lemn, alamă, gravare, forjare, turnare                                                                                                   | Pușcă cu cremene, are țeava lisă, octogonală la exterior, cu înălțător și cătare. Înălțătorul este decorat cu motive vegetale stilizate. Are mecanism de dare a focului cu cremene, complet, prezintă decorat vegetal stilizat și inscripționat: "Franz Poltz". Patul și ulucul din lemn de nuc au decor geometric: linii întretăiate și garnituri din alamă decorate vegetal. Platina este decorată cu o scenă de vânătoare. Garda trăgaciului este decorată cu motive vegetale stilizate și un personaj în ținută de vânător. | Muzeul Județean de Istorie, Brașov | Cimec    |
|      | Pușcă cu capse | Datare: Secolul al XIX-lea Școală: Atelier maghiar Descoperit: jud. Brașov, Brașov Dimensiuni: L totală = 106 cm; L țeavă = 75 cm; calibru = 10 mm Material: oțel, lemn | Pușca este de vânătoare cu capsă. Patul cu obrăzar din nuc sculptat este decorat în continuarea obrăzarului de medalioane triunghiulare cu vrejuri fitomorfe stilizate. Este placat la partea inferioară cu o garnitură metalică arcuită decorată în bandă fitomorf stilizat. Ulucul este scurt pe aproximativ 1/4 din țeavă, terminat în cap de leu. Garda trăgaciului este polilobată, în același timp funcțională și decorativă. Țeava lisă este la exterior octogonală, muchiile canelate longitudinal, decorată la partea inferioară de un cartuș dreptunghiular cu motive fitomorfe stilizate. Este inscripționată prin damaschinare cu aur: "GUSTAV M (...) K IN DEBREZIN". Mecanismul de dare a focului este complet, atașat de pat cu un șurub anturat de o stea în șase colțuri, stilizată. Garnituri din alamă. | Muzeul Județean de Istorie, Brașov | Cimec    |
|      | Pistol cu cremene | Datare: Secolul al XVIII-lea Școală: Atelier oriental Descoperit: jud. Brașov, Brașov Dimensiuni: L totală = 38 cm; L țeavă = 26,5 cm; calibru = 12 mm Material: oțel, lemn, os, argint, aur ; turnare, damaschinare, niello                                                                                                | Pistol cu cremene oriental cu pat și uluc din lemn acoperit cu piele. Bulb din os strunjit, decorat cu brâu median cu motive florale și vegetale stilizate. Este prevăzut cu aplicații din argint decorat stilizat în tehnică "niello". Pe partea superioară a mânerului: inscripție în cartuș dreptunghiular, în limba rusă. Mecanism de tragere cu cremene, din oțel, decorat pe întreaga suprafață cu arabescuri realizate prin damaschinare cu fir de aur. Pe partea inferioară a mecanismului, în două cartușe rectangulare, o inscrpție în limba turcă ( ? ), probabil numele proprietarului - comanditarului / armurierului - atelierului; versete din Coran. Cocoșul în formă de bulb, damaschinat cu arabescuri cu fir de aur. Țeava din oțel șlefuit este decorată pe întreaga suprafață prin damaschinare cu arabescuri realizate cu fir de aur. Lipsă garda trăgaciului. | Muzeul Județean de Istorie, Brașov | Cimec    |
|      | Pistol cu cremene | Datare: Secolul al XVIII-lea Școală: Atelier occidental Dimensiuni: L = 39,5 cm; L țeavă = 20 cm; calibru = 15 mm Material: oțel, lemn, aramă | Pistol cu mecanismul de dare a focului cu cremene. Mecanismul este incomplet, lipsindu-i cocoșul port-cremene. Pe mecanism este stanțat un motiv vegetal (marcă de meșter ?). Țeava este decorată cu motive vegetale, în centru, într-un cartuș, fiind inscripționat numele "CONVPOSHE". Patul este din lemn învelit în tablă de aramă decorată cu motive vegetale. Această armătură este fixată de pat cu nituri. Bulbul patuluieste de formă conică, din bronz decorat cu raze. Garda trăgaciului, prevăzută cu un inel de prindere, este decorată cu linii paralele. | Muzeul Județean de Istorie, Brașov | Cimec    |
|      | Trident | Datare: A doua jumătate a secolului al XVII-lea Descoperit: jud. Brașov, Brașov Dimensiuni: L. totală = 55 cm; L lamă = 2 cm; l lame laterale = 1,7 cm; tub de înmănușare = 22 cm; D = 2,6 cm Material: oțel; forjare; gravare; damaschinare                                                                                | Trident cu lama centrală dreaptă și lamele laterale cu margini ondulate. Este ornamentat cu motive vegetale stilizate și medalioane cu arabescuri. Piesa de atașare la hampa tronconică, cu margini profilate. Ornamentul cu aur se păstrează parțial, cca. 25%. | Muzeul Județean de Istorie, Brașov | Cimec    |
|      | Pumnal cu teacă | Datare: Secolul al XIX-lea Școală: Atelier oriental Descoperit: Turcia Dimensiuni: L pumnal =41,6 cm; l lamă= 3 cm; L teacă= 37 cm; l= 4 cm. Material: oțel, argint, lemn, gravare, niello | Pumnal cu teacă. Lama dreaptă cu două tăișuri, vârf ascuțit, trei șanțuri mediane pe cca. două treimi din lamă decorate vegetal stilizat. Pe ricasso este ștanțată inscripția „OOMAN”. Mâner din lemn placat cu argint, decorat perimetral de benzi cu butoni semisferici, butoni florali stilzați, anturați de medalioane polilobate cu decor floral stilizat și central, de un medalion polilobat cu decor zoomorf: pasăre de pradă. Teaca din lemn placată cu argint, terminată cu un buton sferic cu brâu perlat. Decorată frontal de medalioane polilobe florale stilzate, delimitate de benzi perlate și benzi în relief, simple. | Muzeul Județean de Istorie, Brașov | Cimec    |
|      | Apărătoare de braț | Datare: A doua jumătate a secolului al XVII-lea Școală: Atelier oriental Dimensiuni: L= 36 cm; l minimă = 8,5 cm; l maximă = 11,5 cm. Material: oțel, aur, batere, gravare, damaschinare | Apărătoare de braț și cot în formă de ogivă. Pe margini este prevăzută cu găuri pentru prinderea zalelor și cataramelor. Decorată pe întreaga suprafață cu arabescuri și medalioane polilobate antropomorfe și zoomorfe stilizate; central, două personaje, unul masculin și altul feminin, flancate de două antilope șezând. Medalionul central antropomorf este flancat de două medalioane ce reprezintă o felină ucigând o antilopă. Perimetral, zece medalioane cu păsări. Decorul cu aur se păstrează fragmentar, cca. 15%. | Muzeul Județean de Istorie, Brașov | Cimec    |
|      | A new et exact Map of the Electorate of BRUNSWICH-LUNEBURG and e rest of e KINGS Dominions in Germany Autor: Moll, Hermann                                | Datare: Circa 1715 Școală: Școala engleză Dimensiuni: Î: 64 cm; LA: 106 cm Material: hârtie cu vergeturi; gravură în aramă | Harta a fost creată în momentul urcării pe tronul Angliei a dinastiei de Hanovra. Reprezintă electoratul Brunswick(Braunschweig)-Lüneburg, situat în nordul Germaniei; realizarea este simplă; abundă textele privind bogățiile naturale ale ținutului, precum și cele privind posesiunile coroanei engleze în Germania; cu ton laudativ la adresa dinastiei britanice. Apar și texte marcând lupta pentru putere în regiunile limitrofe (Saxonia, Lausenburg, Osnabrück etc.); cartușul, plasat în colțul din stânga jos, are deasupra blazonul Angliei, iar dedesubt trofee, compuse din arme și steaguri. Pe latura de jos-alte două blazoane, cu specificația că reprezintă "însemnele majestății sale înainte de a ajunge pe tronul Angliei" - este vorba de George I (1714-1727). Numeroase texte explicative; semnătura autografă a colecționarului Julius Teutsch pe verso. | Muzeul Județean de Istorie, Brașov | Cimec    |
|      | America de Sud Autor: Moll, Hermann; Vertue, George | Datare: Circa 1712 Școală: Școala engleză Dimensiuni: Î: 62 cm; LA: 101 cm Material: hârtie; filigran; gravură în aramă; colorare manuală | Harta a fost creată în jurul anului 1712, în perioada de ascensiune a Școlii cartografice engleze. Reprezintă America de Sud; cu accent pe localități și pe texte explicative; explicații prețioase referitoare la curenții marini, alizee, exploratori, anii de descoperire a diferitelor teritorii, bogății naturale; cartușul, plasat în colțul din dreapta jos, are deasupra un blazon cu deviza: DIEU DEFENDE LE DROIT, fiind înconjurat de volute și de o scenă alegorică reprezentând personaje locale de diferite condiții sociale; pe fundal - doi vulcani în erupție; ilustrație în colțul din stânga jos reprezentând Muntele Potosi, despre care, autorul dă numeroase detalii privind situarea, numărul galeriilor, numărul lucrătorilor și producția de argint din cel mai fin. Punctele cardinale apar în raport cu Anglia. | Muzeul Județean de Istorie, Brașov | Cimec    |
|      | India Autor: Blaeu, Guiljeimus | Datare: 1635 Școală: Școala olandeză Dimensiuni: Î: 46 cm; LA: 58 cm Material: hârtie cu vergeturi; gravură în aramă | Harta a fost creată în anul 1635, în perioada de apogeu a școlii cartografice olandeze, secolul al XVII-lea fiind supranumit “secolul de aur". Reprezintă India, identificată de autor cu însuși Orientul; cartușul-sus la mijloc, încadrat de două personaje îmbrăcate în costume orientale, cuprinde titlul; dedicația - către Laurențiu Real, guvernatorul Indiei - este plasată în colțul din stânga jos, având forma unui valtrap anturat la stânga de un personaj feminin cu cască și scut și la dreapta de un bărbat în armură; deasupra se găsește un blazon; pe întreaga margine de jos apar putti, mânuind instrumente de orientare și de măsurare. | Muzeul Județean de Istorie, Brașov | Cimec    |
|      | Transilvania Autor: Mercator, Gerard | Datare: 1660 Școală: Atelier Blaeu Guiljeimus Dimensiuni: Î: 38 cm; LA: 50 cm Material: hârtie; gravură în aramă; colorare manuală | Harta a fost creată în anul 1660? la Amsterdam în momentul când școala de cartografie olandeză se afla la apogeu. Planșă colorată reprezentând Transilvania, inspirată după harta similară a lui Honterus pe filieră Mercator; accent pe localități și pe hidrografie; împărțirea provinciei în țări (Wurtzland-Țara Bârsei, Altland-Țara Veche, Weinland-Țara Vinului) este preluată de asemenea de la Honterus; unele localități, nu nepărat cele mai importante sunt marcate cu câte o bulină roșie (Dej, Bistrița, Alba Iulia, Sighișoara, Mediaș, Făgăraș). Interesant este faptul că orașul Corona (una din denumirile vechi ale Brașovului) mai apare și în Țara Hațegului, la nord de Ulpia Traiana Sarmisegetuza-Varhel. Singura regiune delimitată printr-un contur de culoare cafenie este cuprinsă între Sibiu și Orăștie. Spre deosebire de hărțile anterioare sunt inserate explicații referitoare la bogățiile naturale ale Transilvaniei: aur, argint, cupru și sare. Cartușul, plasat în colțul din dreapta jos are deasupra stema Transilvaniei, cele 7 turnuri, de culoare roșie pe un scut pe fond galben, flancată de două personaje feminine, simbolizând credința și înțelepciunea; la picioarele lor două ghirlande alcătuite din frunze și fructe. Dedesubt - scalele miliare: comună și germanică iar sub ele: inscripția "Amsterdami, Apud Guiljelmum et Ioanem Blaeu". | Muzeul Județean de Istorie, Brașov | Cimec    |
|      | Hartă Autor: Oetinger (Ottens), Johann Francisc | Datare: 1/4 sec. XVIII Școală: Școala germană Dimensiuni: Î: 59 cm; LA: 123 cm Material: hârtie cu vergeturi; gravură în aramă; colorare manuală | Hartă cu caracter militar; reprezintă teatrul de război dintre austrieci și turci cuprinzând: Bosnia, Serbia, Dalmația, Slavonia și parțial Bulgaria, Banatul, Transilvania și Valahia (este vorba despre războiul turco-austriac desfășurat între anii 1716 și 1718, terminat prin pacea de la Passarowitz, prin care turcii cedau austriecilor Banatul, nordul Serbiei cu Belgradul și Oltenia). Axa principală este Dunărea, iar accentul este pus pe localități, pe capacitatea de apărare a unor cetăți, despre care sunt date numeroase detalii tehnice, pe istoricul luptelor care s-au purtat în zonă, unități combatante, efective, conducători, poziții de apărare; deosebit este și aspectul artistic al hărții. De jur împrejur, sub forma unor vedute sau planuri apar principalele loclități unde s-au purtat lupte între turci și austrieci (Belgrad, Orsava/Orșova, Nicopole, Vidin etc.); cartușul, în colțul din dreapta sus este înconjurat de scene alegorice; deasupra se găsesc două eșarfe, cuprinzând denumiri și explicații despre regiunile cuprinse; de jur împrejur apar planurile principalelor fortificații de pe malurile Dunării; semnătura autografă a colecționarului Julius Teutsch pe verso. | Muzeul Județean de Istorie, Brașov | Cimec    |